# Cuisine israélienne

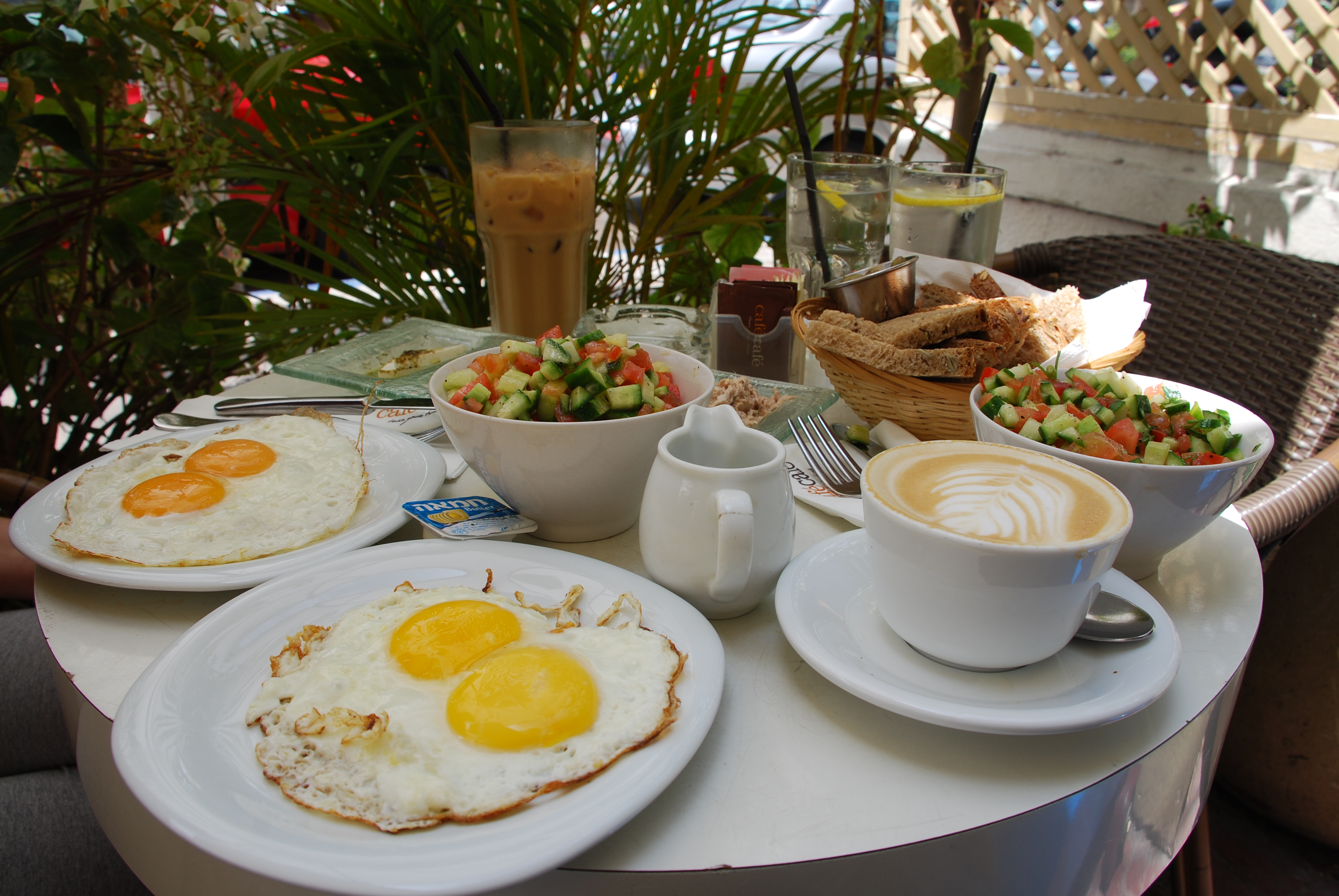
Petit déjeuner israélien.

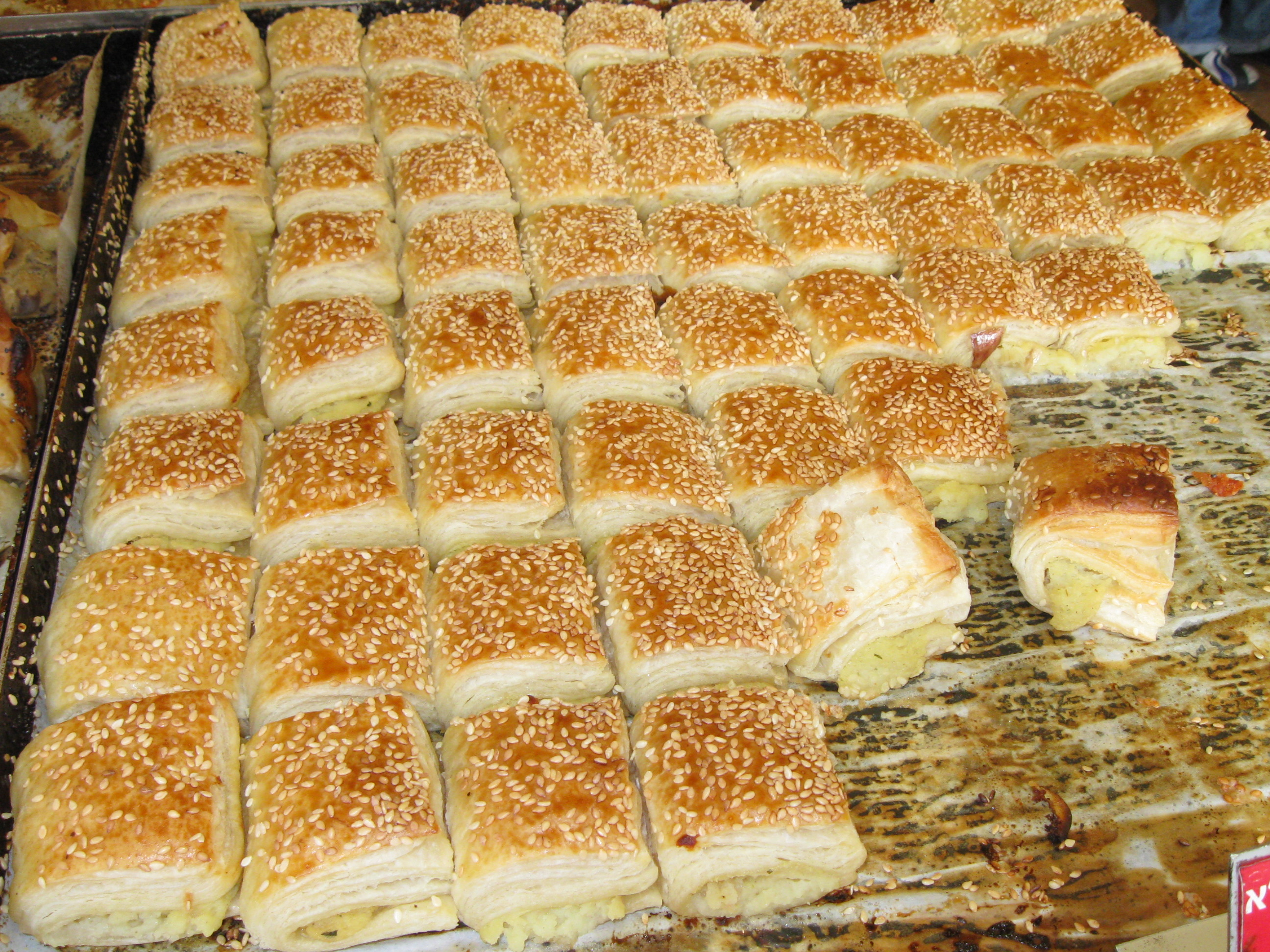
Bourekas de pomme de terre.

La cuisine israélienne (en hébreu : המטבח הישראלי ; en arabe : مطبخ إسرائيلي) comprend les plats originaires d'Israël ainsi que les plats apportés par les Juifs de la diaspora. Déjà avant l'établissement de l'État d'Israël, et particulièrement depuis la fin des années 1970, une cuisine fusion israélienne s'est développée.
La cuisine israélienne a adopté, et continue d'adopter, des éléments de différents genres de cuisine juive, en particulier des styles de cuisines mizrahi, sépharade et ashkénaze. Cette cuisine incorpore beaucoup d'aliments mangés traditionnellement dans les cuisines moyen-orientale et méditerranéenne, avec des plats tels que les falafels et le hoummous, souvent consommés comme de la restauration rapide. Les Juifs ashkénazes ont apporté des plats comme le schnitzel ou le kugel, les Juifs sépharades le bourekas, la matbukha, la mofletta ainsi que des herbes et des épices, ceux d'Éthiopie l'injera, d'Asie et du Caucase le sambusak ou le kubbeh et les Juifs mizrahim de la cuisine du monde arabe, comme par exemple ceux du Yémen, qui ont apporté la jachnun ou le malawach ou d'Iran avec le gondi. Les Arabes israéliens sont quant à eux connus pour les pâtisseries comme le kanafeh et les Druzes pour leur labneh.
D'autres influences sur la cuisine sont la disponibilité d'aliments communs à la région méditerranéenne, entre autres certains genres de fruits et légumes, produits laitiers et poissons ; les plats traditionnels préparés lors des fêtes ; la tradition de manger cacher et des coutumes alimentaires spécifiques au chabbat et aux différentes fêtes juives, tels la hallah, un pain brioché, le jakhnoun, le malaouakh, le gefilte fish, le tcholent (hamin) et les soufganiyot.
De nouveaux plats axés sur des produits agricoles tels les oranges, avocats, produits laitiers et poissons, et d'autres fondés sur des phénomènes gastronomiques mondiaux ont été introduits avec les années, et les chefs formés à l'étranger ont apporté des éléments venant d'autres cuisines internationales.

## Histoire

### Origines
Pour un article plus général, voir Cuisine juive.

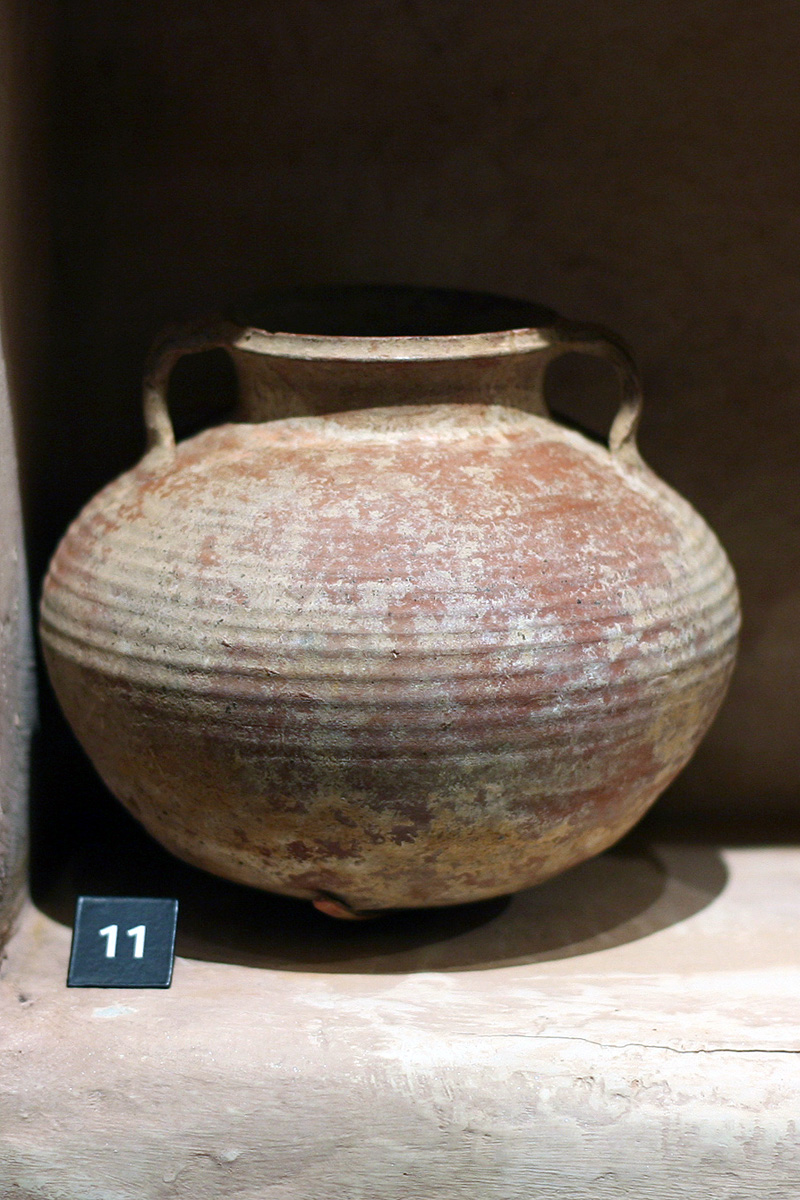
Marmite en argile, Palestine,, Musée juif de New York.

Les traditions culinaires d'Israël comprennent des aliments et méthodes de cuisine qui s'étalent sur trois mille ans d'histoire. Avec le temps, ces traditions ont été formées par des influences provenant d'Asie, d'Afrique et d'Europe et des influences religieuses et ethniques, desquelles ont résulté un « melting pot culinaire ». Les récits bibliques et trouvailles archéologiques fournissent un aperçu de la vie culinaire de la région remontant aussi loin qu'en 968 av. J.-C., aux temps des rois de l'Israël antique.
Durant la période du Second Temple (516 av. J.-C.-70 apr. J.-C.), la culture hellénistique et de la Rome antique a fortement influencé la cuisine, en particulier celle des prêtres et de l'aristocratie de Jérusalem. Des repas élaborés étaient servis, ils incluaient des entrées piquantes et des boissons alcoolisées, du poisson, de la viande, des légumes frais et en saumure, des olives, des tartes ou des fruits frais.
La cuisine des Hébreux était bâtie sur plusieurs produits qui jouent encore un rôle important dans la cuisine israélienne contemporaine. Ces produits étaient connus comme les sept espèces : les olives, les figues, les dattes, les grenades, le froment, l'orge et le raisin. L'alimentation, fondée sur des produits cultivés localement, était enrichie par des épices importées facilement disponibles du fait de la localisation du pays au carrefour des routes commerciales Occident-Orient.
Après la destruction du Second Temple et l'exil de la majorité des Juifs de la Terre d'Israël, la cuisine juive a continué à se développer dans les nombreux pays où des communautés juives ont existé depuis l'Antiquité tardive, influencée par l'économie, l'agriculture, et les traditions culinaires de ces pays.

### L'ancien Yishouv

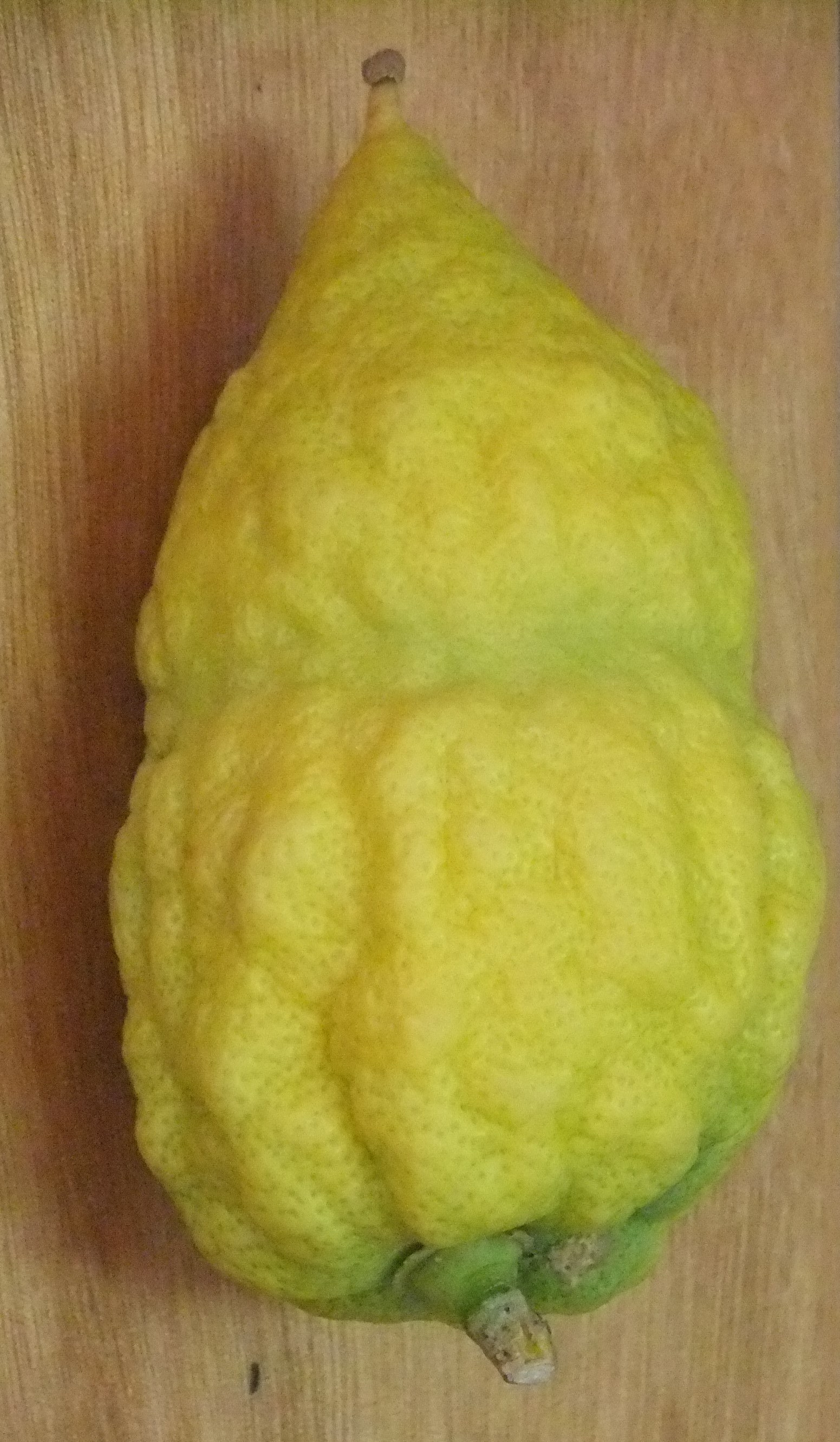
L'etrog, fruit de la tradition juive cultivé par le Yishouv.

La communauté juive qui vivait en Terre d'Israël avant la fin du XIXe siècle était connue en tant que l'ancien Yishouv. Le style de cuisine de la communauté était la cuisine sépharade qui s'était développée parmi les Juifs d'Espagne avant leur expulsion en 1492 et dans des zones vers lesquelles ils migrèrent après cet épisode, en particulier les Balkans et l'Empire ottoman. Les Sépharades établirent également des communautés dans l'ancien Yishouv. À Jérusalem en particulier, ils continuèrent à développer leur style culinaire, influencés par la cuisine ottomane, créant un style qui devint connu comme cuisine sépharade de Jérusalem. Cette cuisine incluait des tourtes et chaussons comme les sambousak, les pastels et les bourekas, des gratins de légumes et des légumes farcis, du riz et du boulghour, du riz pilaf, qui sont maintenant considérés comme des classiques de Jérusalem.
Des groupes de Juifs hassidiques d'Europe de l'Est commencèrent à établir des communautés à la fin du XVIIIe siècle, et apportèrent avec eux leur cuisine traditionnelle ashkénaze, développant cependant des variations locales distinctes, comme le notable pudding de nouilles poivré et caramélisé connu sous le nom de kugel yerushalmi.
Dans les communautés juives de l'Ancien Yishuv, le pain était cuit à la maison, dans des fours en briques ou en terre. De petites boulangeries sont apparues au milieu du XIXe siècle. La farine de blé était utilisée pour faire le pain quotidien, de la challah ainsi que des biscuits. Le pain sec était transformé en un pudding connu sous le nom de boyos de pan.
Le lait était plus rare et réservé aux femmes enceintes ou aux malades. Le lait d'amande était alors souvent utilisé comme substitut. Les Sépharades conservaient leur fromage à pâte molle dans des boîtes d'eau salée.
Dans les années 1870, la viande était rare et préparée pour le chabbat et les fêtes mais elle est devenue plus disponible vers la fin du XIXe siècle. La viande était principalement du bœuf, mais la chèvre et l'agneau étaient consommés, en particulier au printemps.
Le poisson frais était un aliment rare et cher à Jérusalem, particulièrement en hiver. La morue salée était trempée puis préparée pour les repas de la semaine et du sabbat. Les Séfarades avaient également une préférence pour le poisson appelé gratto et pour les sardines. Un autre poisson disponible était le bouri.
Jusqu'à la fin du XIXe siècle, les Juifs de Jérusalem stockaient de grandes quantités de denrées alimentaires pour l'hiver. Dans les ménages séfarades, il s'agissait de riz, de farine, de lentilles, de haricots, d'olives et de fromage. Les Ashkénazes stockaient et produisaient du vin, des spiritueux, des olives, de l'huile de sésame et du blé. À la fin de l'été, de grandes quantités d'œufs étaient conditionnées pour l'hiver. Les olives et les aubergines étaient marinées.
C'est en 1824, que Yosef Gold fonde une première entreprise juive de production de l'arak à Haïfa, alors que ce spiritueux est le plus populaire à la fois chez les Juifs et les Arabes.

### Nouveau Yishouv

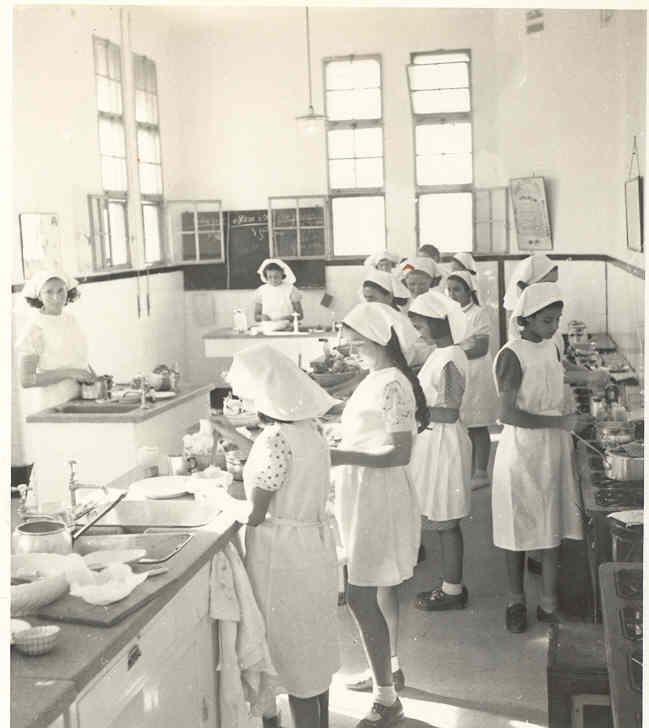
Cours de cuisine dans une école pour filles à Jérusalem, vers 1936.

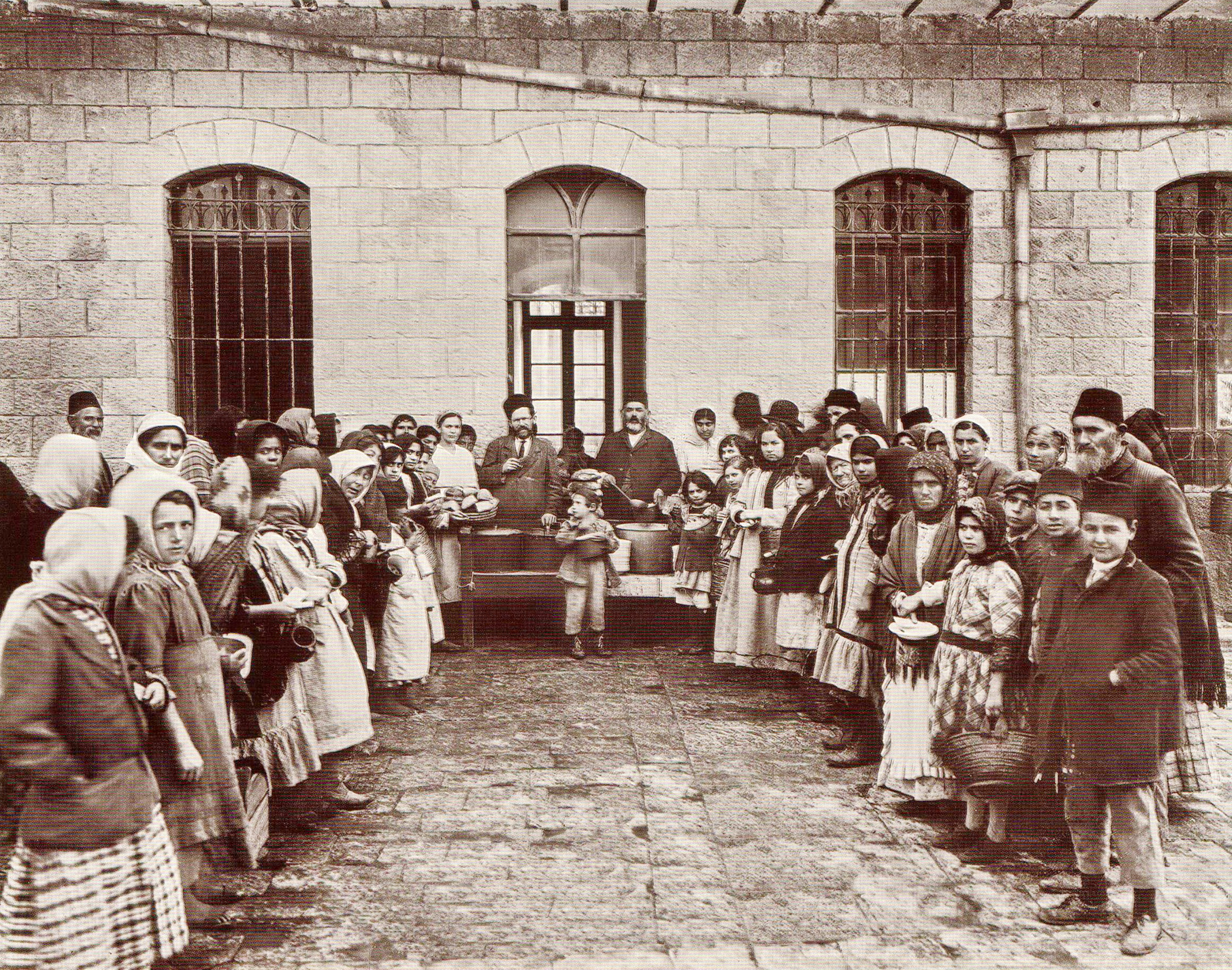
Soupe populaire, Jérusalem, 1920.

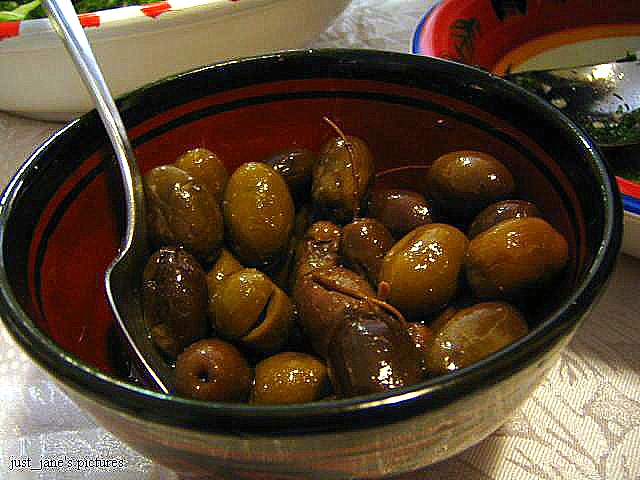
Olives dénoyautées et épicées.

Avec la première Aliyah en 1881, des Juifs commencèrent à immigrer en grands nombres vers la Palestine depuis l'Europe de l'Est et le Yémen, amenant avec eux leurs cuisines traditionnelles. Ces pionniers du sionisme forment de nombreuses exploitations agricoles à travers la région — qui constituaient la principale source de leur alimentation. Ils étaient enclins, à la fois idéologiquement (l'idée d'un retour aux sources) et du fait du climat méditerranéen, à s'adapter en utilisant les aliments locaux, spécialement les légumes tels que courgettes, poivrons, aubergines, artichauts et pois chiches. Le premier livre de recettes en hébreu, écrit par Erna Meyer, et publié au début des années 1930 par la Fédération de Palestine de la Women's International Zionist Organization (WIZO), exhortait les cuisiniers à utiliser dans leur mets des aromates méditerranéens et des épices moyen-orientales de même que des légumes locaux.
Le pain, les olives, les fromages et légumes crus qu'ils adoptèrent sont devenus la base du petit déjeuner des kibboutz, repas qui est toujours servi de manière plus abondante dans les hôtels israéliens, et sous des formes variées dans la plupart des foyers israéliens de nos jours,. Dans les kibboutz, les repas étaient mangés ensemble par la collectivité. La salle à manger représentait l'idéal utopique de la vie en collectivité.
Le nouveau yishouv connait également un développement de différents secteurs agricoles, tel que celui des agrumes. Par exemple, les oranges de Jaffa deviennent principalement le fait d'agriculteurs juifs et le pomelo est introduit à partir de Singapour. La période voit aussi la création de grandes entreprises alimentaires tel que la boulangerie Angel Bakeries en 1927 et la laiterie Tnuva en 1926.
Les Britanniques influencent également l'alimentation locale, notamment en apportant de nouvelles techniques agricoles ainsi qu'en introduisant de nouvelles plantations.

### Les premières années de l'État

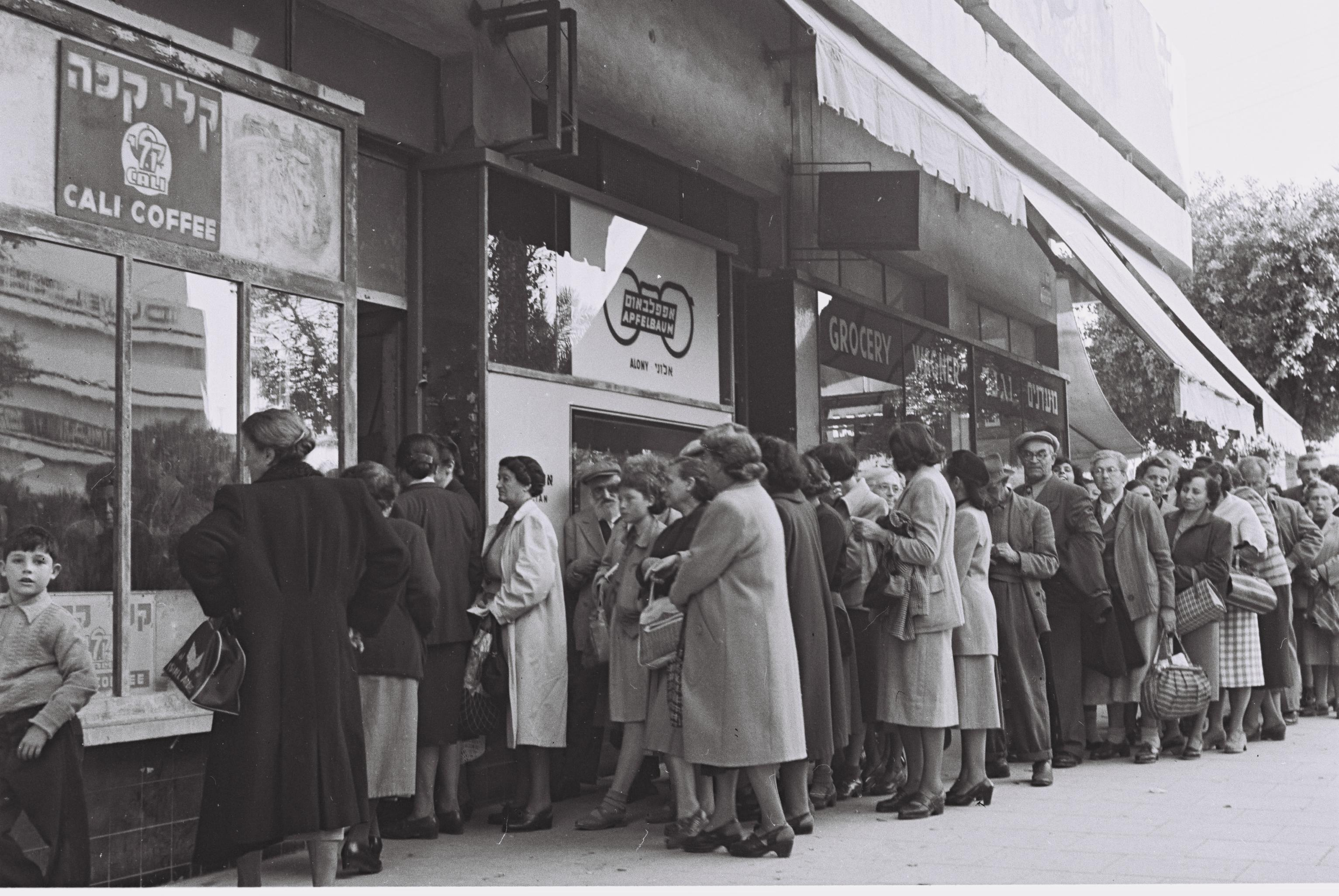
Des habitants de Tel Aviv faisant la queue pour acheter des rations de nourriture (1954).

L'État d'Israël dut faire face à d'énormes défis militaires et économiques pendant ses premières années, et la période 1948-1958 fut un temps de rationnement de la nourriture et d'austérité, connu comme la tzéna. Pendant cette décennie, plus d'un million d'immigrants juifs, principalement des pays arabes, mais également des rescapés européens de l'Holocauste, inondèrent le jeune État. Ils arrivèrent alors que seuls des aliments de base étaient disponibles et que les plats ethniques devaient être modifiés par une gamme d'ersatz ou pseudo-aliments, tels des « foies » hachés d'aubergine et de la dinde comme substitut au veau utilisé pour le schnitzel des Ashkénazes, du kebbeh fait avec du poisson congelé au lieu de viande pilée pour les Juifs d’Irak et de la dinde au lieu de la viande d'agneau pour les kebabs des Juifs mizrahim. Ces adaptations restent un legs de cette époque,.

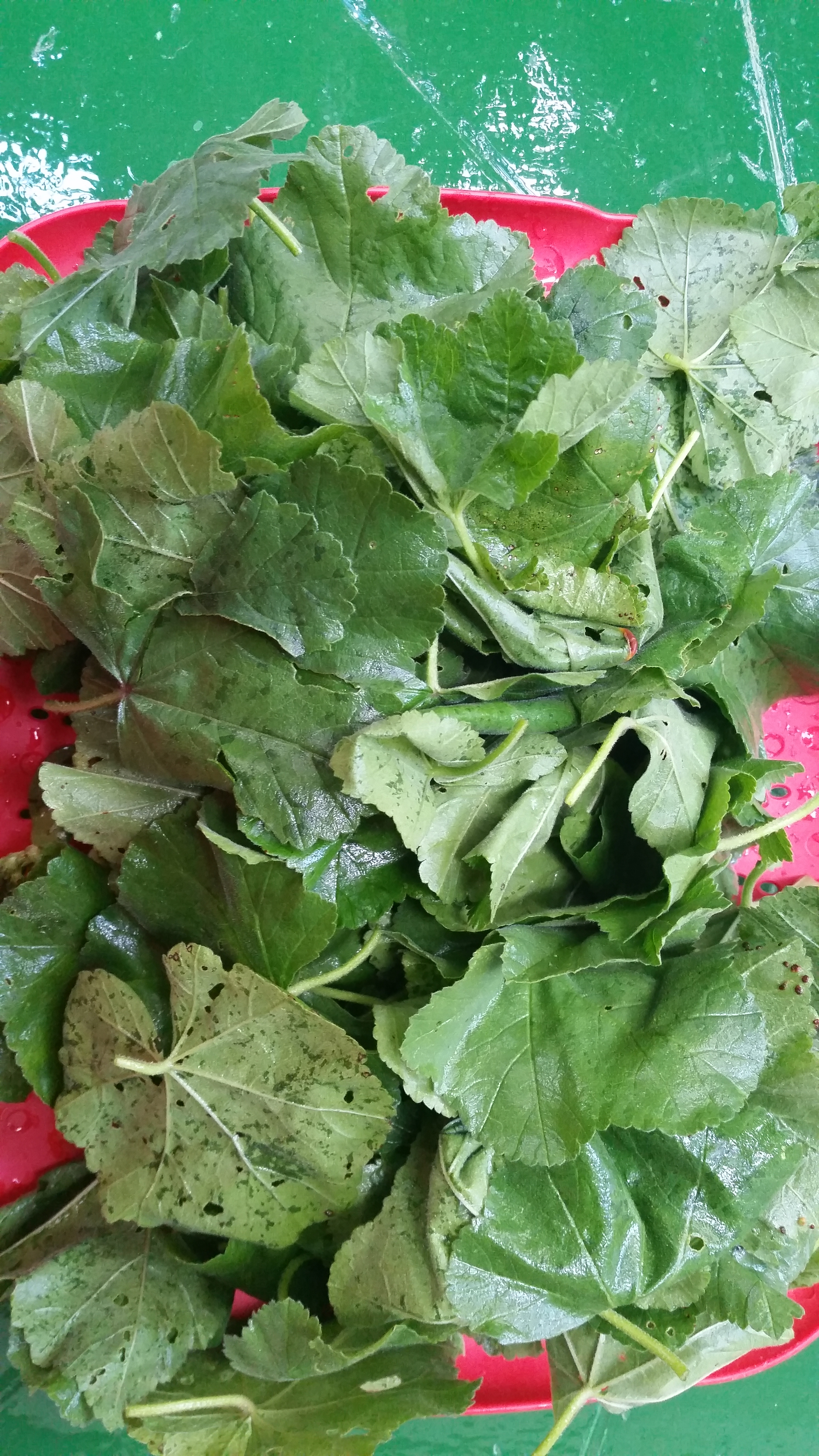
Feuilles de mauve (khalmit) utilisées en cuisine.

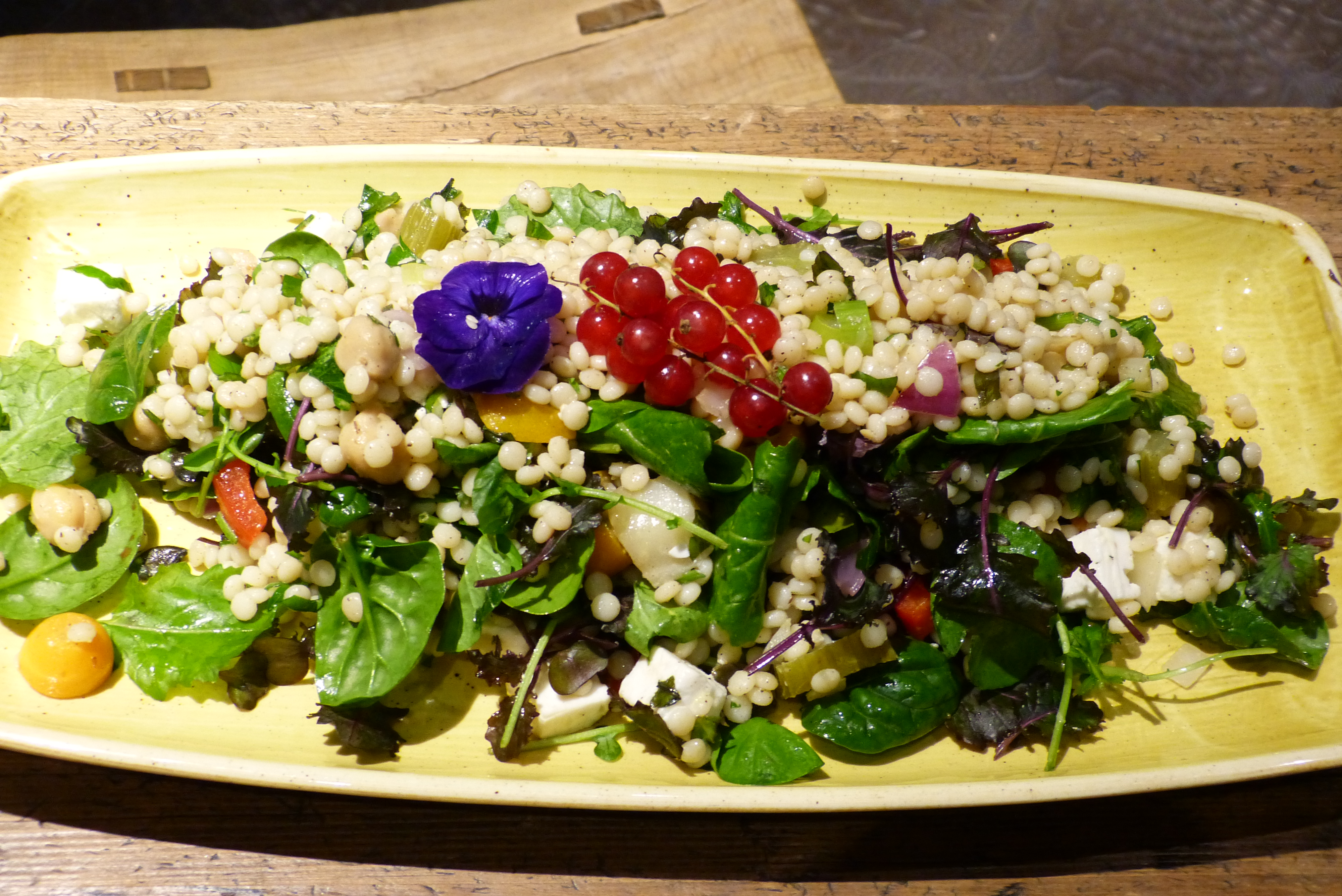
Plat gastronomique aux ptitim.

Des ersatz comme les ptitim, ersatz de riz fait à partir de blé, furent introduits, et des légumes polyvalents comme l'aubergine furent utilisés comme des alternatives à la viande. Des saveurs et des sources nutritionnelles supplémentaires étaient fournies par de la pâte ou de la purée de tomate en conserve, le hoummous, la tahina, ainsi que la mayonnaise en tube. La viande était rare, et c'est seulement à partir de la fin des années 1950 que des troupeaux de bœufs furent introduits dans l'économie agricole.
La khalmit, une variété locale de la mauve, devint une source de nourriture importante pendant la guerre d'indépendance. Pendant le siège de Jérusalem], alors que les convois de nourriture ne pouvaient atteindre la ville alors encerclée par l'armée jordanienne, les Hiérosolymitains allèrent aux champs pour ramasser des feuilles de khalmit, qui ont une teneur riche en fer et en vitamines. Les instructions diffusées par la station de radio de Jérusalem, Kol Hamagen, pour la préparation de la khalmit, furent entendues en Jordanie et convainquirent les Arabes que les Juifs mouraient de la famine et que la victoire était à portée de main. Pendant la dernière décennie, des écrivains culinaires en Israël ont encouragé la population à préparer la khalmit lors de la journée d'Indépendance d'Israël. Des chefs de cuisine locaux ont commencé à servir la khalmit, ainsi que d'autres plantes sauvages ramassées dans les champs, dans des restaurants chics.

### Impact de l'immigration

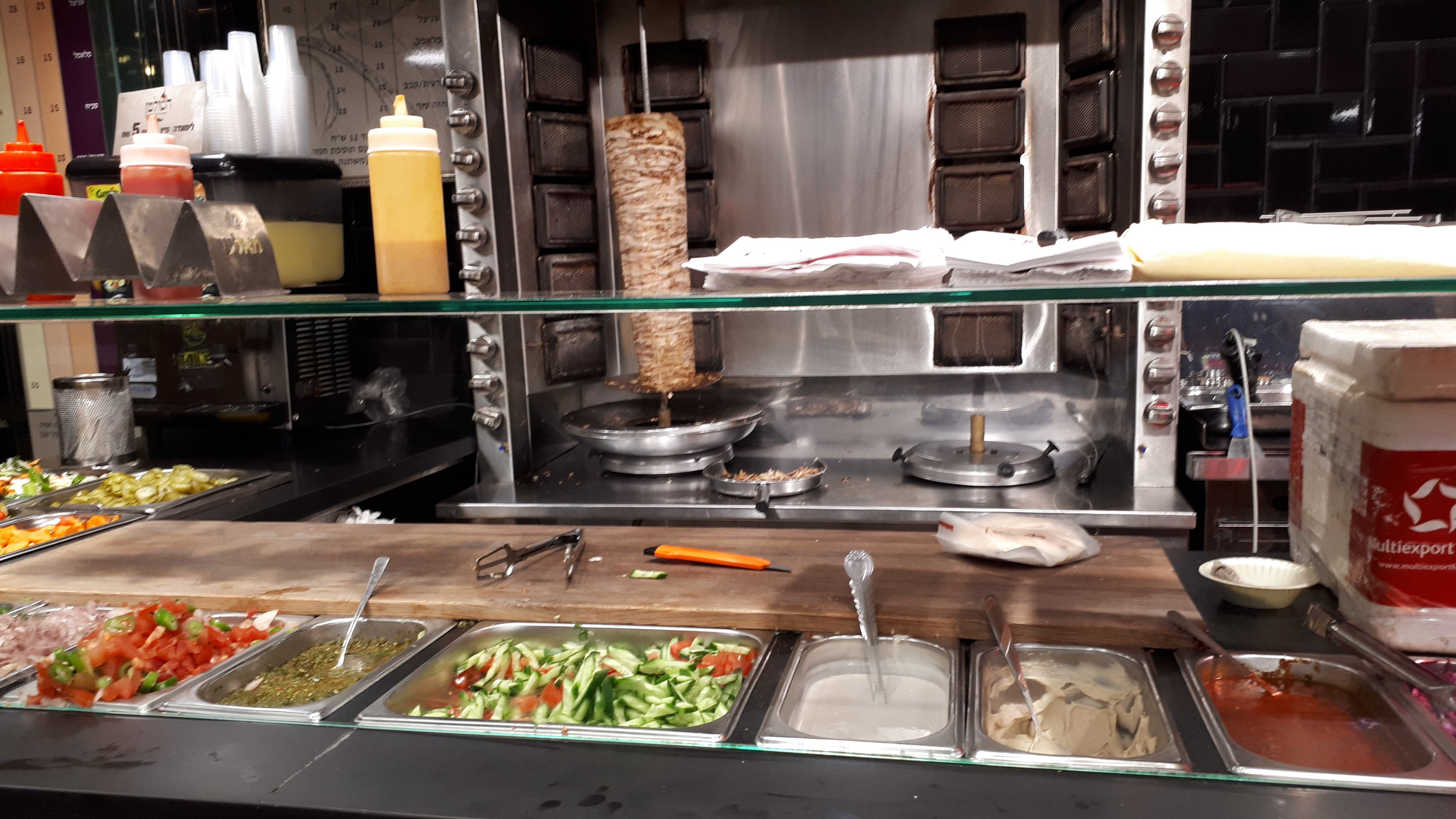
Devanture d'un snack (falafel, shawarma), Ramat Gan

Les immigrants vers Israël ont incorporé des éléments des cuisines des cultures et pays desquels ils étaient originaires. Pendant environ cinquante ans avant 1948, il y eut des vagues successives d'immigration juive qui apportèrent avec elles toute une gamme d'aliments et de styles de cuisine. Les immigrants arrivant d'Europe centrale apportèrent des plats tels le schnitzel et le strudel, alors que les Juifs russes apportèrent le bortsch et les harengs.
Les plats ashkénazes incluent la soupe de poulet, les schnitzel et les foies hachés, le gefilte fish et le kugel. Les premières pâtisseries israéliennes furent ouvertes par des Juifs ashkénazes, qui popularisèrent les gâteaux et pâtisseries d'Europe centrale et orientale, tels les gâteaux au levain (babka), les spirales aux noix (schnecken), les rouleaux au chocolat et les pâtisseries du genre mille-feuille.

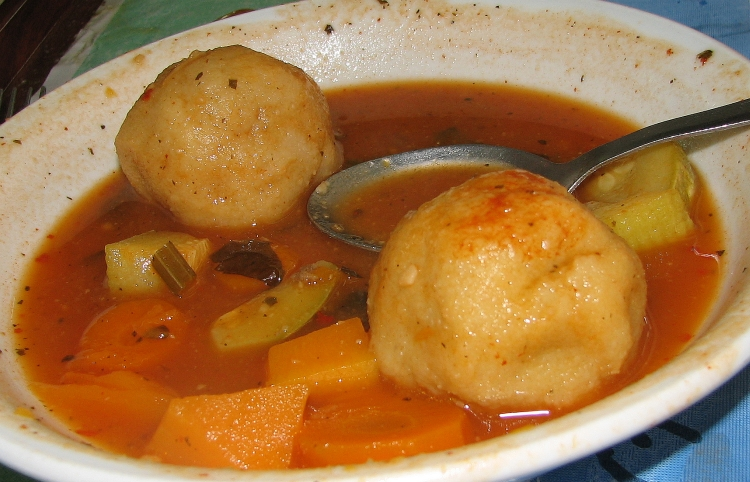
Kubbeh matfuniyah, plat irakien servi au marché Mahane Yehuda.

Après 1948, le plus gros impact vint de l'importante migration de Juifs de Turquie, d’Irak, du Kurdistan et du Yémen, et de Juifs mizrahim d'Afrique du Nord, en particulier du Maroc. Traditionnellement, les équipes de cuisine de l'armée, des écoles, hôpitaux, hôtels et restaurants étaient composées de Juifs mizrahim, kurdes et yéménites, et cela a eu une influence sur les modes culinaires et les ingrédients du pays.

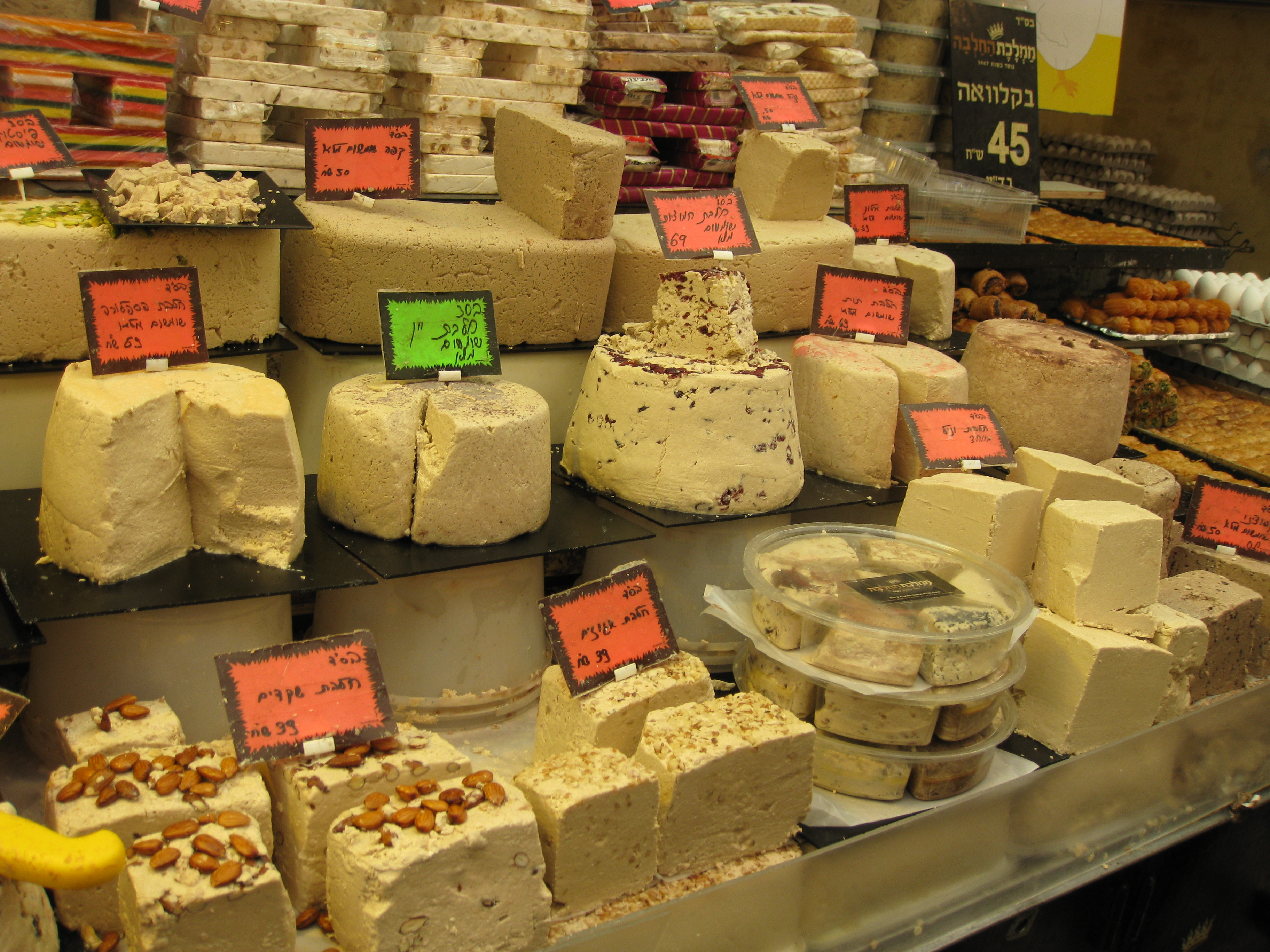
Étal de halva, marché Mahane Yehuda.

La cuisine mizrahi, la cuisine des Juifs d'Afrique du Nord, comprend des viandes grillées, des pâtisseries sucrées à pâte feuilletée savoureuses, des plats à base de riz, des légumes farcis, du pain pita et des salades, et montre de grandes similitudes avec la cuisine arabe.
D'autres plats nord-africains populaires en Israël comprennent le couscous, la chakchouka, la matboukha, la salade de carottes et le khrayme (tranches de poisson cuisinées dans une sauce épicée à la tomate). Les plats sépharades, avec des influences balkaniques et turques, incorporés à la cuisine israélienne incluent les bourekas, le yaourt et la taramosalata. Les aliments yéménites sont représentés par le jakhnoun, le malaouakh, le skhoug et le kubane. Les plats irakiens populaires en Israël incluent l'amba, différents types de kebbeh, les sambousak, le sabikh et le tursu (hamutzim).
Le cornichon dans l'eau salée, originaire d'Europe de l'Est, est popularisé. La variante israélienne se différencie par l'utilisation de concombres moyen-orientaux.

### Tendances contemporaines

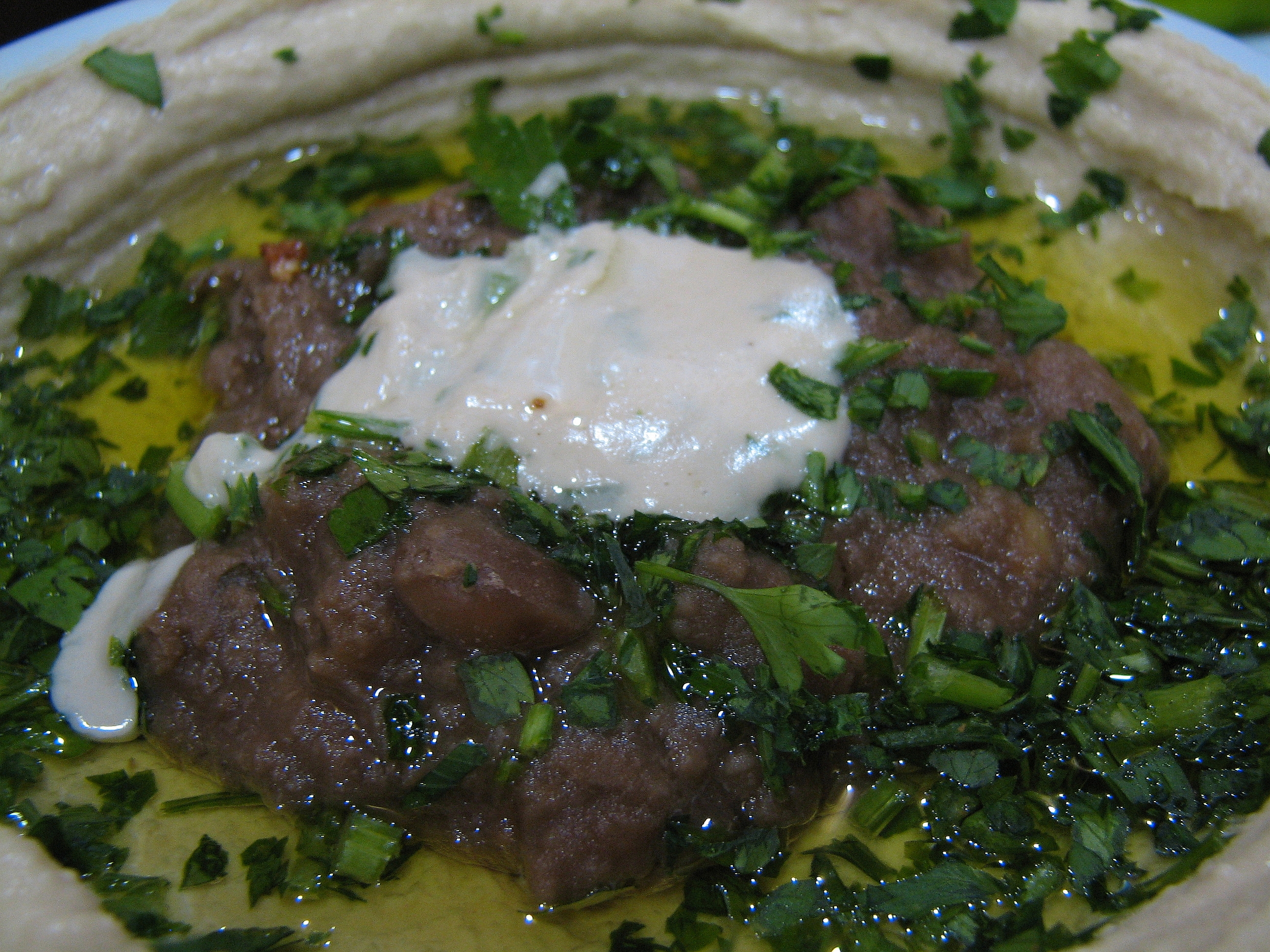
Hoummous surmonté de foul et de tahina.

Alors que l'agriculture israélienne se développait et que de nouveaux genres de fruits et légumes apparaissaient sur le marché, les cuisiniers et les chefs commencèrent à expérimenter et à créer des plats avec ces nouveaux produits.
Ils commencèrent également à utiliser des ingrédients « bibliques » comme le miel, les figues, les grenades, et des aliments locaux tels le tzabar et les pois chiches. Depuis la fin des années 1970, il y a eu un intérêt grandissant pour la cuisine internationale, les préparations avec du vin et des herbes et le végétarisme. Une gastronomie plus sophistiquée commença à se développer en Israël quand des livres de cuisine, tel From the Kitchen with Love par Ruth Sirkis, publié en 1974, firent connaître les phénomènes culinaires mondiaux, et couplés avec l'ouverture de restaurants servant des mets chinois, italiens et français, encouragèrent à manger davantage à l'extérieur,.

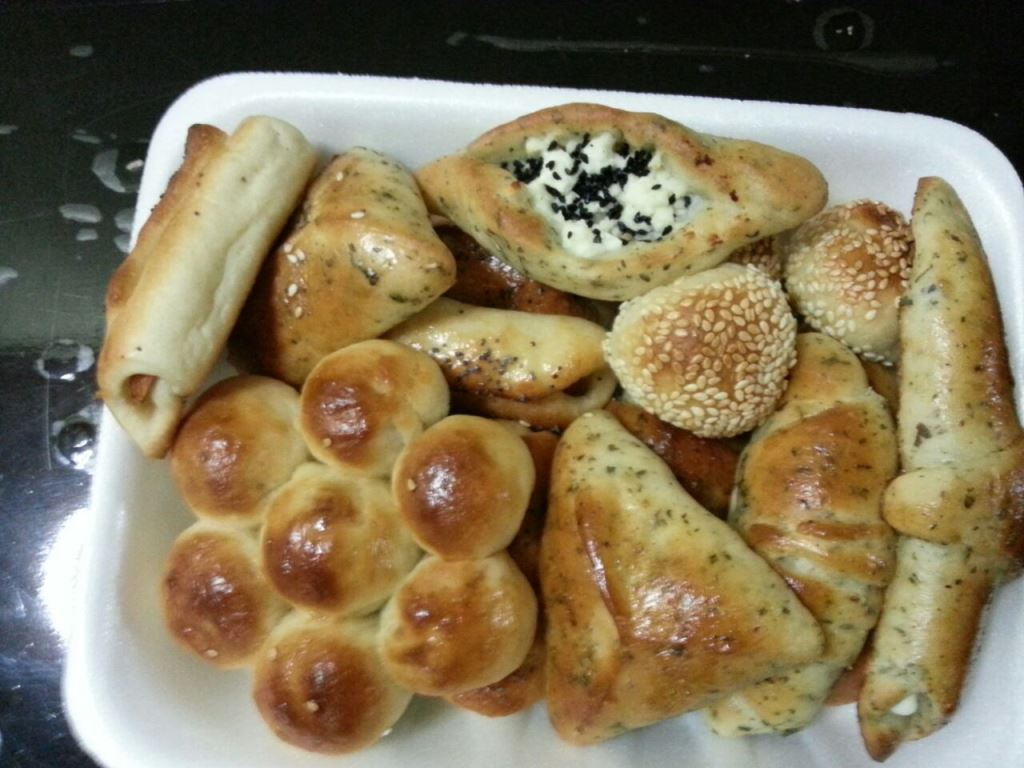
Petits pains, croissants et feuilletés fourrés.

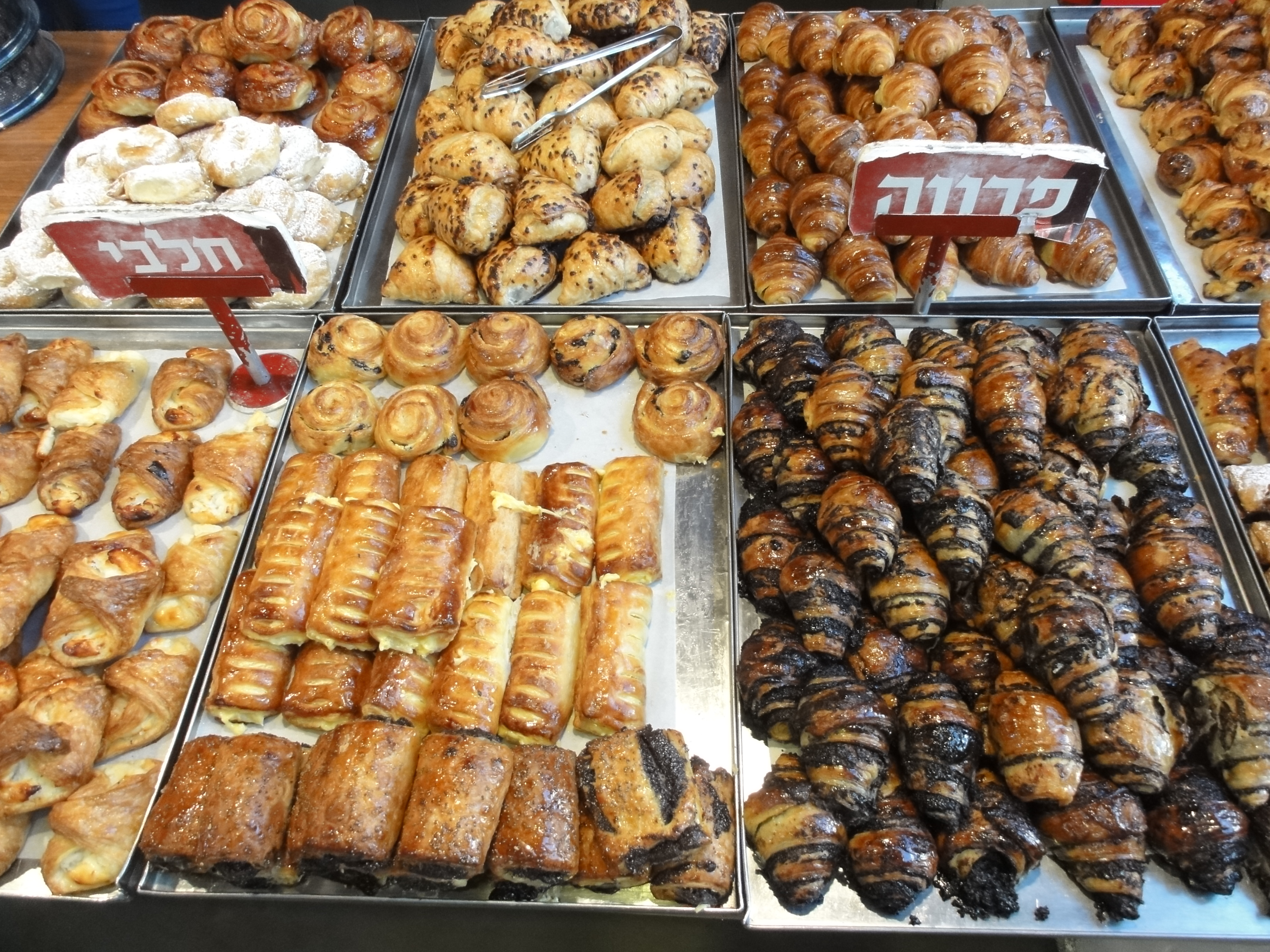
Pâtisseries israéliennes.

Les années 1980 ont été une décennie formatrice : un optimisme grandissant après la signature du traité de paix avec l'Égypte en 1979, la reprise économique du milieu des années 1980 et le fait que de plus en plus de citoyens lambda se rendent à l'étranger ont été des facteurs contribuant à un plus grand intérêt pour la gastronomie et le vin. À cela, des ingrédients de grande qualité produits localement devinrent de plus en plus disponibles. Par exemple, des laiteries privées commencèrent à produire des fromages faits artisanalement à base de lait de chèvre, de brebis et de vache, qui devinrent rapidement très populaires tant parmi les chefs que parmi le public. En 1983, les caves Golan Heights Winery furent les premières parmi de nombreuses nouvelles caves israéliennes à aider à la transformation des palais avec leur production de vins secs et demi-secs d'envergure mondiale. Une attention particulière était portée à la fabrication de pains faits main et à la production d'huile d'olive de grande qualité. Le développement de l'aquaculture fut couronné de succès et assura un approvisionnement régulier en poisson frais, et la révolution agricole en Israël mena à un choix et une qualité impressionnants en fruits frais, légumes et aromates.
Le patrimoine culinaire ethnique, tant sépharade qu'ashkénaze, a fait son retour avec l'acceptation croissante d'une société hétérogène. En sus d'une cuisine à la maison, beaucoup de plats ethniques sont maintenant disponibles sur les marchés, dans les supermarchés et les restaurants, ou sont servis lors des mariages et des bar mitzvahs. Ainsi donc, les gens mangent de plus en plus de plats différents de ceux de leur propre tradition gastronomique. Le croisement et la combinaison d'aliments de divers groupes ethniques devient la norme alors qu'une culture culinaire multiethnique se développe,.
Les années 1990 ont été témoins d'un intérêt croissant pour les cuisines internationales. Les sushis en particulier se sont établis comme un style populaire lorsqu'il s'agit de manger à l'extérieur, ou bien en tant qu'entrée lors de réceptions. Dans les restaurants, la cuisine fusion, avec l'imbrication de cuisines classiques comme la française ou la japonaise avec des ingrédients locaux, s'est répandue.
Dans les années 2000, cette mode du « manger sain » avec une insistance sur les aliments bio et les céréales complètes a gagné en notabilité, et les recherches médicales ont poussé de nombreux Israéliens à embrasser de nouveau le régime méditerranéen, avec ses avantages médicaux tant vantés. Après l'Inde, Israël est le pays où il y a, en pourcentage, le plus de végétariens — 12 % —, le véganisme étant en passe d'être normalisé dans les habitudes gastronomiques israéliennes. Selon Rafi Grosglik, le succès du bio est avant tout du à son utilisation en tant que marqueur social par la bourgeoisie proche des États-Unis.
L'agriculture israélienne offre aux marchés israéliens, de nombreux fruits et légumes, tel que la mangue, l'avocat, la fraise ou le poivron, qui sont abondamment consommés.

## Caractéristiques

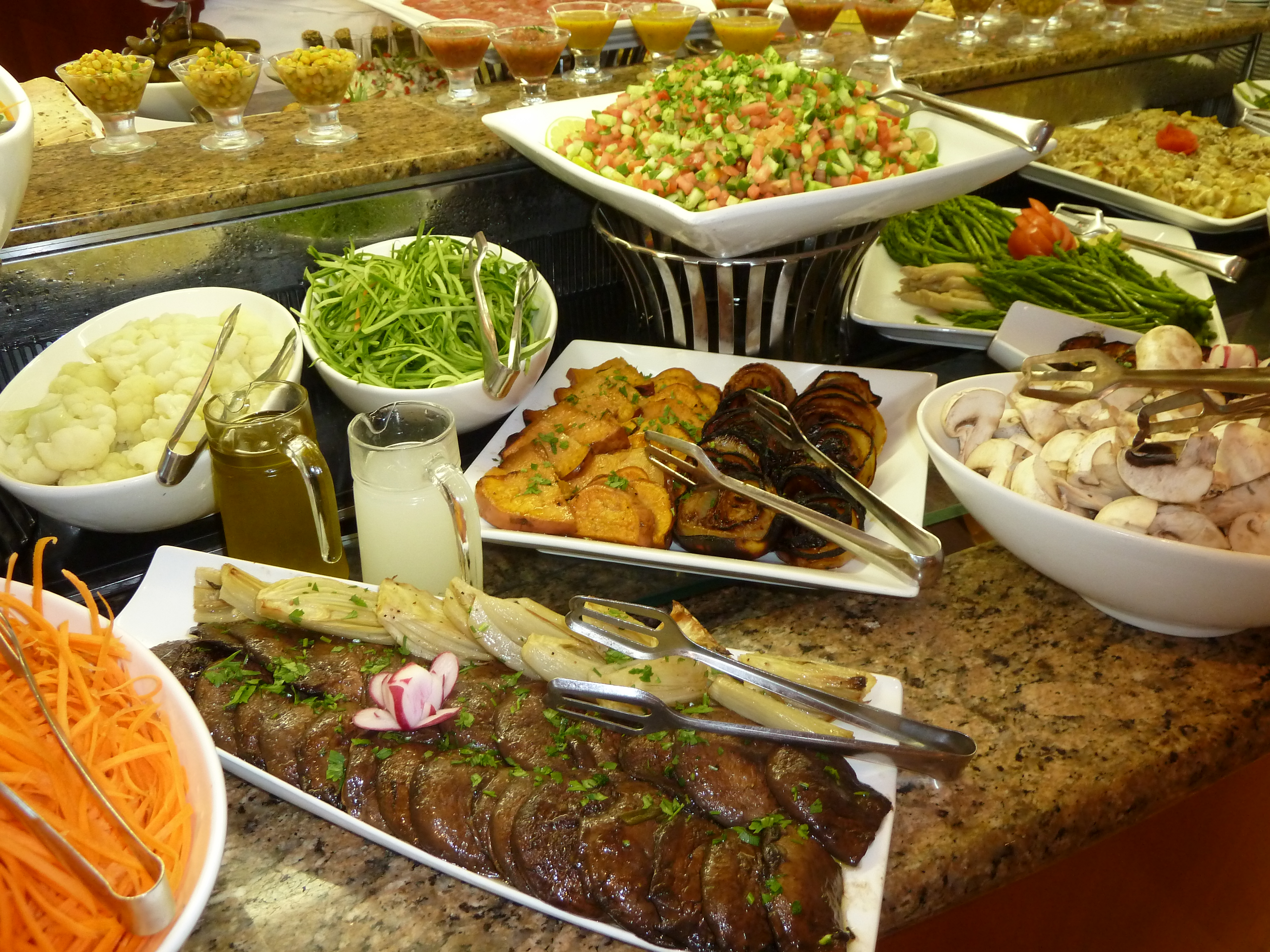
Plats lors d'un brunch.

### Cuisine locale
La géographie a une influence capitale sur la cuisine israélienne, et des aliments communs dans le bassin méditerranéen, tels que les olives, le blé, les pois chiches, les produits laitiers, le poisson et des fruits et légumes comme les tomates, les aubergines et les courgettes figurent de manière marquée dans la cuisine israélienne. Les fruits et légumes frais sont abondants en Israël et sont cuisinés et servis de nombreuses manières.
Il y a diverses zones climatiques en Israël, ce qui permet de cultiver une grande variété de produits. Les agrumes comme les oranges, citrons et pamplemousses fleurissent sur la plaine côtière. Les figues, grenades et olives poussent également dans les zones de collines plus fraîches. Le climat subtropical près de la mer de Galilée et dans la vallée du Jourdain convient aux mangues, kiwis et bananes, alors que le climat tempéré des montagnes de Galilée et du Golan convient au raisin, aux pommes et aux cerises.
Les habitudes alimentaires israéliennes se conforment à celles de la région méditerranéenne en général, puisque le déjeuner plutôt que le dîner est le repas principal d'une journée de travail ordinaire. Des « aliments kibboutz » ont été adoptés par de nombreux Israéliens pour leur collation du soir ou leur petit déjeuner, et peuvent être constitués de différents types de fromages, tant à pâte dure qu'à pâte molle, de yaourt, de labné et de crème aigre, légumes et salades, olives, œufs durs ou omelettes, harengs confits et fumés, une variété de pains et du jus d'orange frais et du café.

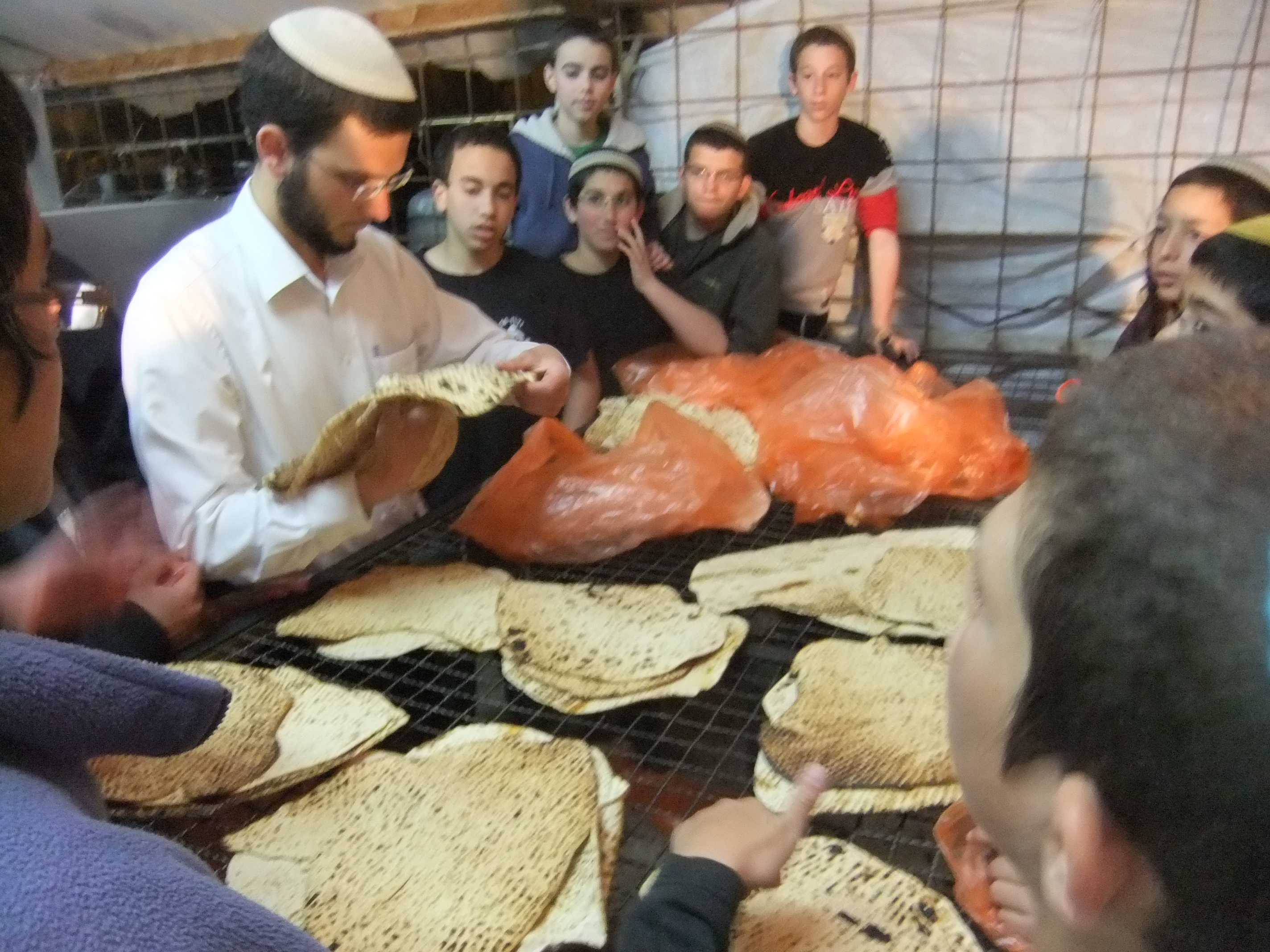
Distribution de matza chemoura.

En plus de cela, les fêtes juives influencent la cuisine, avec la préparation de plats traditionnels lors des fêtes, comme divers types de khallot pour chabbat et les fêtes, les soufganiyot pour Hanoucca, les pâtisseries hamantaschen (oznei haman) pour Pourim, kharoset — un type de pâte de fruit — pour la Pâque juive, et des produits laitiers pour Chavouot. Le repas de chabbat, pris le vendredi, et à un moindre degré, le déjeuner de chabbat (samedi midi), est un repas d'importance dans beaucoup de foyers israéliens, au même titre que les repas de fêtes.
Bien que tous les Juifs en Israël ne mangent pas cacher, la tradition de la cacherout influence fortement la disponibilité de certains produits et leur préparation dans les foyers, institutions publiques et beaucoup de restaurants, incluant notamment la séparation du lait et de la viande et le fait d'éviter l'utilisation de produits non cachers, particulièrement le porc et les crustacés. Pendant la Pâque juive, le pain et autres aliments à base de levain sont interdits et la matza, pain azyme, et d'autres produits sans levain leur sont substitués.
Les marchés (shouk) et la nourriture de rue font partie des habitudes alimentaires israéliennes. À la fois pour les Juifs et les Arabes.

### Influences
L'immigration en Israël a réuni des cuisines ethniques avec de nouvelles matières premières, popularisant de nouvelles recettes de cuisine et mêlant des cuisines d'Orient et d'Occident. La cuisine juive traditionnelle a pris un nouveau sens au courant du XIXe siècle, dans la salle à manger du kibboutz, des villes de développements et dans l'armée.
- La communauté ashkénaze a contribué à la cuisine israélienne par de nombreux plats comme la soupe au poulet, le schnitzel, le hareng et la purée de pommes de terre, ainsi que des salades telles que la salade aux œufs, la choucroute et diverses salades de mayonnaise ou encore le gefilte fish. Ils ont également apporté de nombreuses pâtisseries, comme le kugel de Jérusalem avec du caramel, des crêpes et des gâteaux d'Europe centrale farcis aux noix, amandes ou de graines de pavot.

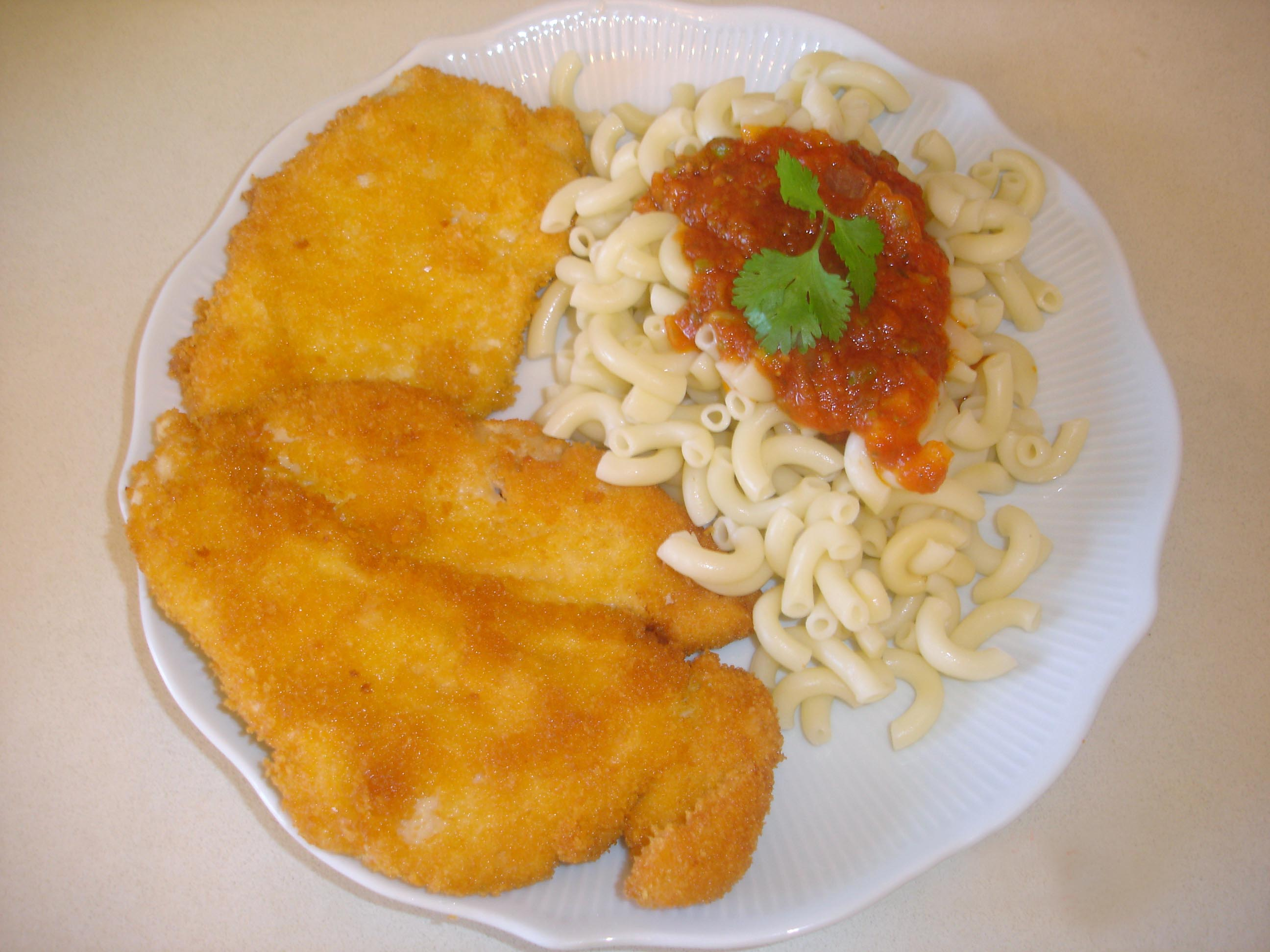
Schnitzel israélien.

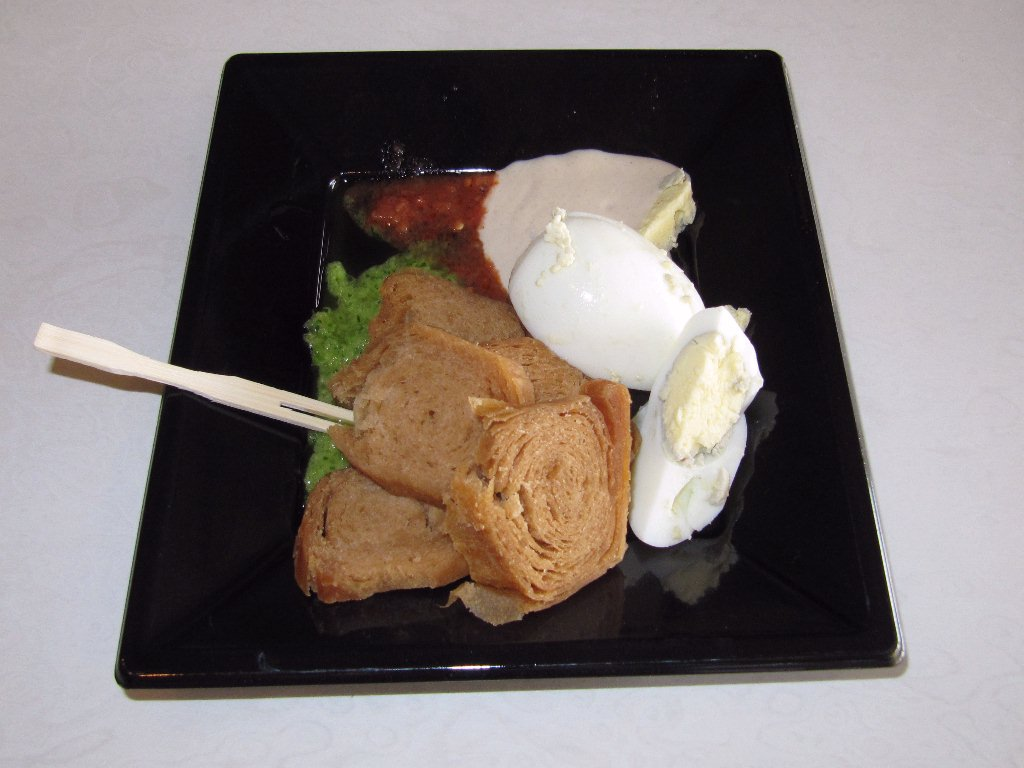
Jachnun, originaire de la communauté juive yéménite.

- La communauté nord-africaine a contribué à la cuisine israélienne notamment par le couscous et le mafrum (bœuf haché aux épices tripolitaines) qui ont gagné une grande popularité en Israël, ainsi que la shakshuka et les salades telles que celles de la cuisine marocaine et tunisienne. La mufleta est mangée lors des célébrations ainsi que de nombreux biscuits traditionnels. Le mjadra est le plat de riz le plus populaire du pays, après le riz blanc ordinaire.
- Les apports balkaniques d'Albanie, de Macédoine, de Bulgarie, et autres ont contribué à la cuisine israélienne, dont les burekas, les yaourts, les fromages ou encore les feuilles de vigne farcies. Les cuisines de la communauté balkanique forment une  partie importante de la cuisine de Jérusalem et de Tibériade qui s'est développée avant la première Aliyah.

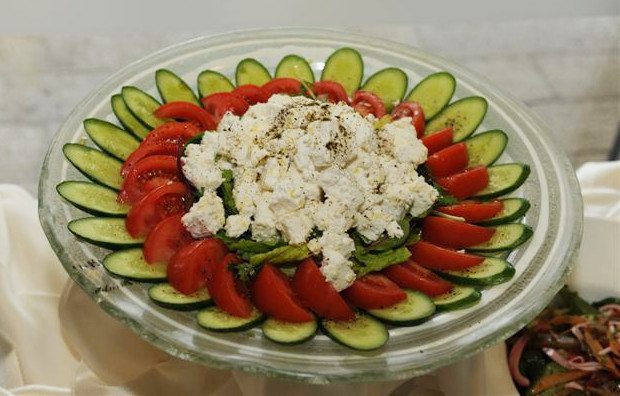
Aliments typiques : fromage de brebis, concombres et tomates dans une salade.

- La communauté yéménite a apporté dès la fin du XIXème siècle des soupes, le jachnun, le malawach et d'autres plats.
- La communauté irakienne a contribué à la cuisine israélienne principalement l'amba, le kubbeh, l'omelette aux légumes, le sambusak et mélange de légumes marinés ou encore le sabih, un plat de Chabbat à l'origine, qui est devenu très populaire en Israël.
- Les immigrants d'Amérique du Nord ont fait connaître le fromage cottage en Israël, qui est devenu particulièrement populaire. En outre, la restauration rapide, en particulier le hamburger et la pizza, sont popularisés.
- La cuisine turque de l'Empire ottoman a également laissé une influence considérable sur la cuisine israélienne. Le plat turc le plus courant étant le shawarma, qui est devenu très populaire en Israël. Et, entre autres, l'utilisation de l'eau de rose ou encore le café turc.
- La cuisine israélienne a absorbé et développé de nombreuses influences des plats du Moyen-Orient qui ont été consommés traditionnellement en Terre d'Israël, dont des fruits locaux tels que les figues, les dattes, la grenade, les amandes, les agrumes, ainsi que des herbes locales.

### Cuisine arabe israélienne
Le pays possède en effet une importante minorité arabe israélienne (20 % de la population), qui se différencie par ses habitudes alimentaires. Les Arabes chrétiens sont les seuls à incorporer le porc à leur alimentation. Selon une analyse culinaire, bien que la cuisine des Arabes israéliens a adopté une alimentation israélienne et moderne (céréales, fast food, produits laitiers, conserves, etc.), elle garde son trait palestinien distinctif.
Les Druzes ont également leur propre cuisine, particulièrement prisée. C'est également le cas pour la cuisine des Bédouins qui est appréciée pour ses plats riches en herbes fraîches : persil, menthe, ciboulette, aneth, coriandre, estragon, ainsi que les oignons.
La cuisine typiquement considérée comme israélienne intègre plusieurs aliments propres à la cuisine moyen-orientale et plus spécifiquement arabe palestinienne/arabe israélienne. Ainsi, pour beaucoup d'Israéliens, Juifs comme Arabes, la consommation d'aliments traditionnellement issus de la cuisine arabe fait partie de la pratique alimentaire considérée comme locale.
La cuisine israélienne est ainsi souvent considérée comme une variante de la cuisine moyen-orientale avec des apports européens et traditionnels.

### Plat national

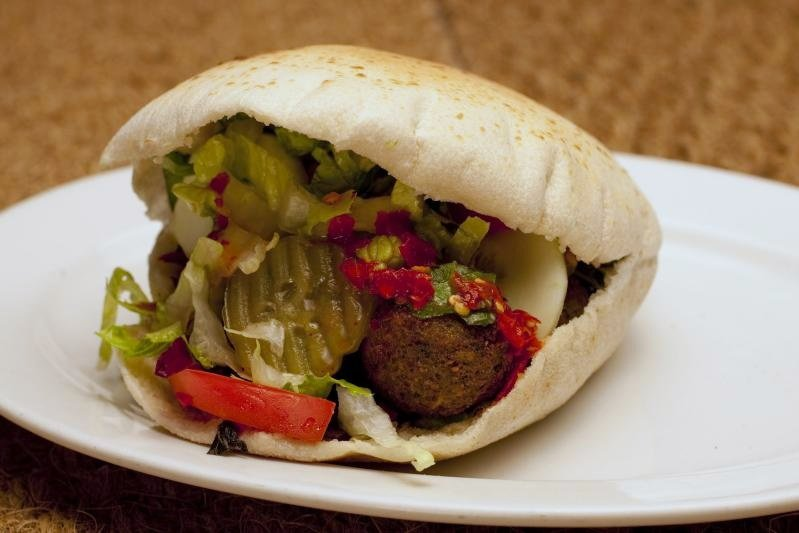
Un pain pita israélien avec des falafels et des condiments.

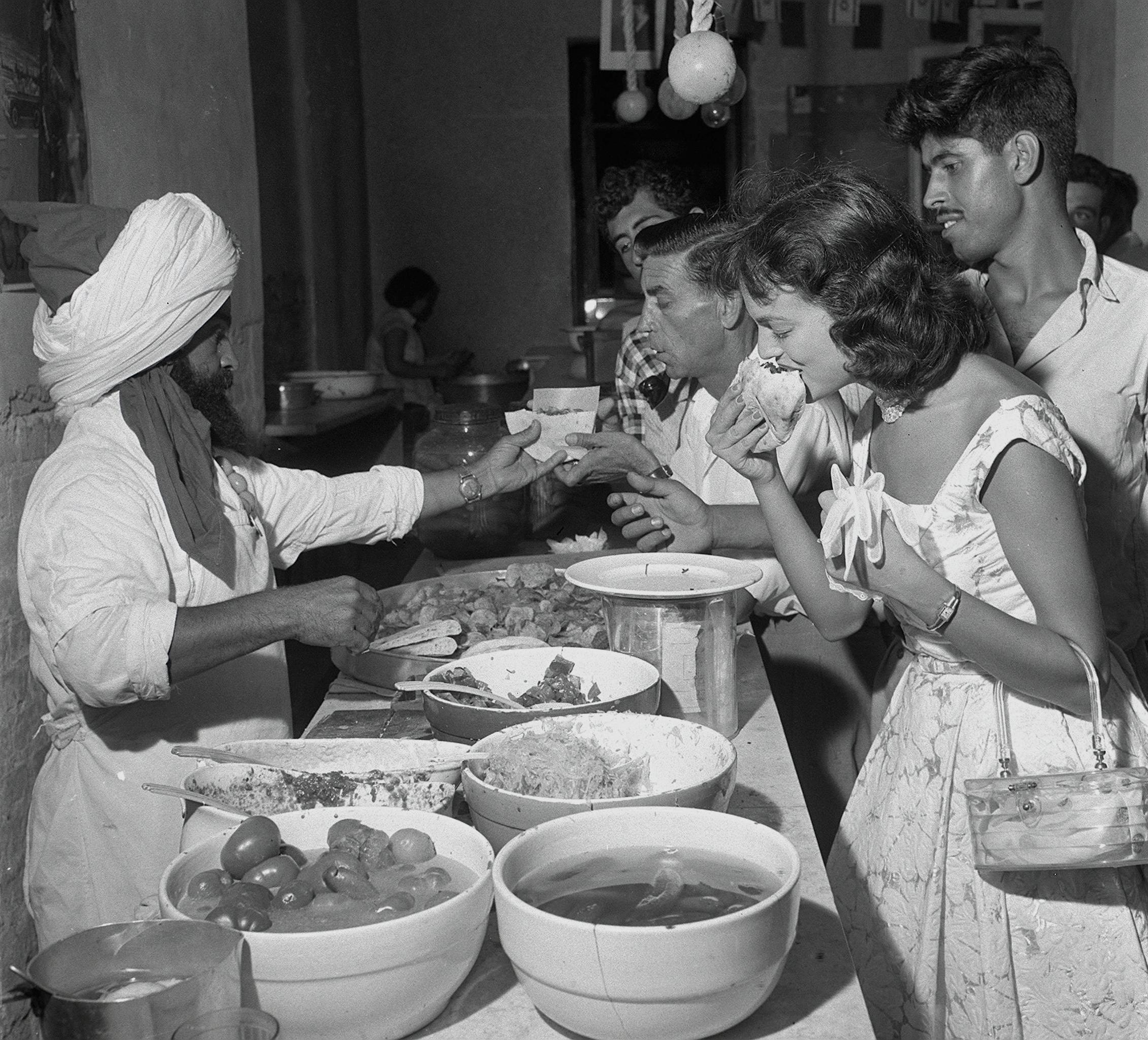
Vendeur de pita falafels en 1958 à Tel Aviv.

Israël n'a pas de plat reconnu universellement comme national ; pourtant, beaucoup de personnes considèrent que ce sont les sandwiches pita aux falafels (des boulettes faites de pois chiches moulus, frites et assaisonnées), accompagnés de salade israélienne, de frites et de divers condiments. Les vendeurs de rue à travers tout Israël vendent des pita falafels et c'est l'un des plats à emporter favoris.
Le pita falafel est popularisé après l'indépendance d'Israël et dans les années 1950 par les immigrants juifs yéménites. Ceux-ci sont les premiers à servir le falafel farci dans un pain pita. Un article du Palestine Post du 19 octobre 1939 est la première mention des falafels servis dans un pain pita.
Le pain pita israélien se différencie par sa texture généralement plus douce, plus épaisse et plus pâteuse que les autres pains pita. Il contient toujours une poche qui permet d'y fourrer des garnitures, dont des falafels.

## Aliments

### Salades et amuse-gueules

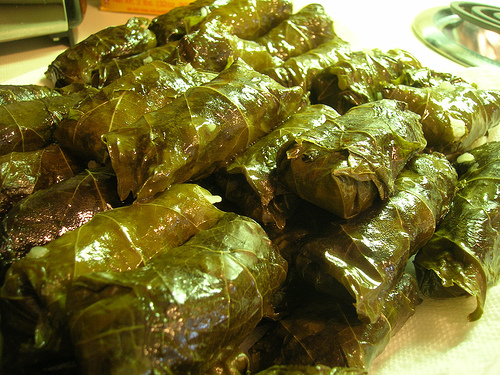
Feuilles de vigne farcies.

Les salades de légumes sont mangées à presque tous les repas, entre autres lors du petit déjeuner traditionnel israélien, qui comprend normalement des œufs, du pain et des produits laitiers comme le yaourt ou le fromage cottage. Pour le déjeuner ou le dîner, les salades peuvent être servies comme accompagnement. Une collation de salade, hoummous et frites servis dans une pita est appelée une chipsalat.
La salade israélienne est typiquement faite de tomates et concombres finement coupés et arrosés d'huile d'olive, jus de citron, sel et poivre. Des variations incluent l'addition de dés de poivrons rouges ou verts, carottes râpées, de chou haché ou de laitue, de radis tranchés, de fenouil, d'oignons de printemps et de ciboulette, de persil haché, ou d'autres herbes et épices telles que la menthe, le za'atar et le sumac. Bien que popularisée par les kibboutzim, les versions de cette salade mixte ont été apportées en Israël depuis divers endroits. Par exemple, les Juifs indiens la préparent avec du gingembre haché menu et du piment vert, les Juifs d'Afrique du Nord peuvent y ajouter des zestes de citron et du piment de Cayenne et les Juifs de Boukhara hachent les légumes très finement et utilisent du vinaigre, sans huile, pour l'assaisonnement.

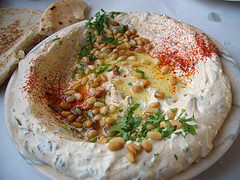
Hoummous avec des pignons.

Une grande variété de salades et d'amuse-gueules sont faits à base d'aubergines grillées. Le caviar d'aubergine, appelé salat ḥatzilim en Israël, est fait avec de la tahina et d'autres condiments tels l'ail, le jus de citron, les oignons, des herbes et des épices. L'aubergine est parfois grillée au-dessus des flammes pour que la pulpe ait un goût fumé. Une variation israélienne particulière de cette salade est faite avec de la mayonnaise. Des salades d'aubergines sont aussi préparées avec du yaourt ou de la feta, des oignons et des tomates hachés, ou à la manière des Juifs roumains, avec des piments rouges grillés.
La tahina est souvent utilisée comme assaisonnement pour les falafels, sert de sauce de cuisson pour la viande et le poisson et forme la base de sucreries comme la halva.
Le hoummous est une des pierres angulaires de la cuisine israélienne et sa consommation en Israël a été comparée par la critique gastronomique Elena Ferretti au « beurre de cacahuète aux Amériques, Nutella en Europe ou Vegemite en Australie ». Du hoummous dans une pita est un déjeuner courant pour les écoliers et est un accompagnement populaire à beaucoup de repas. Les supermarchés offrent une large gamme de hoummous tout prêts et certains Israéliens feraient tout pour du hoummous frais préparé dans une hummusia, un établissement consacré exclusivement à la vente de hoummous. Le hoummous israélien est caractérisé par une quantité importante de tahina ajouté, offrant une texture onctueuse, agrémentée par des garnitures comme des champignons. Les immigrants juifs mizrahi ont apporté leurs propres variantes, telles que le hoummous avec des aubergines frites, avec des œufs à la coque préparés par les Juifs irakiens ou encore une soupe aux pois chiches par les Juifs marocains. Le quartier yéménite de Tel Aviv est par exemple connu pour son hoummous à la sauce piquante skhug. Plus récemment, le hoummous soudanais fait son apparition, garni avec des œufs, des tomates et du fromage râpé.

### Exemple de plats
- Salade d'aubergines[24], avec de la mayonnaise et de l'ail) (version israélienne) ; oignons et tomates ; avec du fromage feta ; avec du poivre et vinaigre ; avec des cornichons ; babbaghanoush levantin ; ou encore le blagadush éthiopien.
- Shakshouka[24]
- Soupe de lentilles[24]
- Soupe shkedei marak
- Hamin[24]
- Hamin maccaroni
- Khachapuri (version israélienne)
- Orez shu'it à base de riz et haricots
- Bourekas
- Ziva
- Kreplach
- Toast israélien[44]

À base de viande :   
- schnitzel (poulet ou dinde)

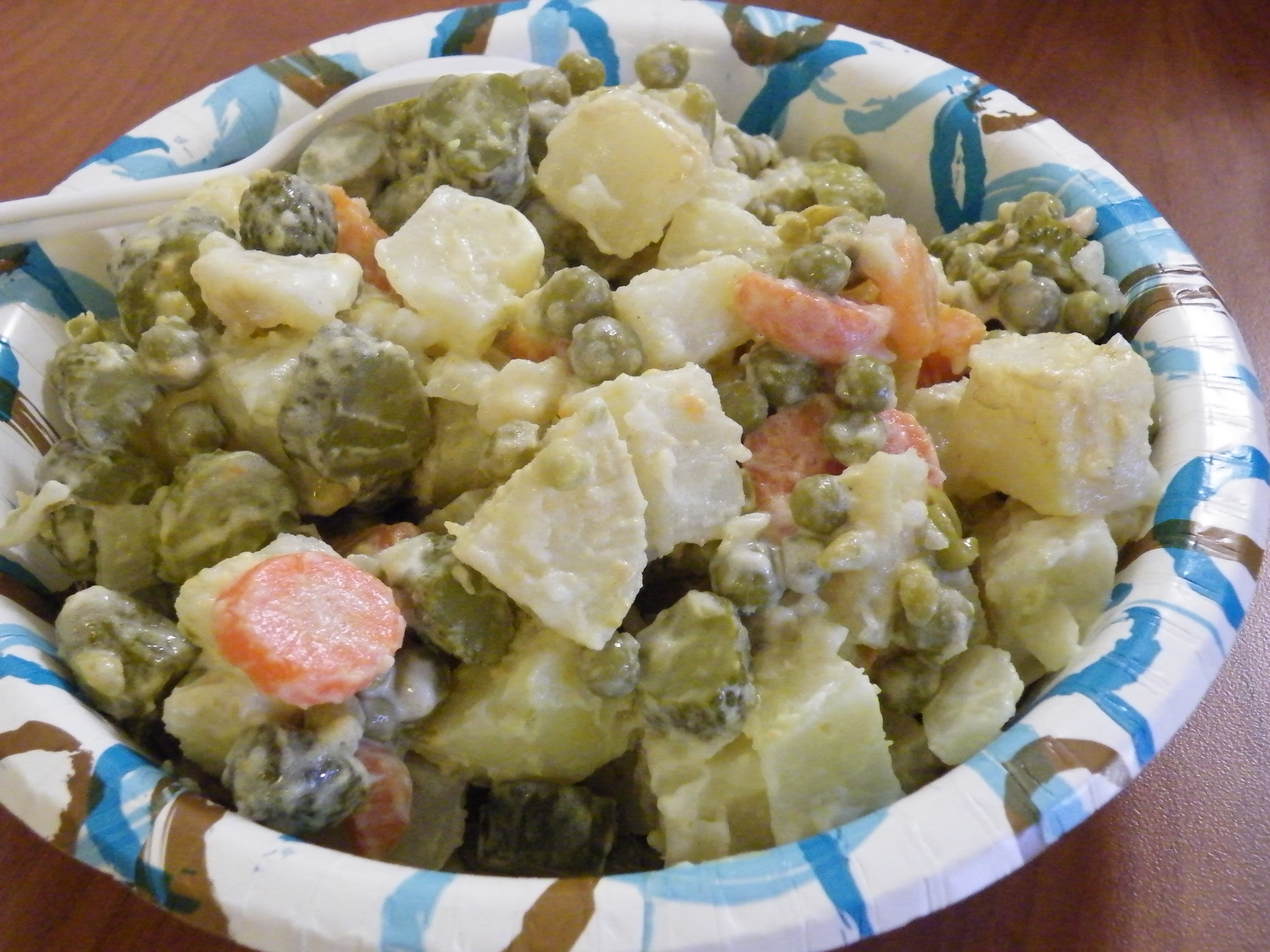
Salade de pommes de terre avec cornichons.

- foie haché avec de la salade de pommes de terre[24]
- soupe au poulet
- soupe kibbeh
- Jérusalem kugel
- meorav yerushalmi (mix de Jérusalem)
- shashlik
- foie d'oie en brochette
- saucisses et merguez
- pastelicos

À base de poisson :
- tilapia
- dorade
- gefilte fish

### Boissons
Le café est très prisé en Israël. Le thé est également populaire avec différentes variétés proposées dans les cafés.
Le limonana est inventé en Israël et popularisé dans le Moyen-Orient au début des années 1990.
Des bières sont produites en Israël, dont des Maltzbier, depuis le début du XXe siècle. La Goldstar et la Maccabi en sont les bières les plus connues.
Du vin casher est produit depuis le début des années 1880, lorsque Carmel Winery est fondée. Plus récemment, du vin est produit dans les vignobles du plateau du Golan.

### En-cas et desserts

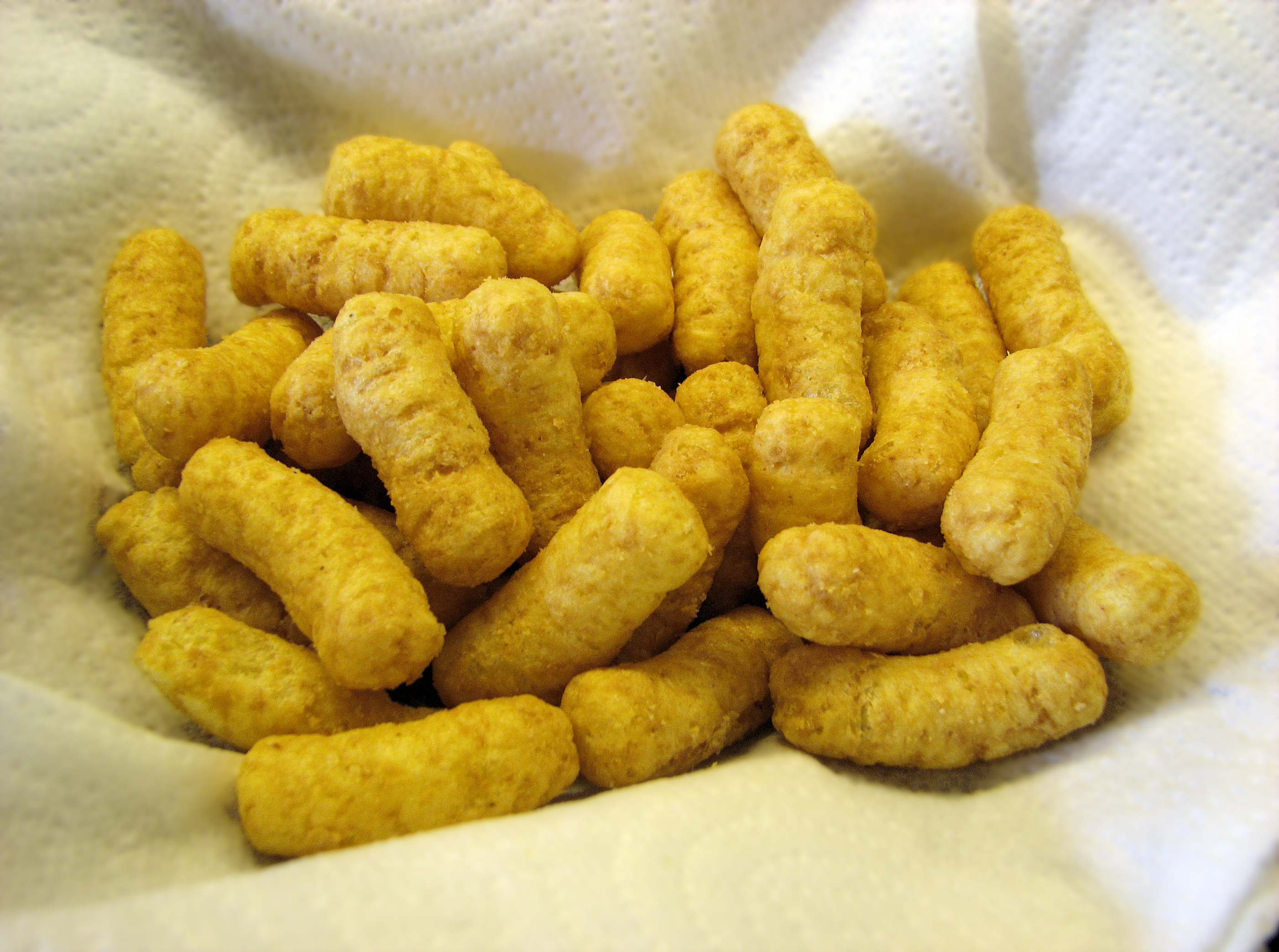
Bamba, à base de cacahuètes.

Le bamba (en) et le bisli sont deux snacks salés produits en Israël.
Le krembo (en), est une pâtisserie de crème marshmallow comparable aux têtes au chocolat, particulièrement consommée pendant l'hiver. Le rugelach (en), des pâtisseries et différents gâteaux sont souvent préparés par les Juifs israéliens. Les Arabes israéliens préparent quant à eux des pâtisseries arabes.
Différents desserts orientaux sont également populaires comme le halva, le baklava ou encore le malabi. Les pitzuchim (en) et les noix sont souvent vendus au poids.
D'autres desserts sont préparés pour les festivités juives.

## Analyse culinaire
Selon la célèbre rédactrice culinaire Ruth Sirkis, la cuisine israélienne peut être comparée à un tcholent ou à une chakchouka : tout se mélange pour créer quelque chose de nouveau. La cuisine israélienne est multifacettes, intrigante, goûtue, colorée et à la fois traditionnelle et moderne. Ruth Sirkis est l'auteur du livre best-seller en hébreu De la cuisine avec amour sur la cuisine israélienne publié en 1975, avec des plats innovants comme du poulet cuit à l'ashkénaze avec de l'orange et du raisin.
Omer Miller, rédacteur culinaire, décrit la cuisine israélienne comme avant tout une cuisine de fusion : une cuisine jeune et culottée.
Pour le gastronome Erez Komorwski, bien que la cuisine israélienne soit composée des différentes cuisines juives et des produits locaux, il pose la question de la différence avec d'autres cuisines, alors que toutes les cuisines ont une histoire d'échanges et de fusions.
Pour Nir Avieli, ce qui décrit surtout la cuisine israélienne, c'est la taille des plats, voyant une préférence chez les Israéliens pour de grandes portions, comparativement à la cuisine américaine. Il décrit les barbecues familiaux comme un élément important de la culture culinaire israélienne.
Pour Michael Ashkenazi, la cuisine israélienne est une variante du régime méditerranéen et est relativement bonne pour la santé.

## Sionisme
L'idée d'une cuisine typiquement israélienne est un outil de construction de l'identité nationale depuis son invention au XXe siècle. Ainsi considérée comme une représentation idéologique, la réalité de l'existence d'une cuisine israélienne est controversée, y compris de la part de chefs reconnus comme le duo de Yotam Ottolenghi et Sami Tamimi (en) qui considèrent que parler d'une unique cuisine israélienne est incohérent.
Des livres de cuisine sont écrits dès 1930 par des femmes pour des femmes, avec l'idée sous-jacente que le genre féminin se doit de jouer un rôle maternel nourricier afin de fortifier la nation sioniste et particulièrement les jeunes soldats. La mise aux fourneaux des femmes est ainsi historiquement une pierre angulaire de la colonisation puis du contrôle armé et étatique de la région.
Les références à la nourriture mentionnée dans les écrits religieux antiques servent de levier pour ancrer l'agroalimentaire israélien dans un imaginaire d'enracinement éternel dans la région, avec par exemple la production de vins revendiqués comme foncièrement israéliens car produits à partir de ceps locaux. Pourtant, les ceps utilisés sont issus de la tradition vinicole des Palestiniens chrétiens, qui les revendiquent également comme symboles de leur autochtonie. La viticulture en Israël, en appropriant des terres palestiniennes, en redéfinissant l'héritage de l'antiquité, et en produisant des produits de luxe pour le marché international, participe ainsi à la continuation du projet colonial selon Daniel Monterescu et Ariel Handel.
Alors que la cuisine ashkénaze (européenne) a longtemps servi de modèle pour l'identité culinaire israélienne, le discours nationaliste dominant a progressivement évolué vers une valorisation de la cuisine mizrahim (« orientale »). La construction d'une identité culinaire nationale à partir des différentes cultures d'origine des colons sionistes est notamment mise en scène dans des émissions comme MasterChef Israël, qui utilisent l'angle de la guérison des traumatismes pour présenter l'assimilation dans la nation sous un jour positif. Au XXIe siècle, le discours israélien ne regarde plus tellement les recettes et les ingrédients comme constitutifs d'une identité cohérente, mais insiste plutôt sur la grande quantité de nourriture servie dans les restaurants sur le territoire de l'État comme un motif de fierté nationaliste.
Lors de la fête nationale, les barbecues et les pique-nique sont considérés comme la manière la plus israélienne de célébrer, attestant de l'importance de l'idée d'une cuisine israélienne pour le nationalisme.
Les restaurants se réclamant d'une cuisine israélienne ne nourrissent pas le sentiment national seulement sur le territoire israélien, mais également au sein de la diaspora, en continuant à effacer la dimension politique de l'alimentation en Israël.
Pendant l'été 2021, un Centre pour la Culture de l'Alimentation en Israël, nommé Asif, est inauguré ; selon Meidad Benichou, il continue à construire le roman national culinaire, mais peut-être sur un mode plutôt post-sioniste.

### Rapport à la cuisine palestinienne
La cuisine israélienne entretient une relation complexe et parfois controversée avec la cuisine palestinienne et la cuisine arabe de manière plus générale. Des plats iconiques comme les falafels ou le hummus sont objet de rivalités. La production de houmous est industrialisée dans les territoires israéliens dès 1958, et est utilisée à la fois pour faire la promotion de l'État d'Israël comme partenaire commercial (diplomatie culinaire) et pour imaginer une identité ethnique authentique et locale (gastronationalisme (en)). L'arabité du houmous sert aussi à construire, par sa récupération, la masculinité sioniste. À partir de 2008, dans ce qui est communément connu comme les « Hummus Wars » (les guerres du houmous), le Liban tente d'empêcher que la pâte de pois chiche industrielle israélienne soit vendue en tant que hummus dans l'Union européenne, et divers pays tentent de battre le record du monde Guiness de la plus grande assiette de houmous. Malgré le « culte culinaire » autour des hummusiyot (boutiques de houmous) israéliennes, les citoyens de l'État sioniste continuent de considérer que le houmous fabriqué par des gens arabes serait le plus délicieux et le plus authentique. Confrontés à ce qu'ils perçoivent comme une appropriation culturelle de leur cuisine, les gens palestiniens tentent à la fois d'en tirer profit à travers le commerce et d'y échapper en cultivant leurs traditions de manières qui puissent éluder la récupération sioniste. Claudia Prieto Piastro réfute ainsi l'idée selon laquelle la cuisine israélienne serait, à l'image des récits dominants sur la cuisine étasunienne, un innocent melting pot: pour elle, il s'agit plutôt, à l'instar de la cuisine antillaise née de l'esclavage atlantique, d'une « créolisation, un procédé bien plus complexe et plus violent. »

## Végétarianisme et véganisme

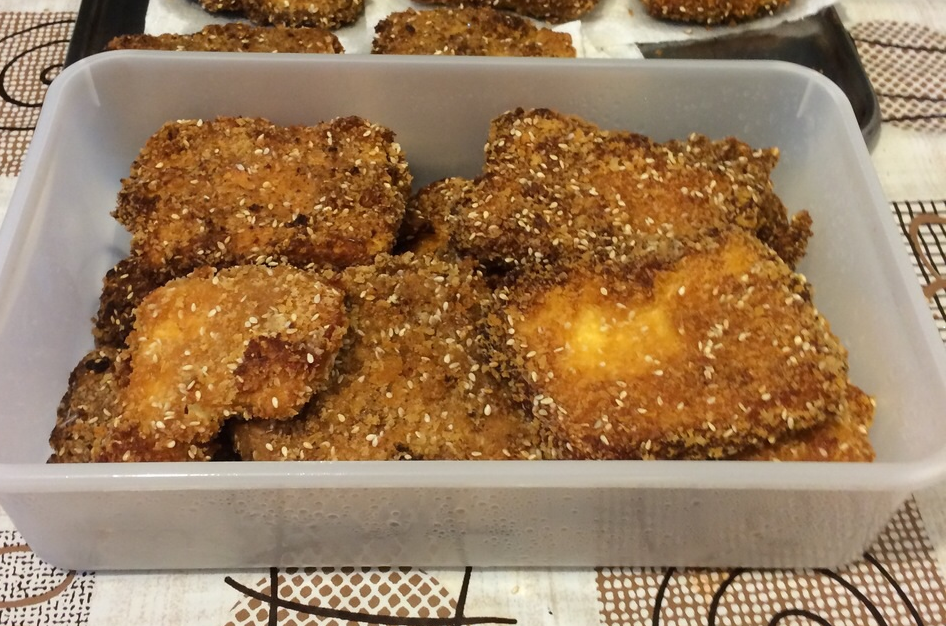
Schnitzel de la cuisine juive ashkénaze, composé de tofu végan.

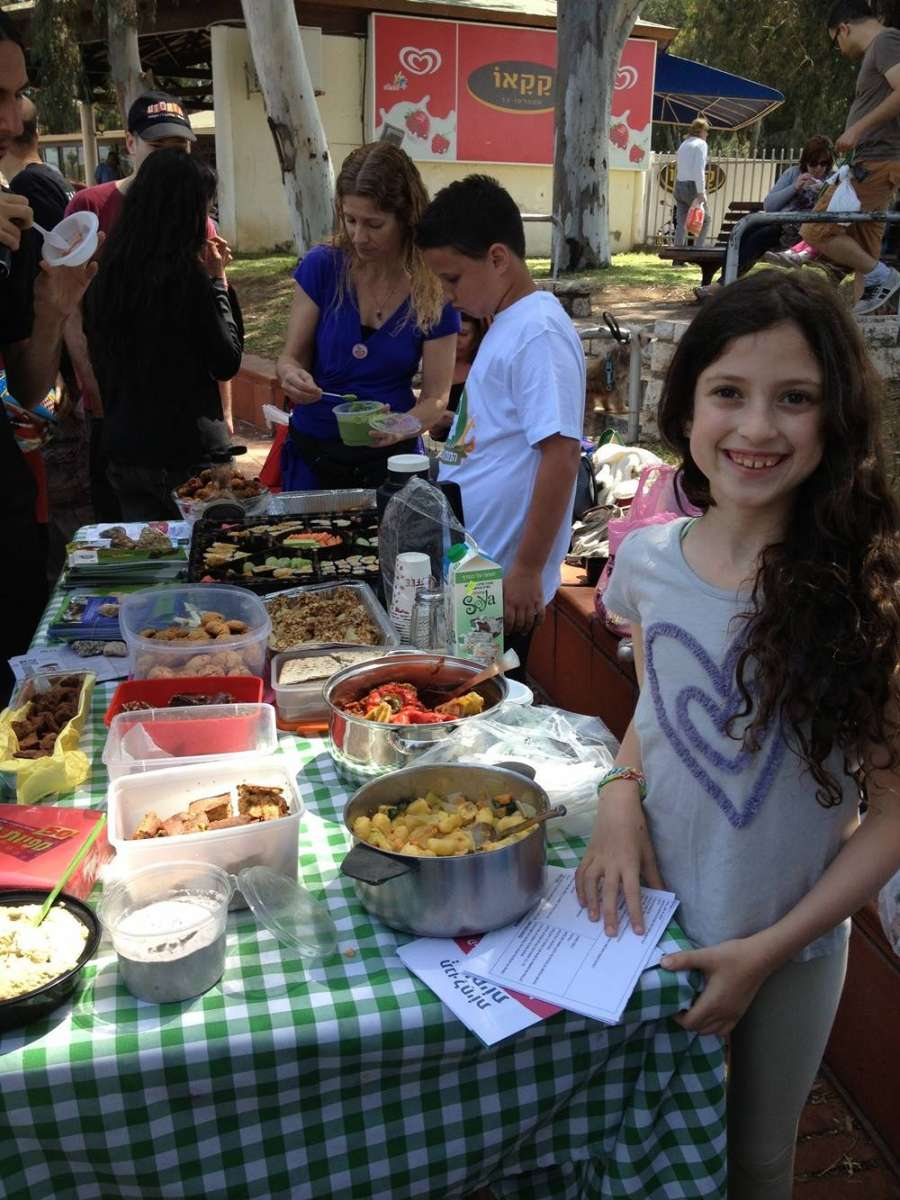
Cuisine végan de rue.

En 2015, la ville israélienne de Tel Aviv est décrite comme une ville du véganisme et de végétarianisme, elle possède 400 restaurants dédiés à cette cuisine.
Quelque 13 % de la population israélienne était végétarienne ou végétalienne (5 %) en 2015, ce qui représente l'un des taux les plus élevés au monde,. L'Inde, Taiwan et Israël sont les pays avec le plus de végétarianisme.
Chaque année, le festival végétalien Vegan Fest est organisé et on y retrouve des hot-dogs à base de petits pois ou encore des chawarma au tofu. Et depuis 2003 la Parade des animaux a lieu chaque année en Israël et est la plus grande manifestation au monde pour les droits des animaux.
Par ailleurs, le cheminement religieux juif pourrait mener au véganisme car depuis l'antiquité, la Torah condamne toute souffrance animale : « Les règles de la cacherout habituent déjà au respect d'interdits alimentaires pour des raisons éthiques ou morales. » Pour leur part, les défenseurs des animaux situés à droite de l'échiquier politique appuient leur engagement sur l'inoffensivité des animaux face à l'agressivité des terroristes.

### Développement de l'alimentation végétalienne
Déjà pendant le mandat britannique, plusieurs communautés juives avait adopté un mode de vie s'apparentant au véganisme, et l'histoire du véganisme connait une étape importante en 1937, avec la publication d'un livre de référence du rabbin Yehoshua Halevi Horowitz sur le véganisme, Le Livre du véganisme.
Bien plus tard, en 1969, des membres d'un groupe religieux appelé les African Hebrew Israelites of Jerusalem s'installent en Israël à Dimona. Ceux-ci prônent un mode de vie strictement végétalien.
Le mouvement végétarien et végétalien créée sa première organisation impliquée dans la promotion du véganisme en Israël en 1983. Par la suite, en 1994, est fondée l'association Anonymous for Animal. Le biologiste Yehu Moran explique alors le développement du mouvement par le fait que des militants du « camp de la paix », se trouvant inefficaces à faire avancer leur cause, se sont progressivement orientés vers le mouvement du véganisme et la défense des droits des animaux.
Une autre étape importante est atteinte en 2006, avec l'ouverture du premier restaurant végétalien Buddha Burgers destiné au grand public et, dans les années 2010, le véganisme s'est considérablement développé simultanément à l'activisme américain en Israël de Gary Yourofsky. À partir des années 2010, le mouvement est marqué par des actions spectaculaires comme celles de l'association radicale 269 Life. L'augmentation du nombre de végétaliens a également conduit à la création de nombreux restaurants végétaliens mais aussi de nouvelles organisations comme Vegan-Friendly.

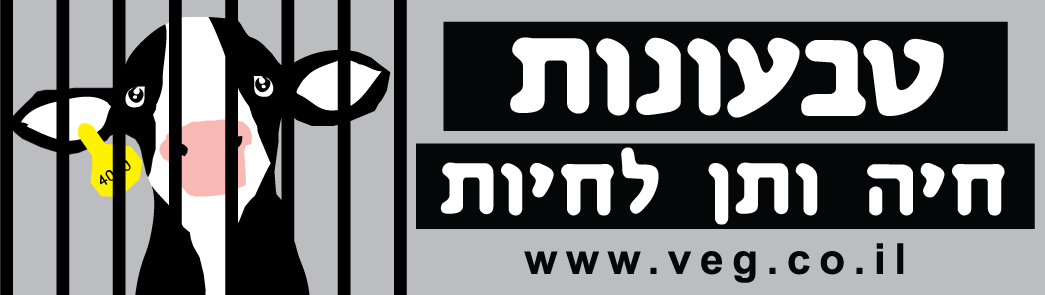
Étiquette promouvant le véganisme, en hébreu : « Véganisme, vivre et laisser vivre ».

En 2014, à la suite de l'augmentation de la tendance végétalienne en Israël, l'armée israélienne consent d’importantes adaptations pour ses recrues antispécistes et l'État soutient-il des associations comme Anonymous for Animals Rights.

### Cuisine végétarienne et végétalienne
Durant la période d'austérité des années 1950, la viande est rationnée, ce qui mène les Israéliens à manger des repas végétariens. Par exemple, le foie haché est remplacé par un plat à base d'oignons, d'épices et d'aubergines. Un autre produit est popularisé durant cette période, le mimrah tzimkhri, une pâte végétale épicée.
Du fait des règles de la cacherout qui interdisent ou restreignent des consommations de viandes, de nombreux plats sont cuisinés avec des substituts à la viande ou parfois sans produits laitiers.
Selon Michael Ashkenazi, le régime israélien est un régime végétarien « malgré lui ».
Comme plats végétaliens, il y a par exemple le sabich (avec ou sans œufs), ou comme dessert le gâteau babka.

## Galerie
(novembre 2020).

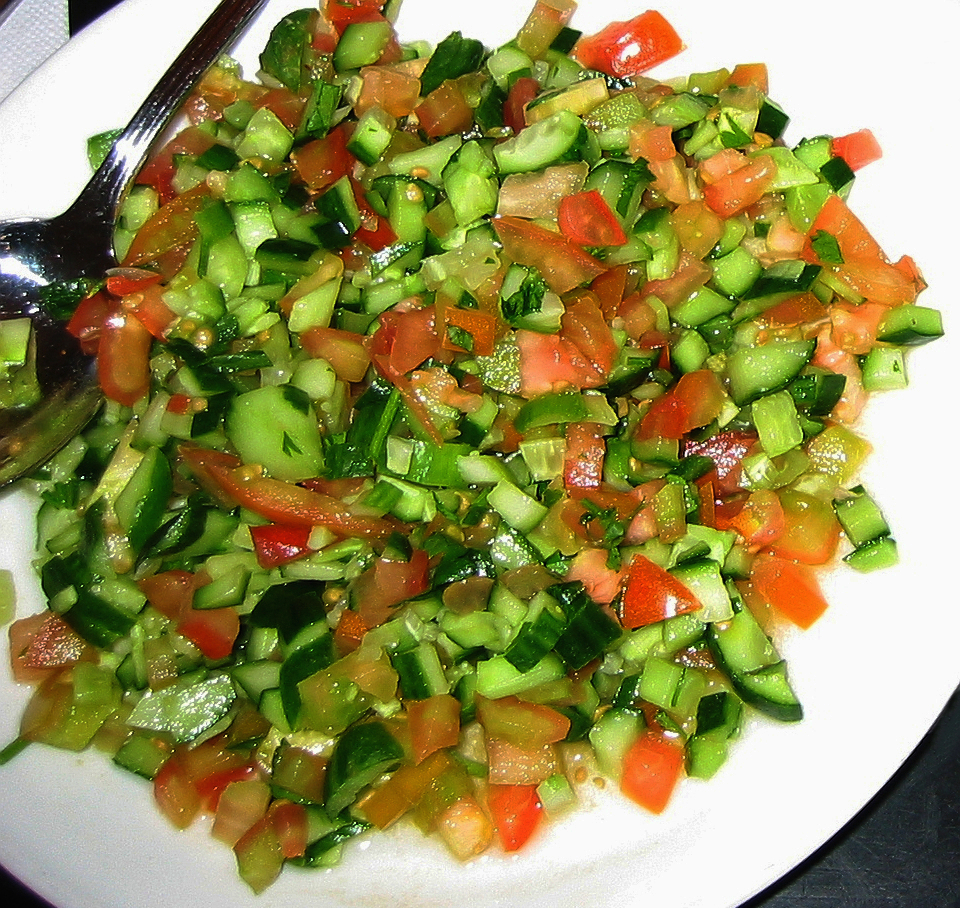
Salade israélienne.
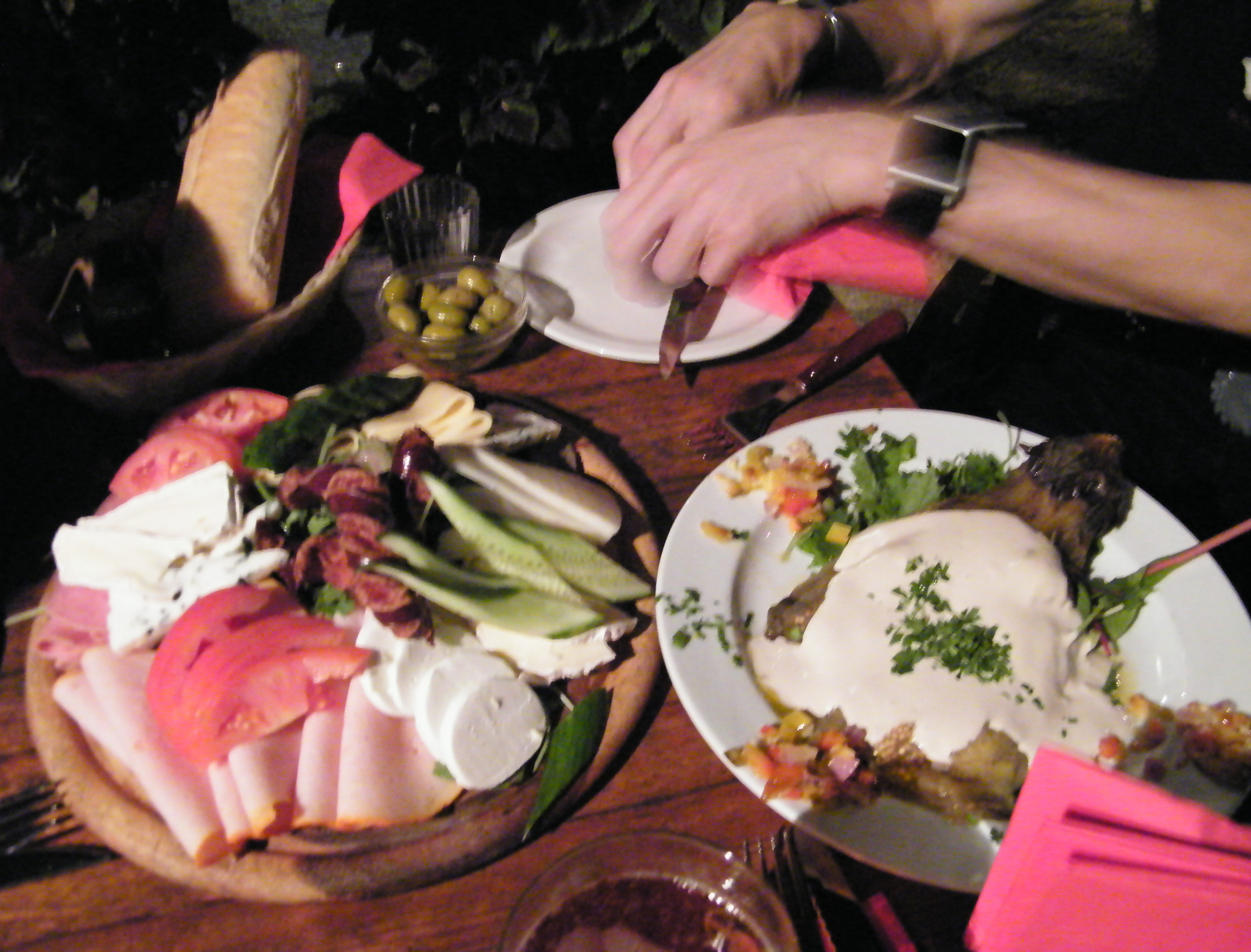
Au restaurant à Haïfa.
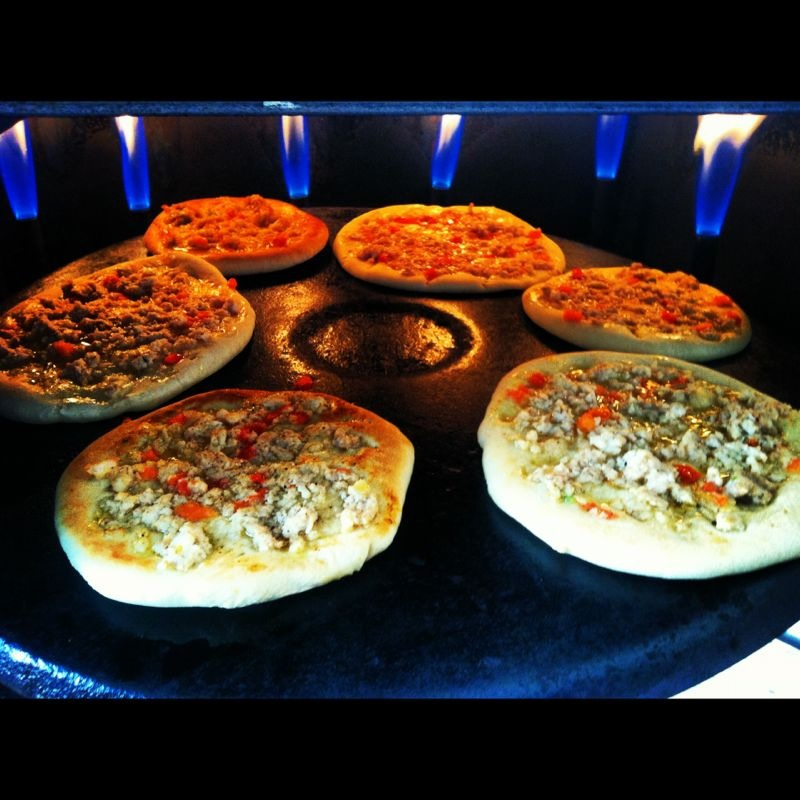
Pitas au four à la viande, oignons, épices, village druze Maghar (en).
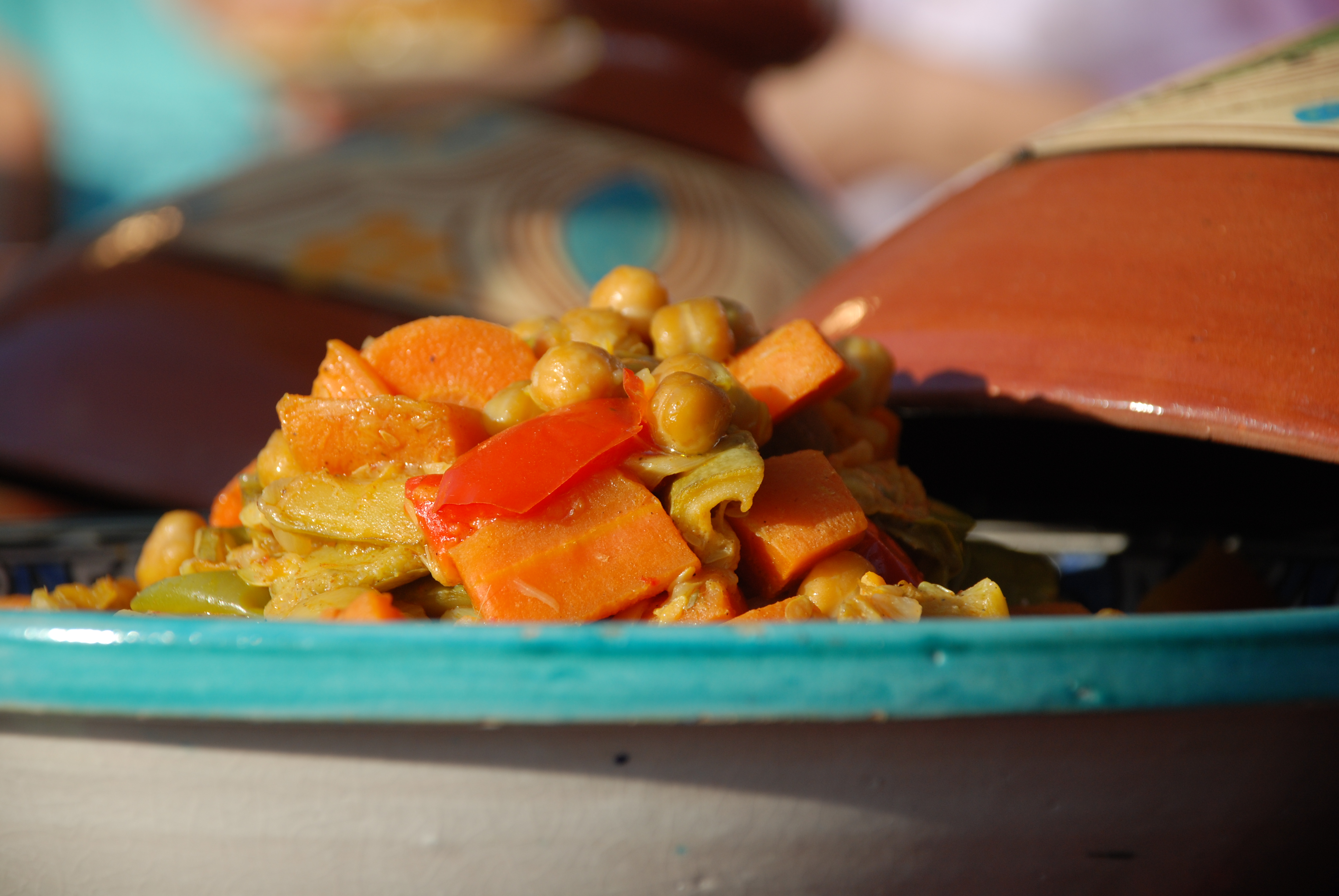
Tagine (cuisine de rue).
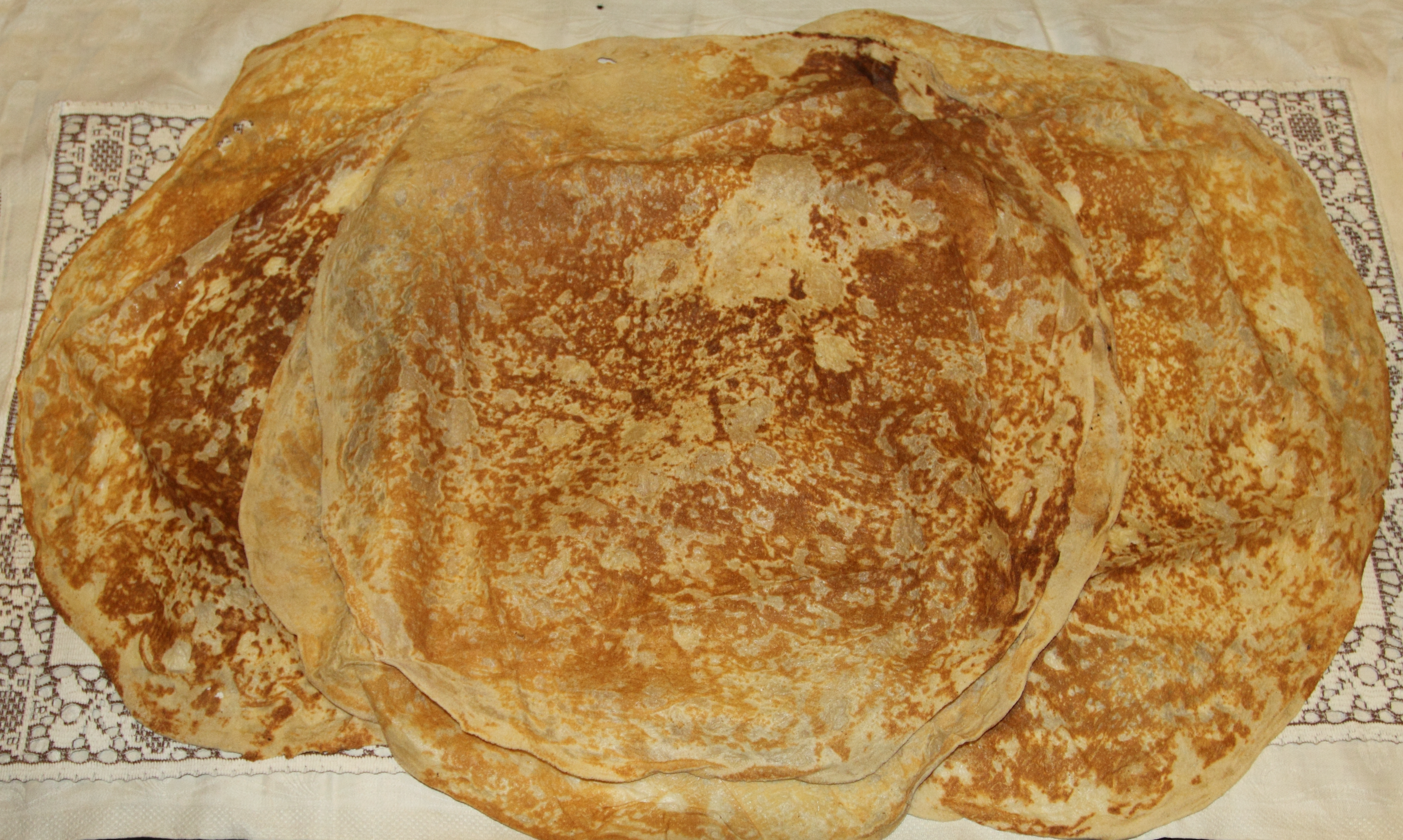
Pains markouk.
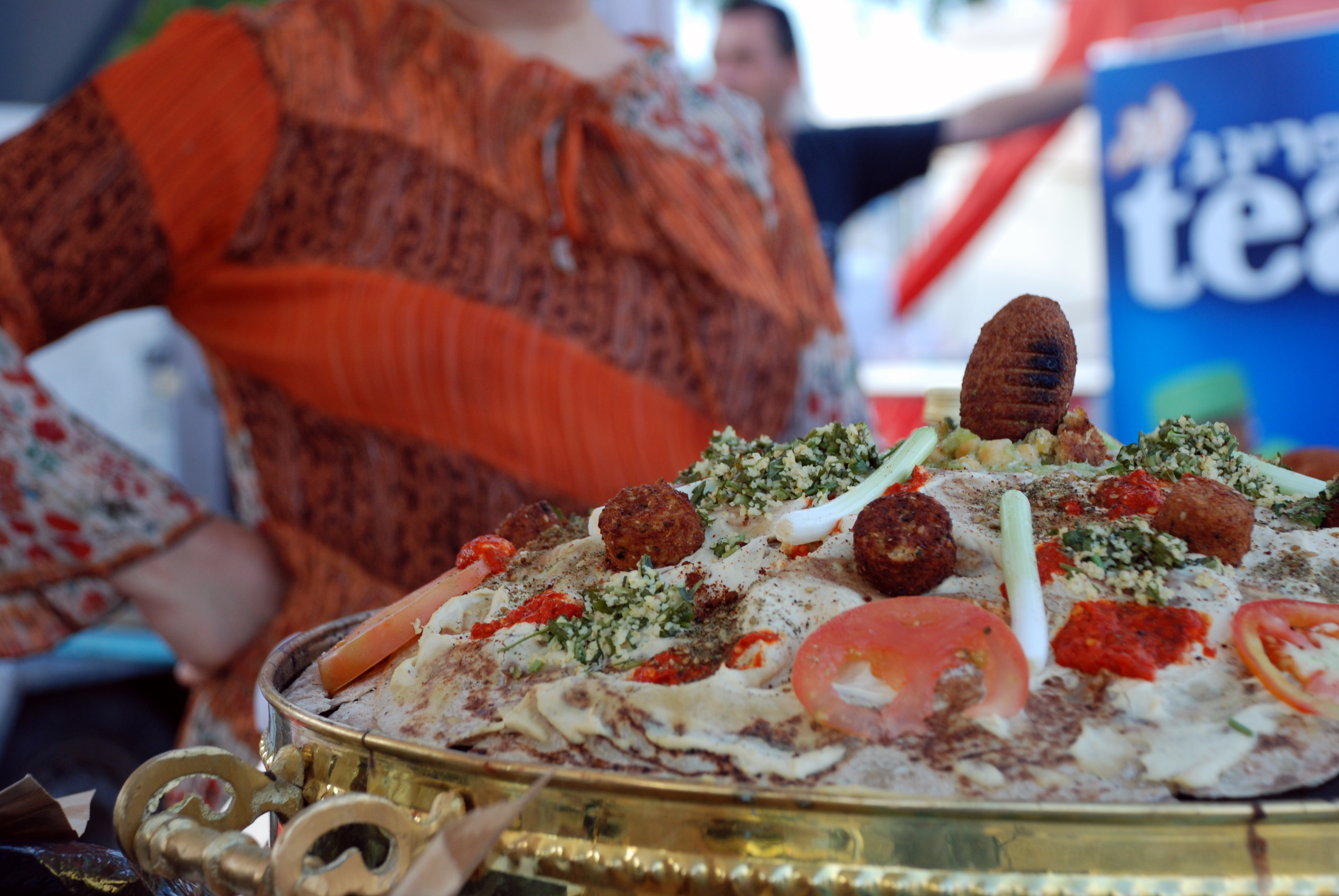
Cuisine de rue.
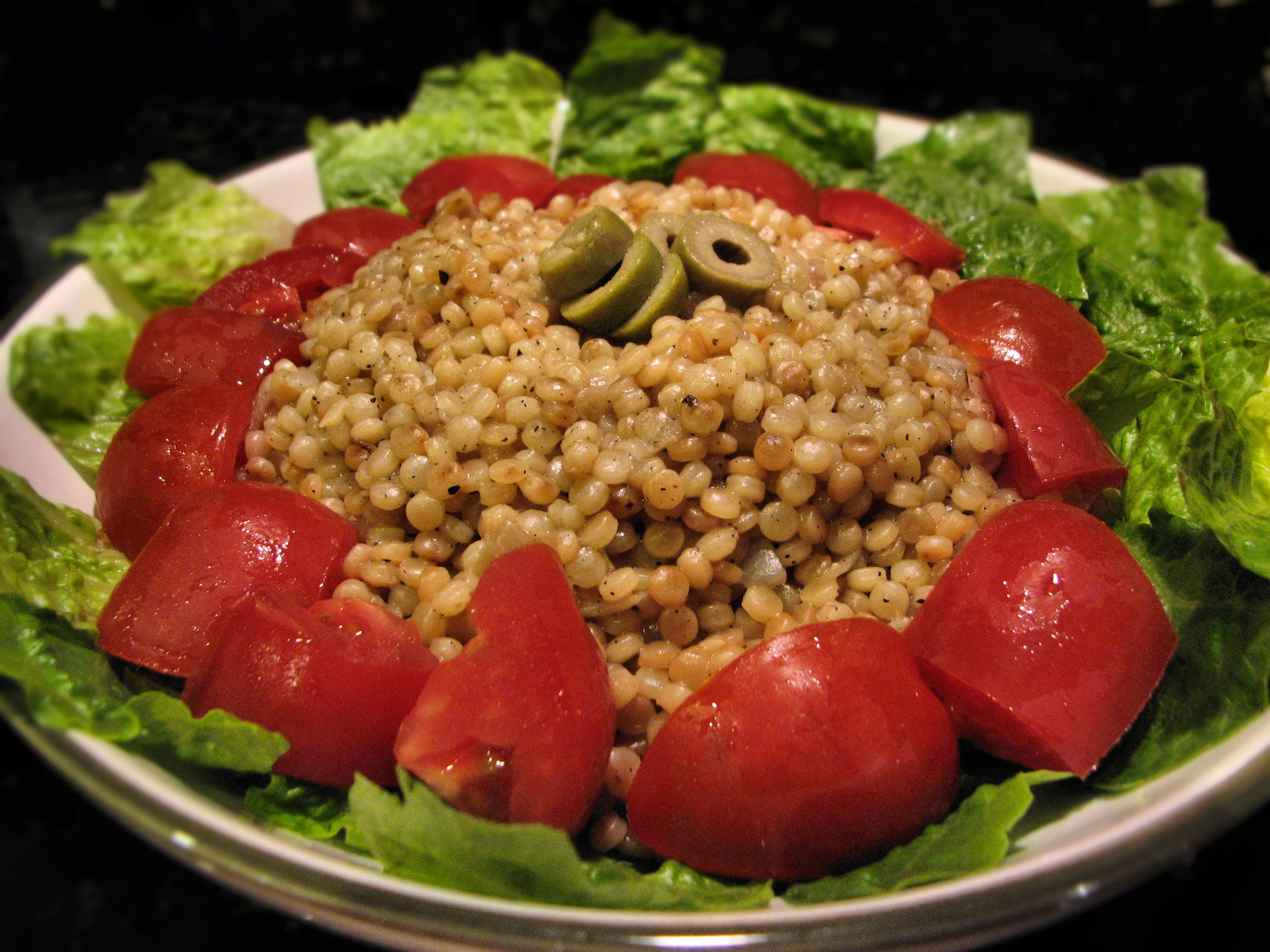
Couscous israélien (ptitim, פתיתים אפויים).
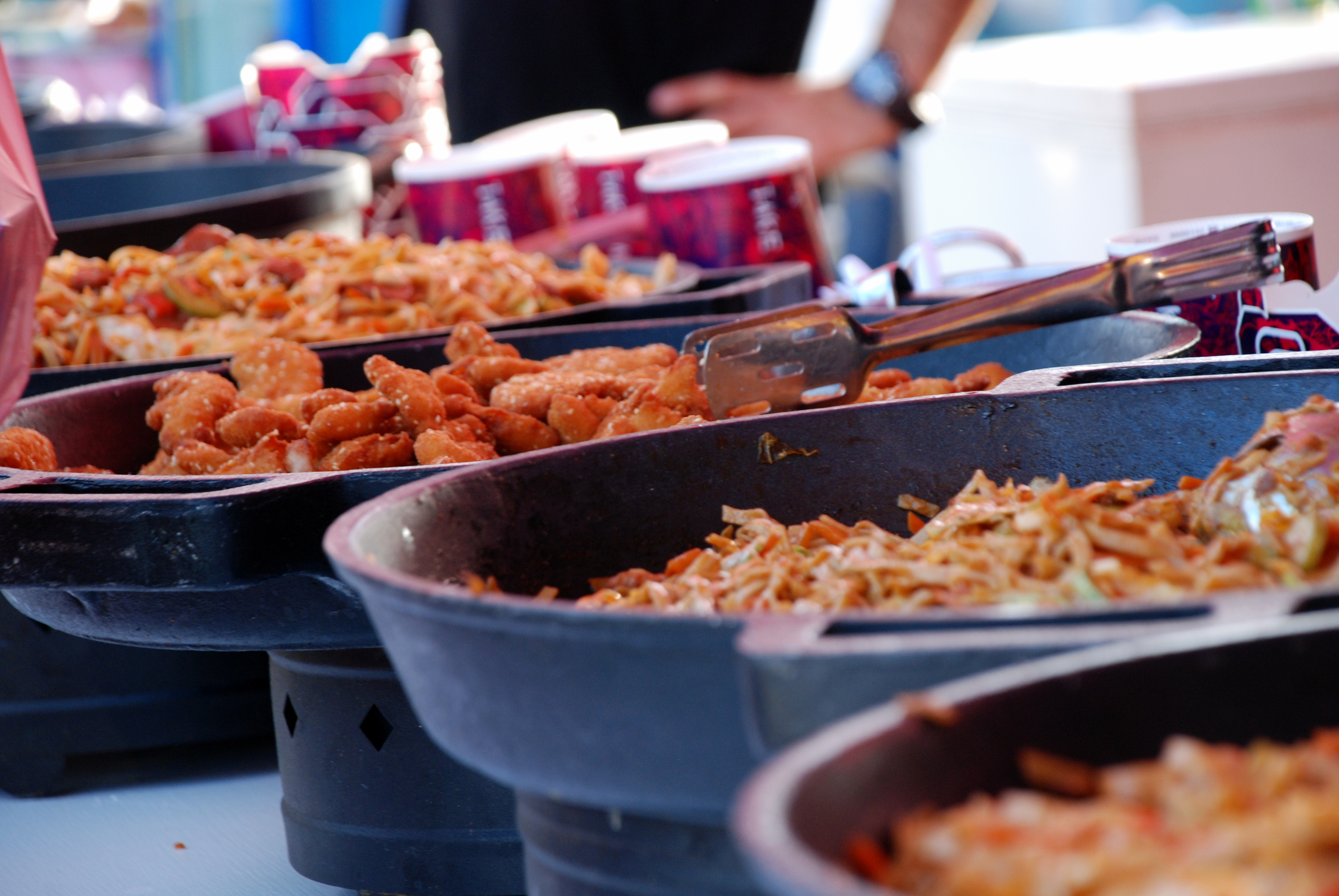
Cuisine de rue.
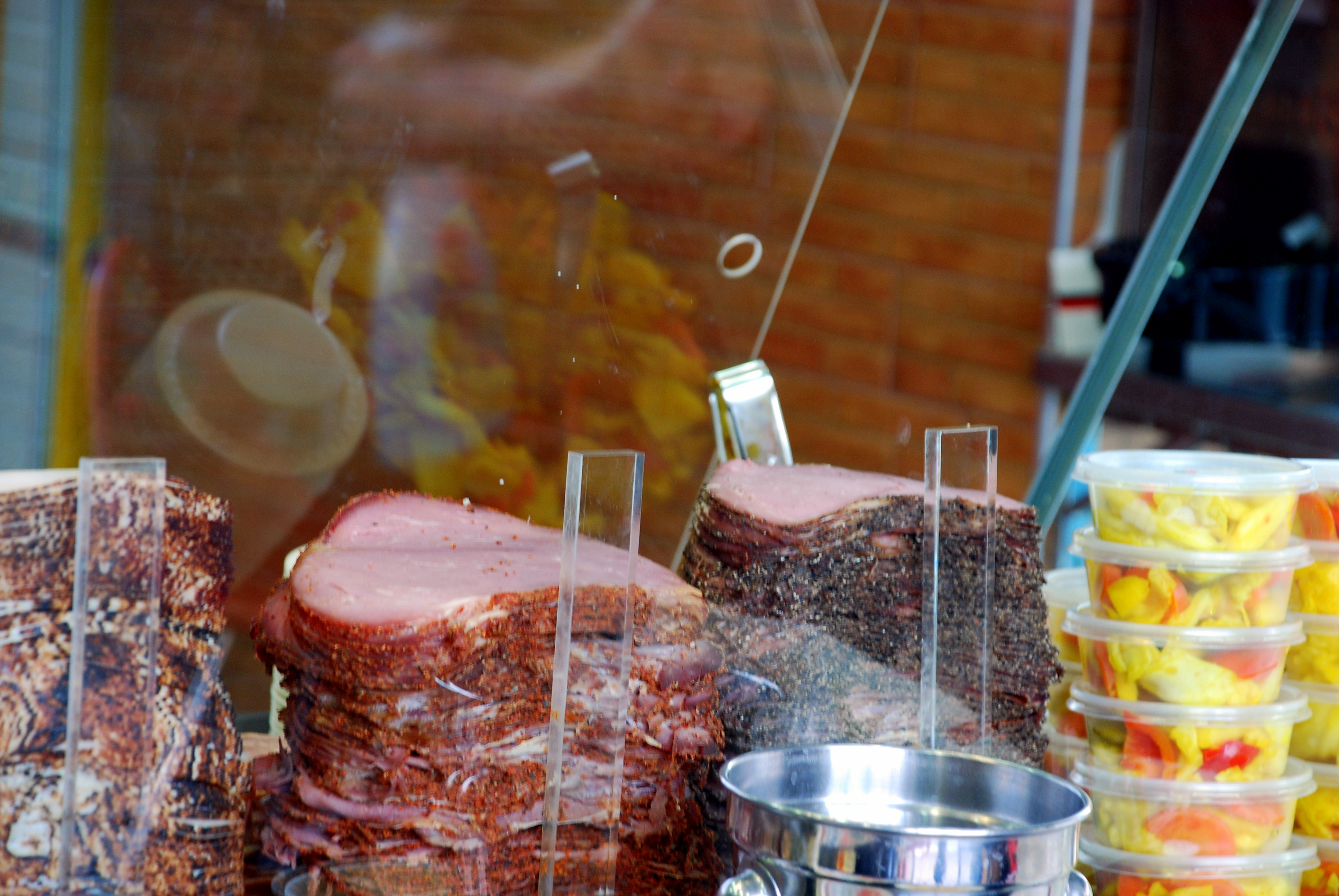
Pastrami et variantes (légumes en saumure), Haïfa.
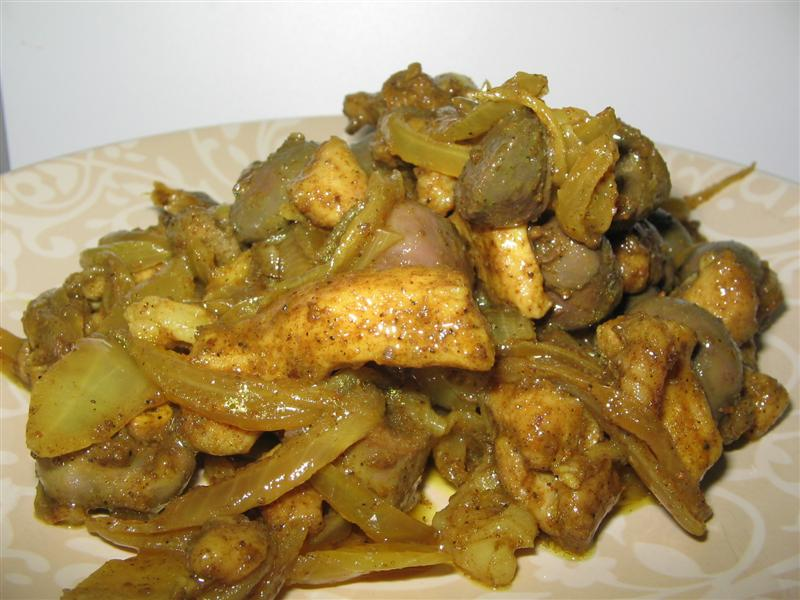
Meurav yerushalmi, grillade de Jérusalem.
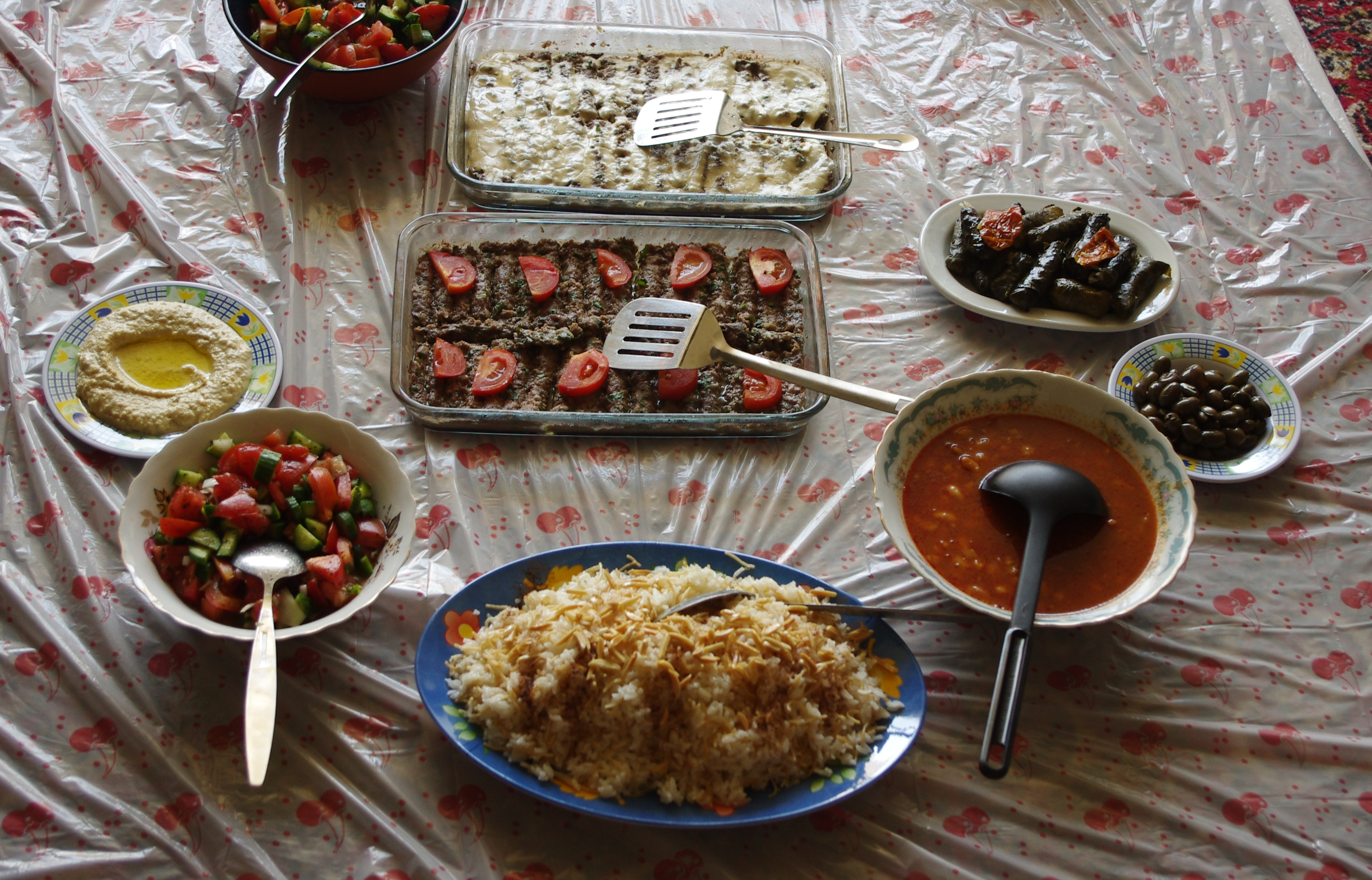
Plats druzes à Majdal Shams.
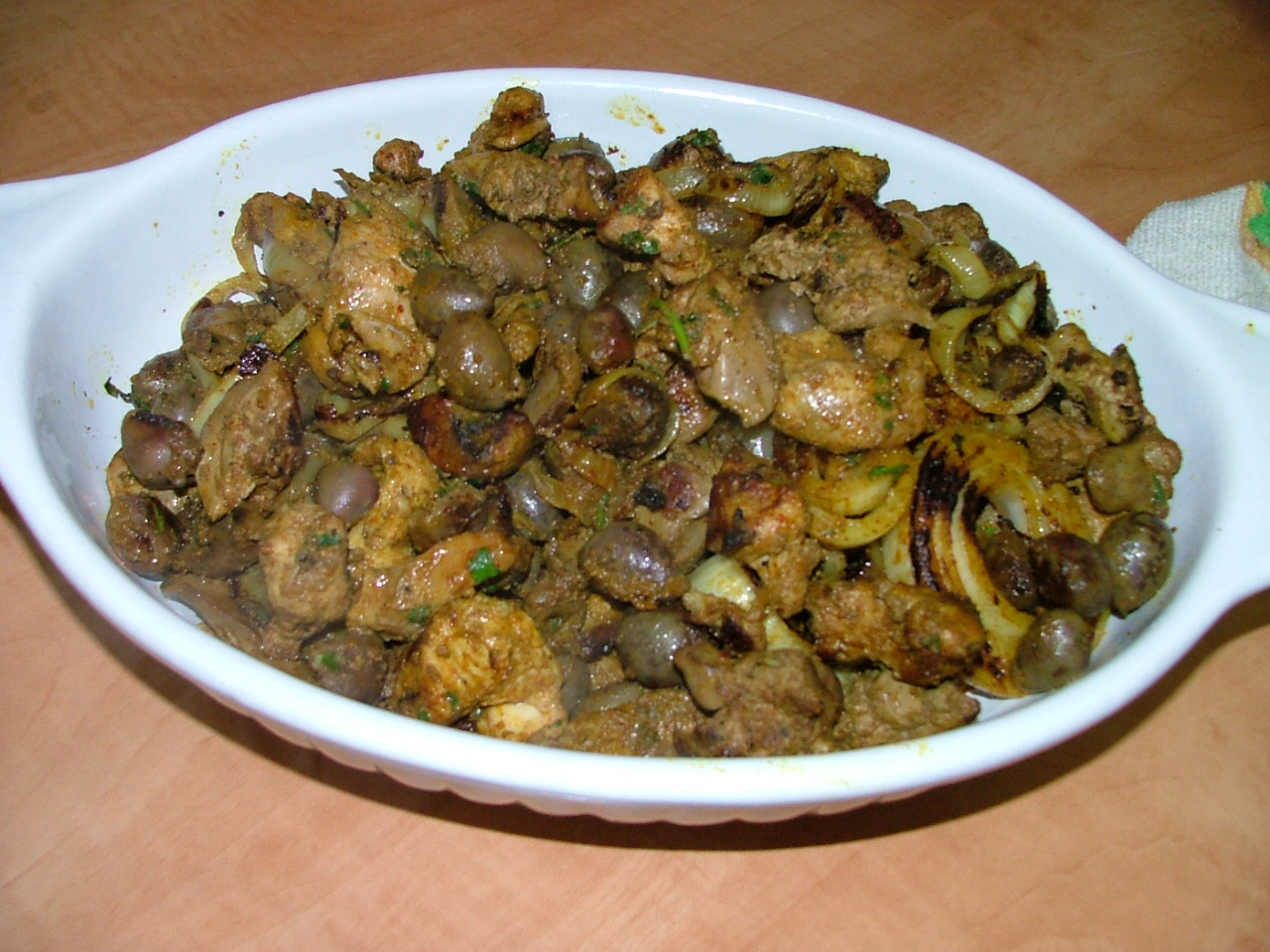
Volaille aux olives.
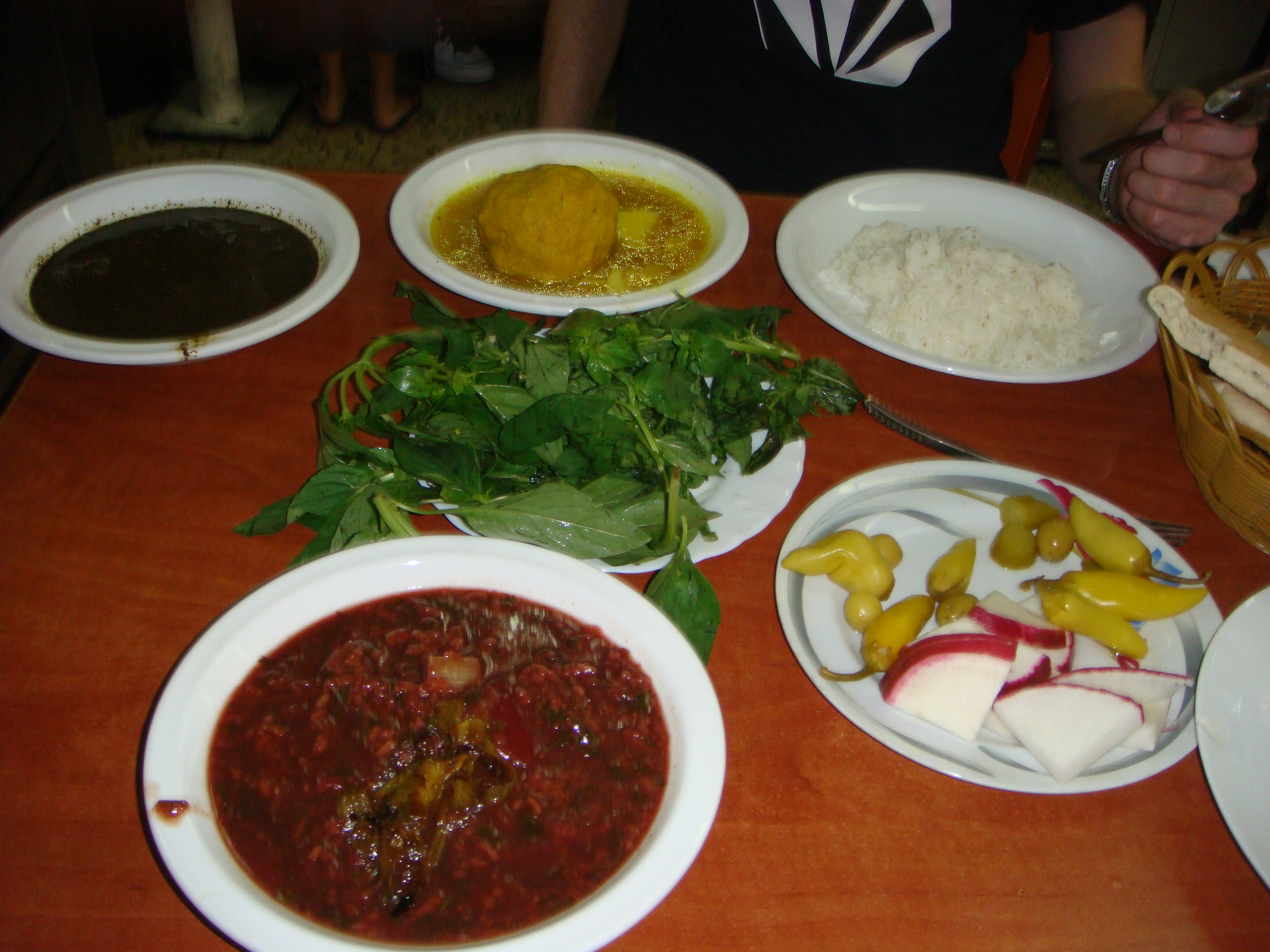
Plats persans, restaurant de Tel Aviv.
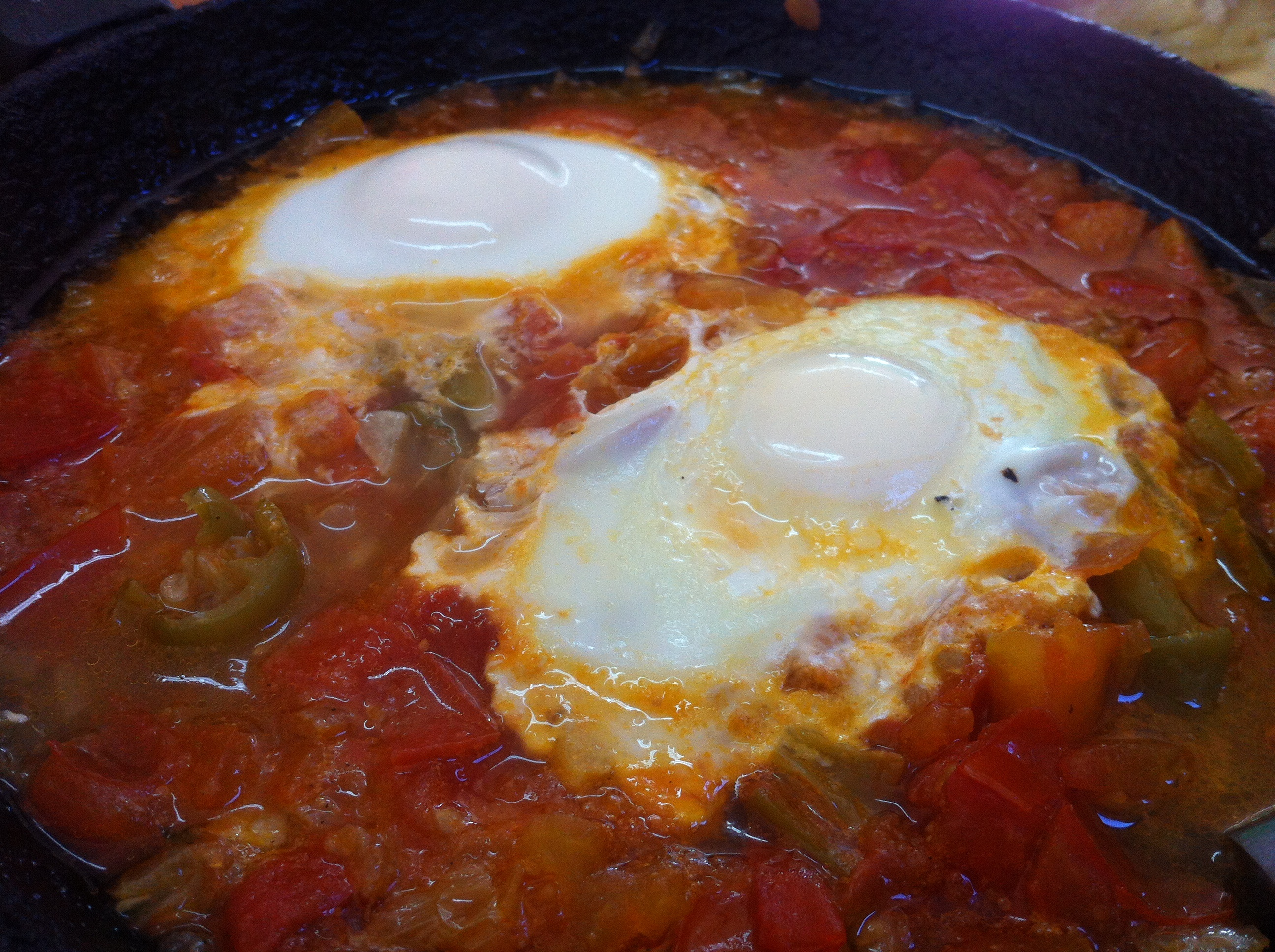
Shakshuka.
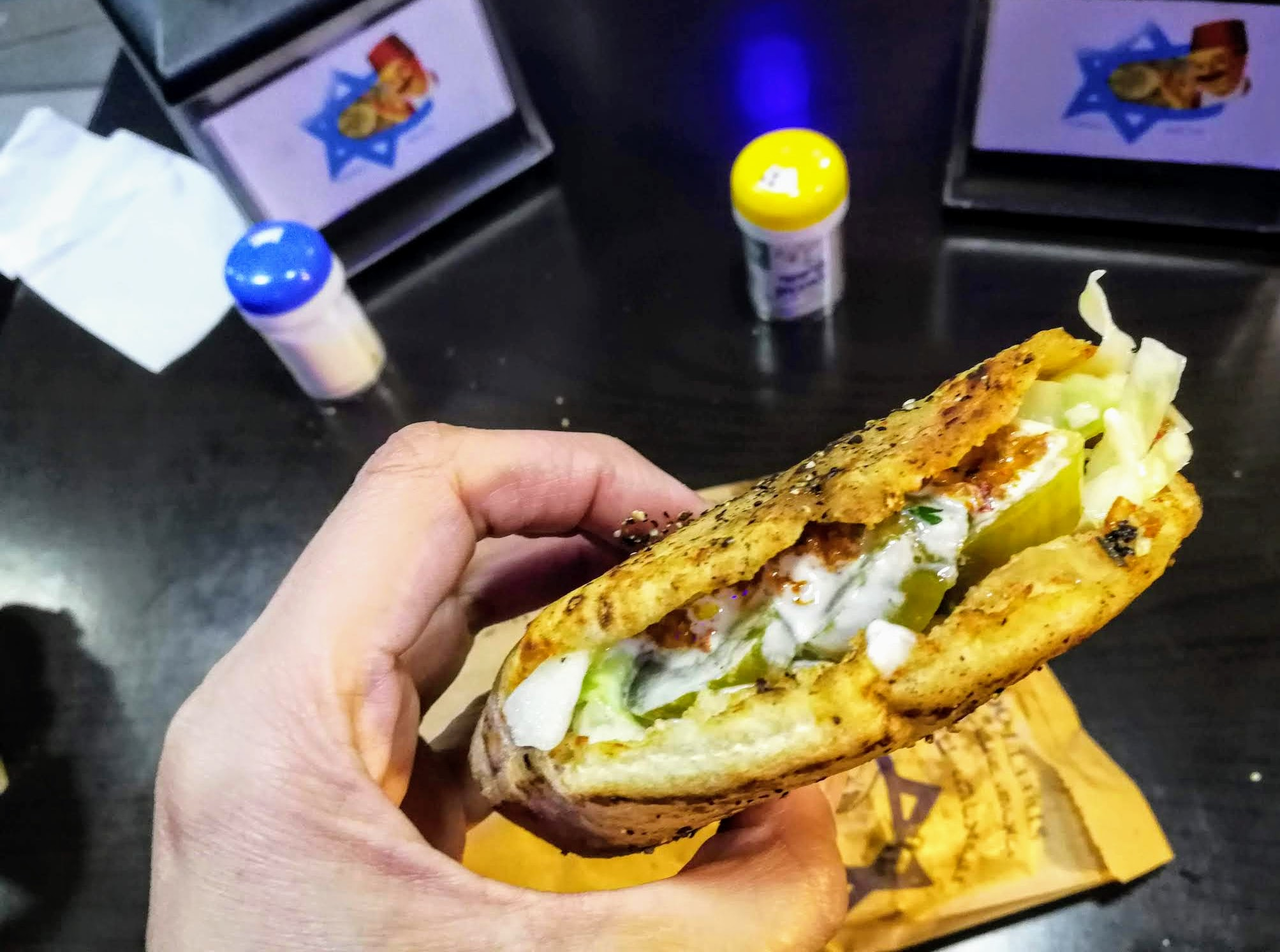
Arayes (pita à la viande), Tel Aviv.
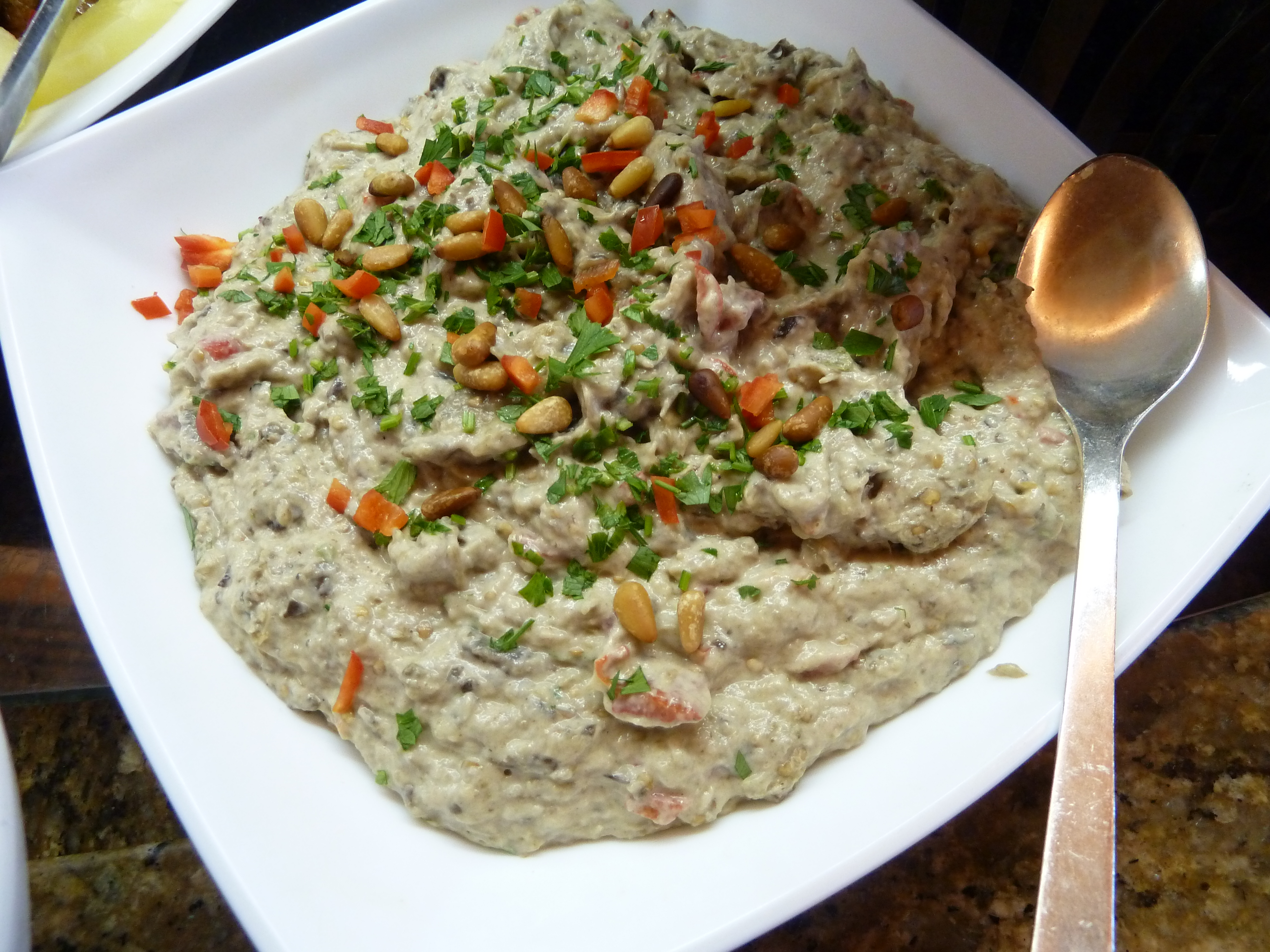
Salade ḥatzilim (caviar d'aubergines) servie aussi en Syrie, Liban (baba ganoush), Égypte ou Turquie.
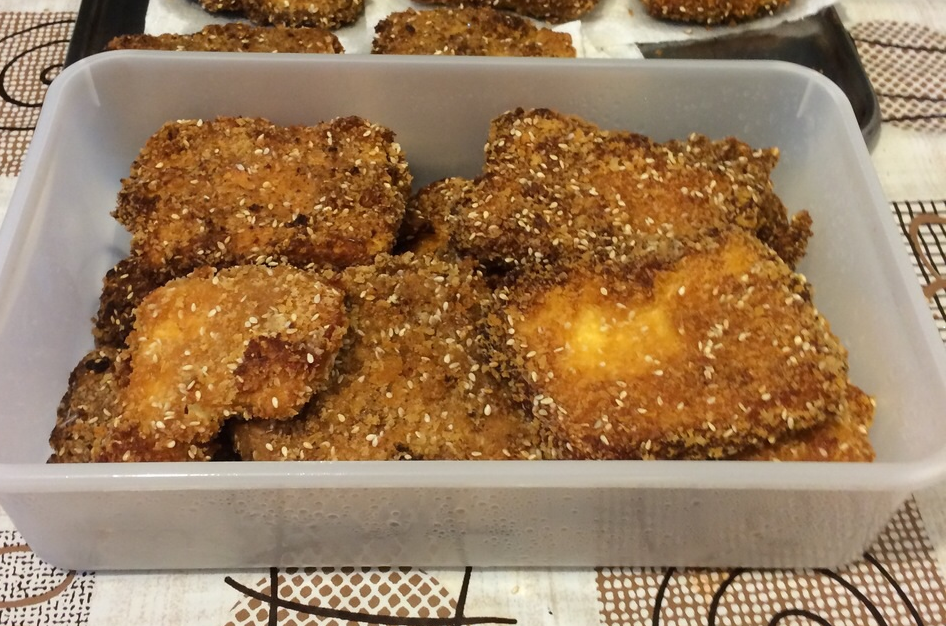
Schnitzel vegan au tofu.
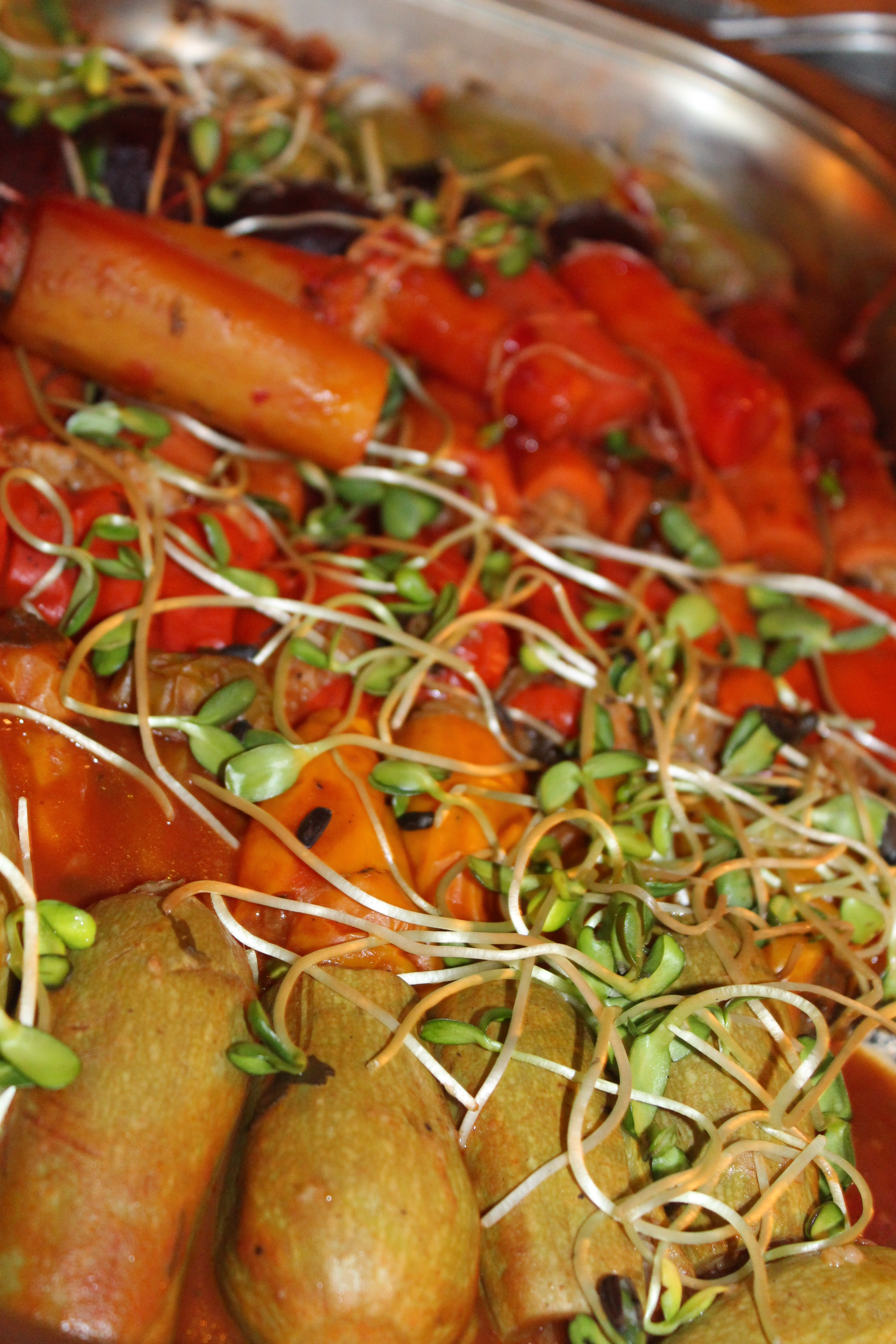
Nourriture végétalienne, (Hackathon food), Jérusalem.
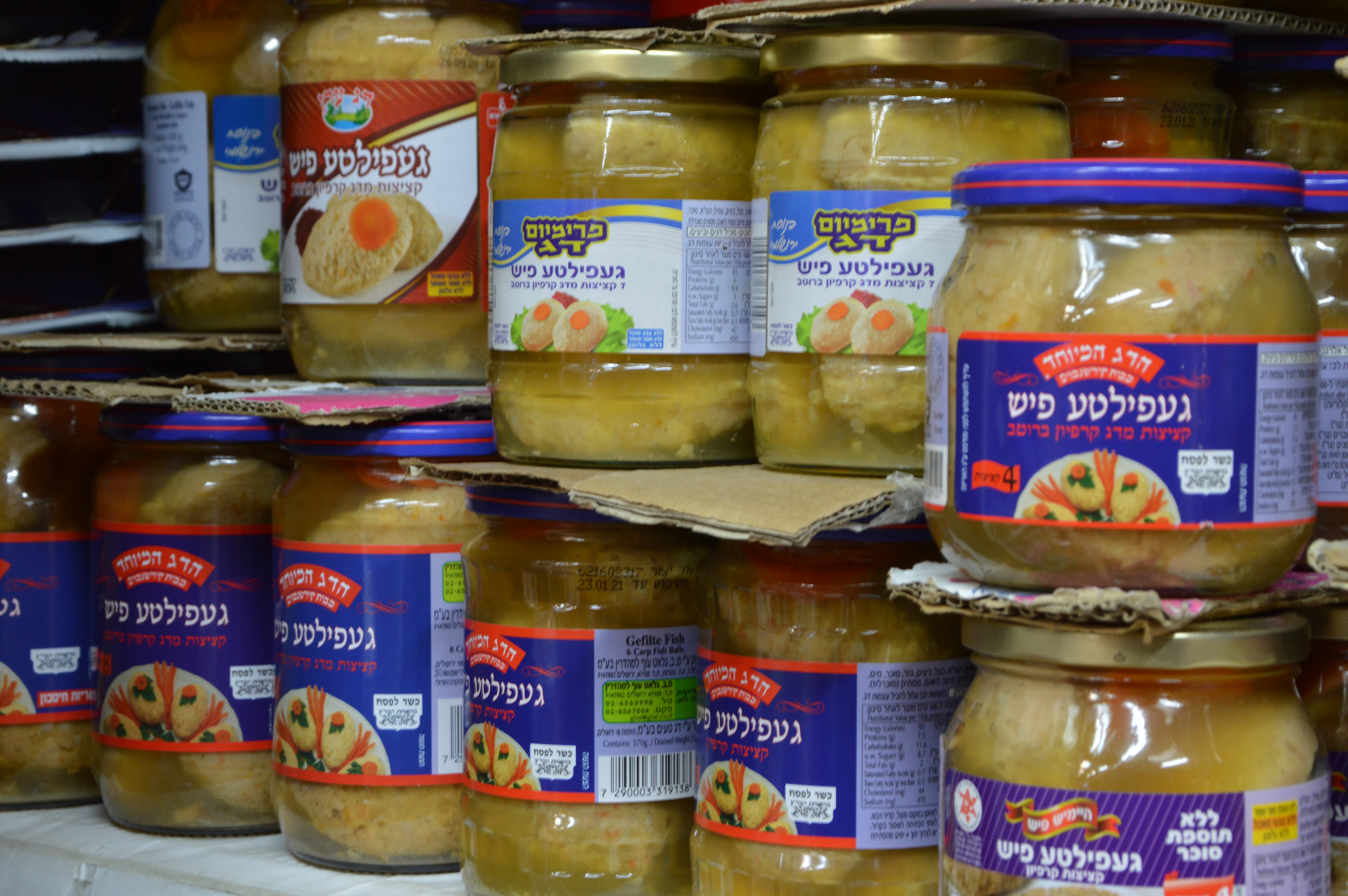
Bocaux de gefilte fish.
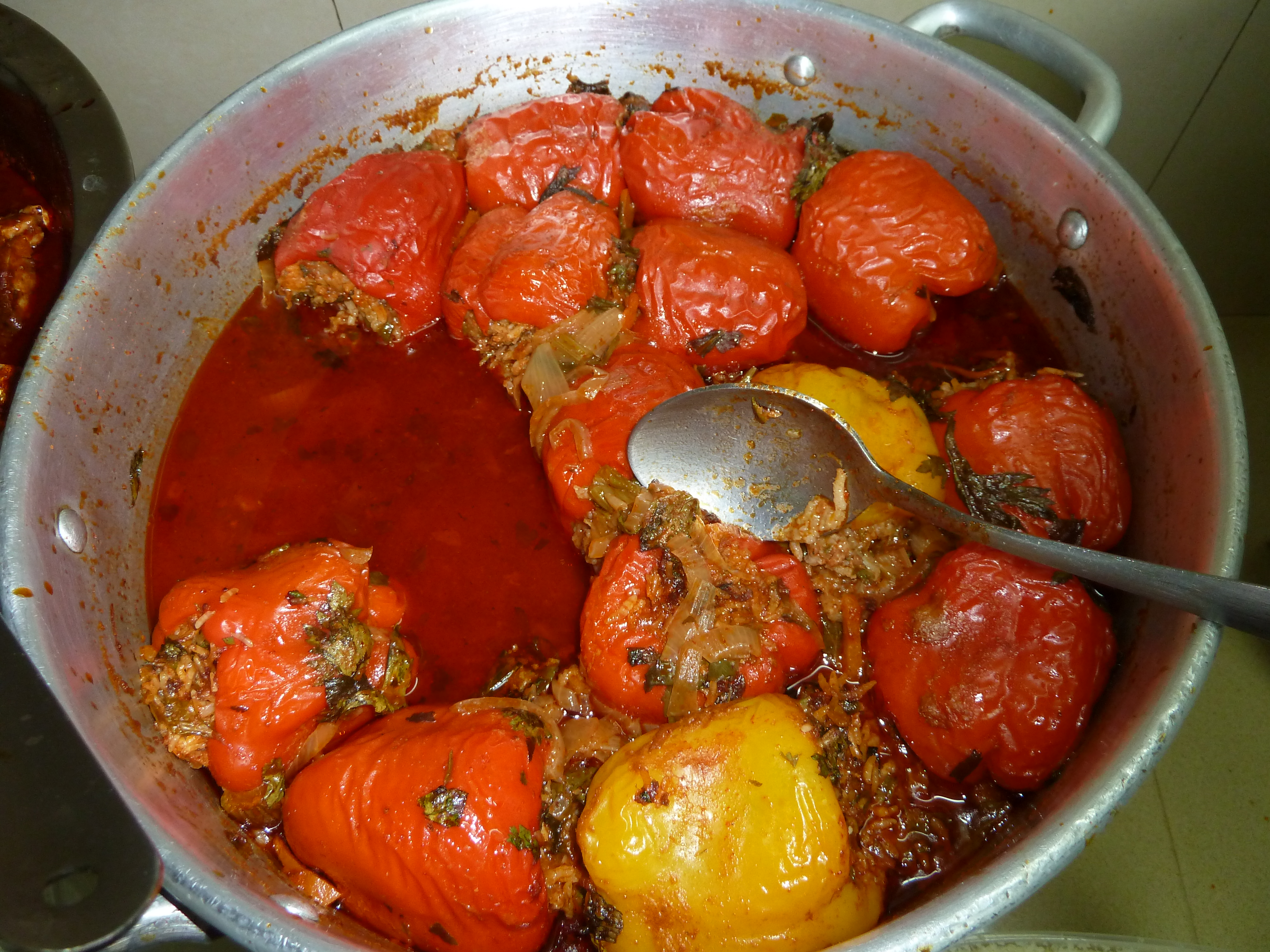
Poivrons farcis, cuisine tripolitaine, Netanya.
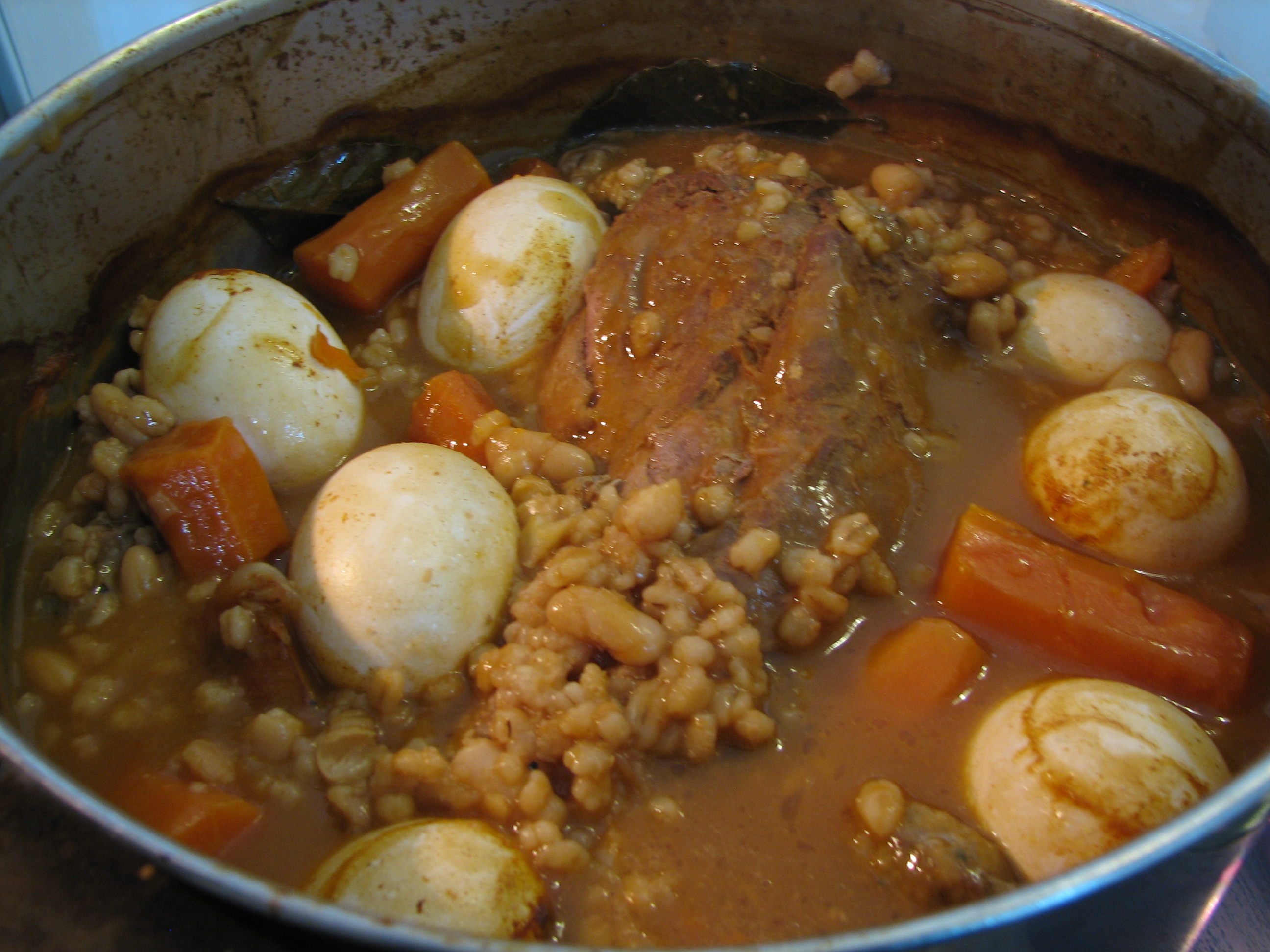
Tcholent, ragoût ashkénaze mijoté de shabbat.
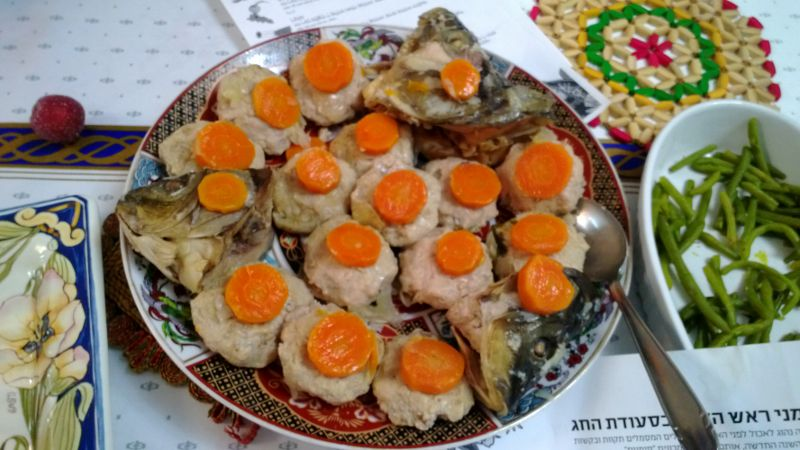
Gefilte fish à Roch Hachana.
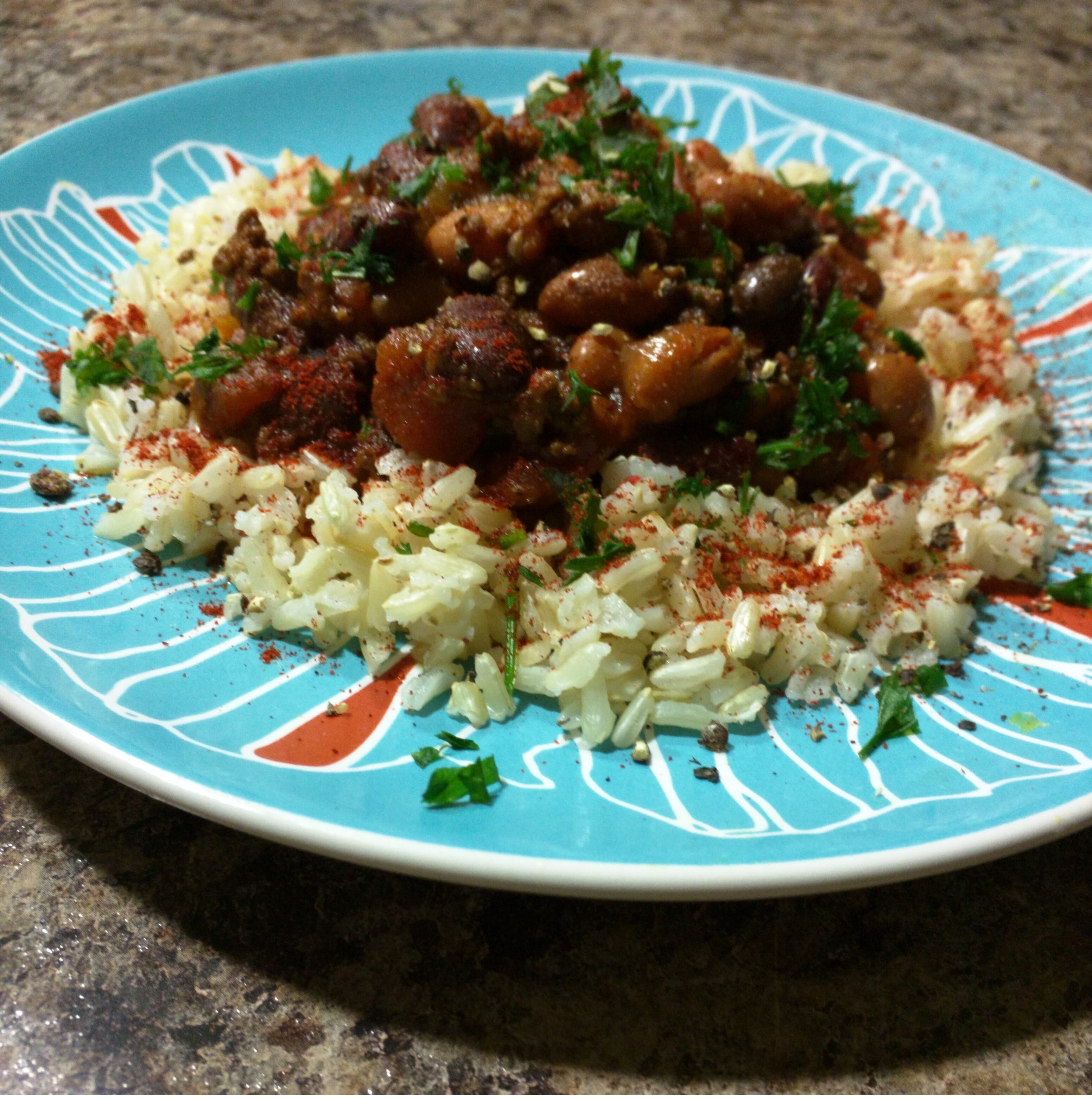
Orez shu'it (en) (אורז שעועית), spécialité jérusalémite (haricots, sauce tomate et riz).
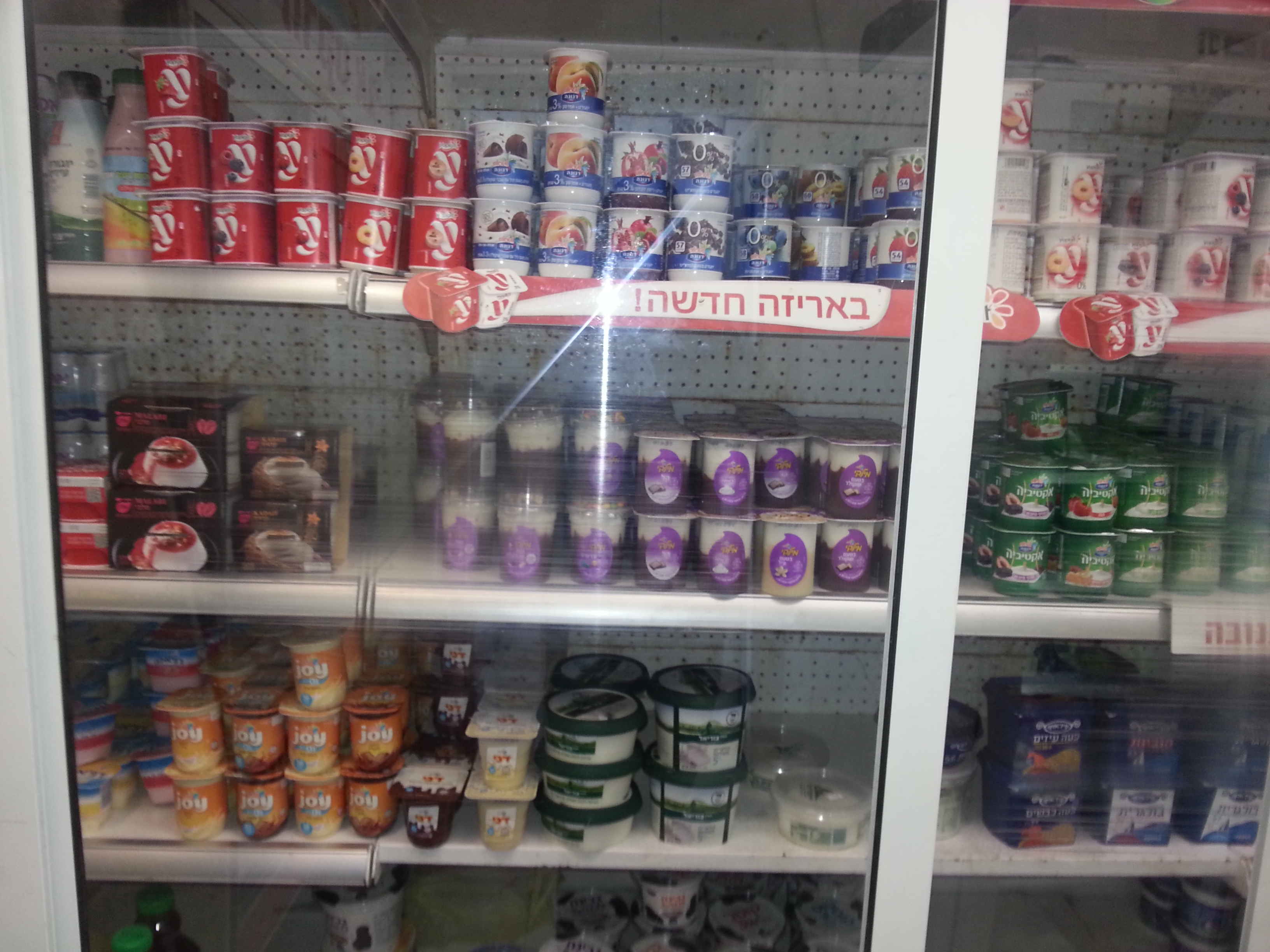
Laitages, Ramat Gan.
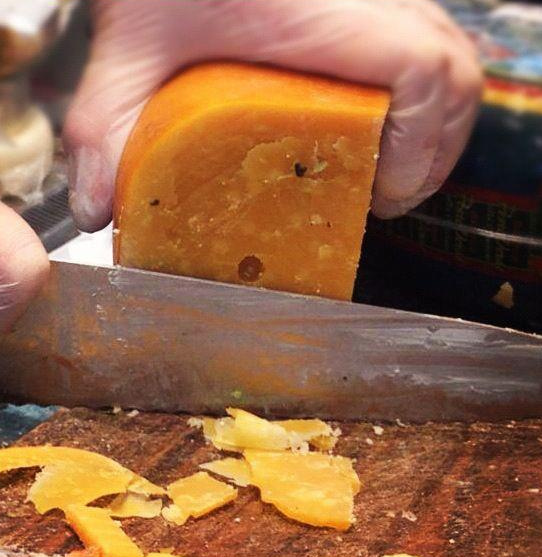
Fromage à pâte dure.
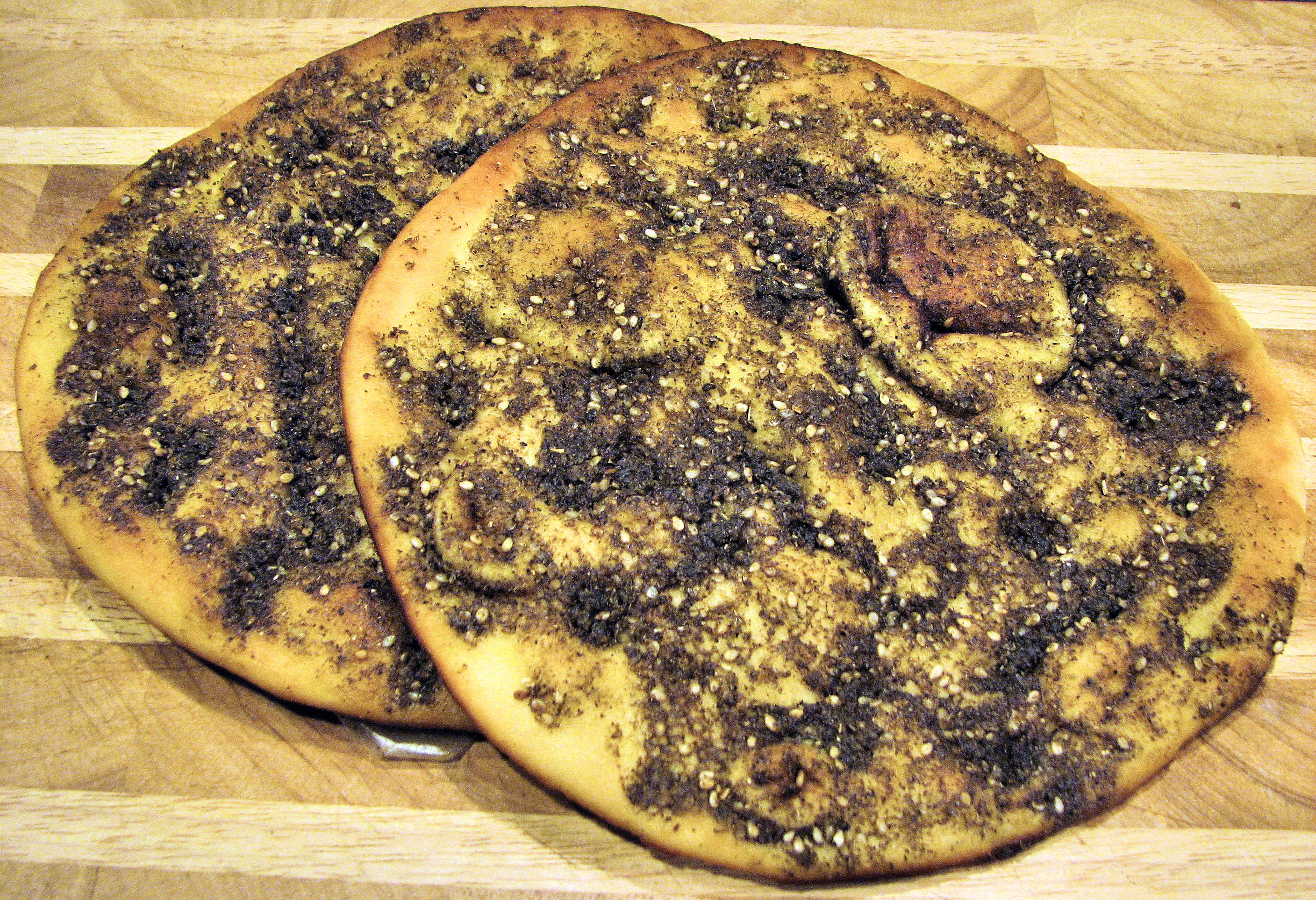
Manakeesh au zaatar.
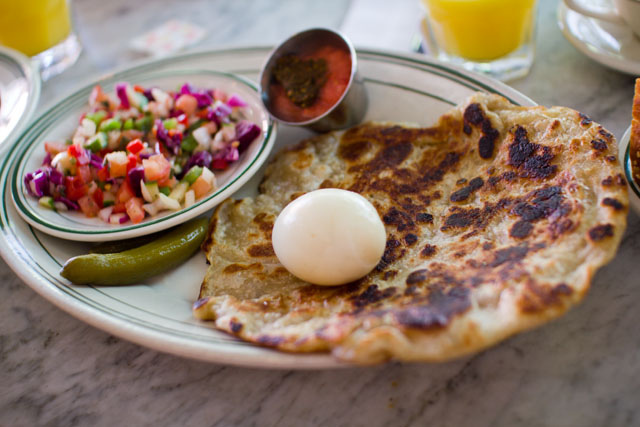
Malawakh (galette feuilletée), spécialité yéménite.
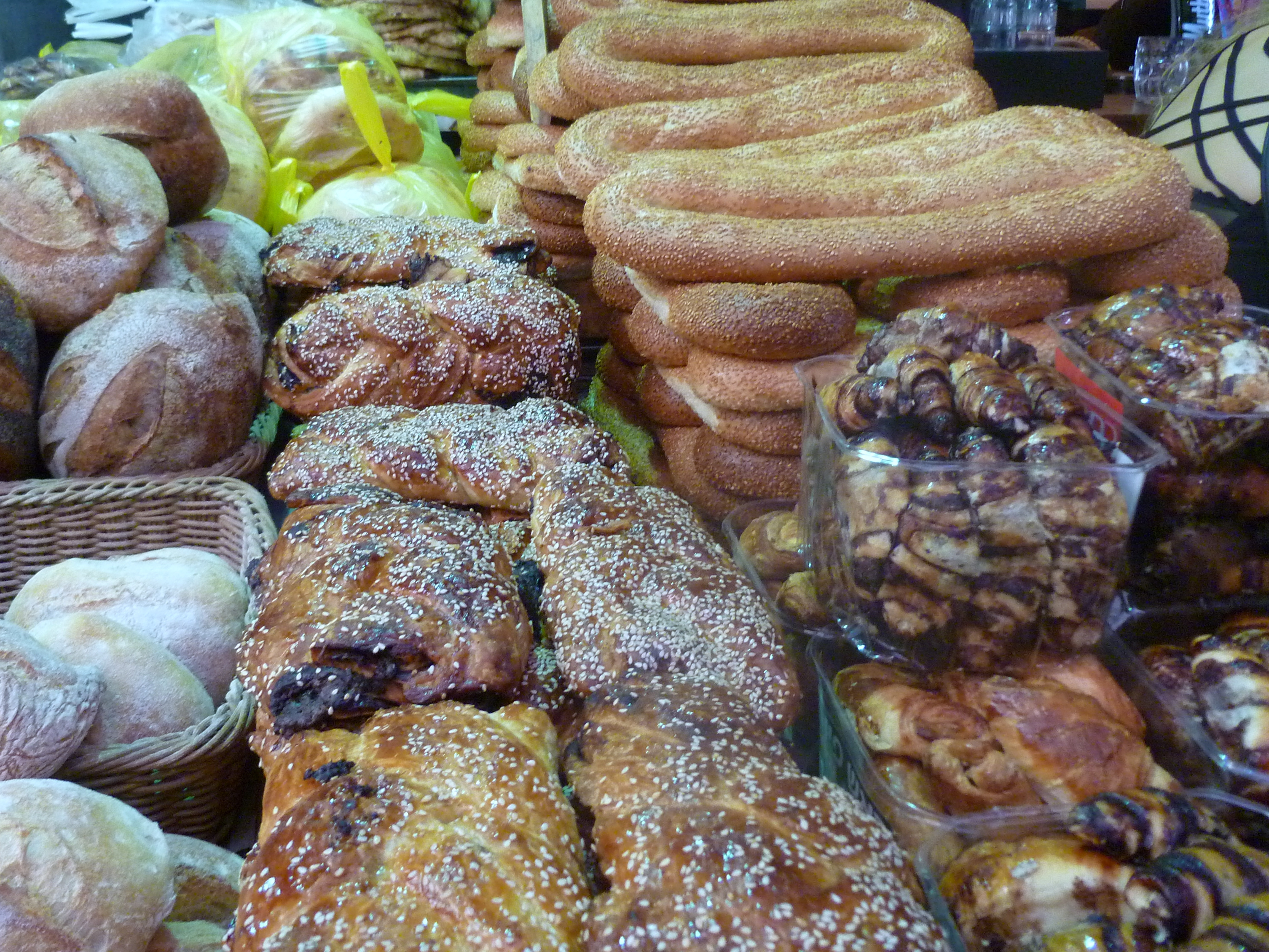
Pains et viennoiseries, Manahé Yehuda.
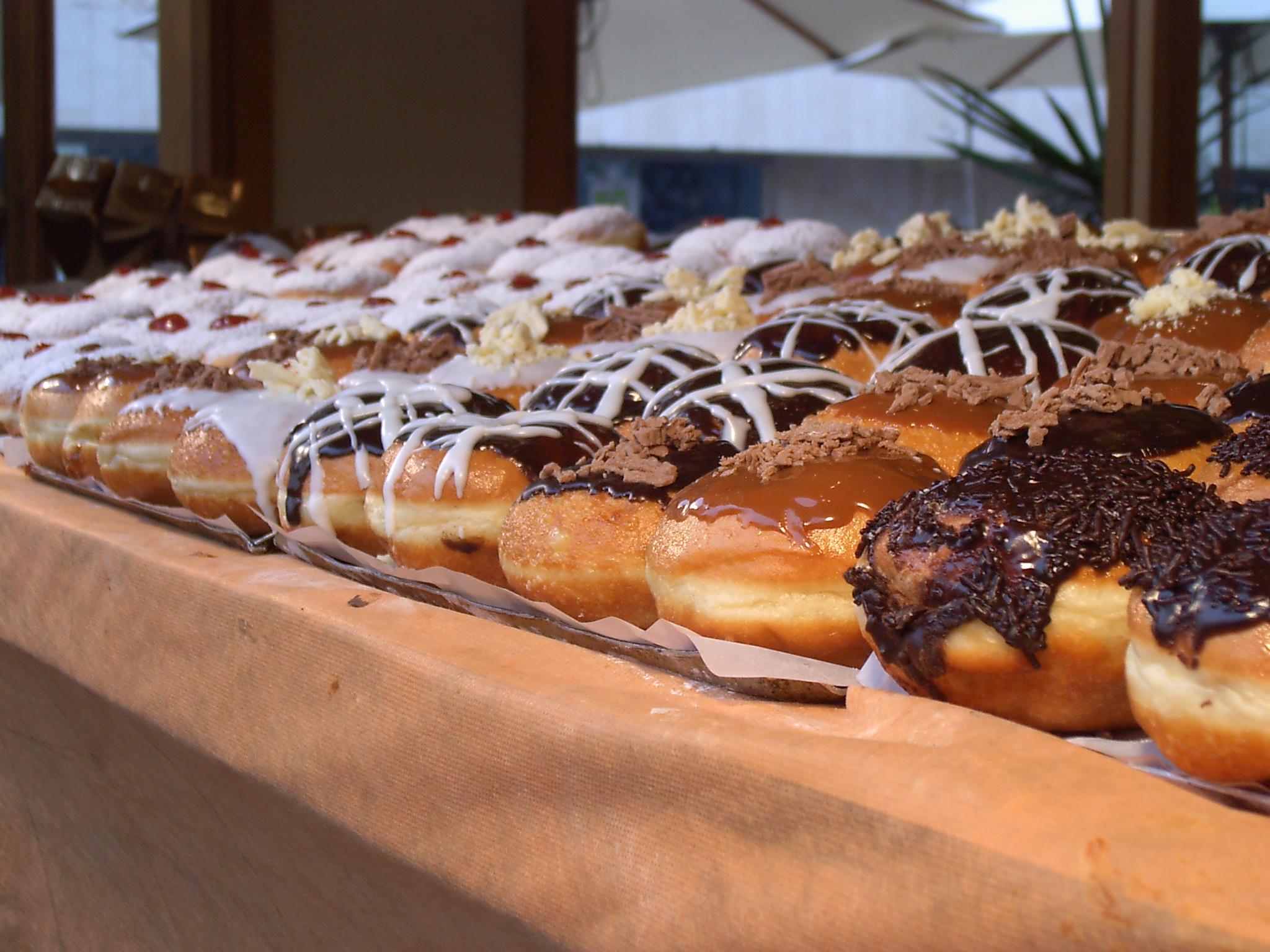
Sufganiot (pâtisseries de hannouka), Tel Aviv.
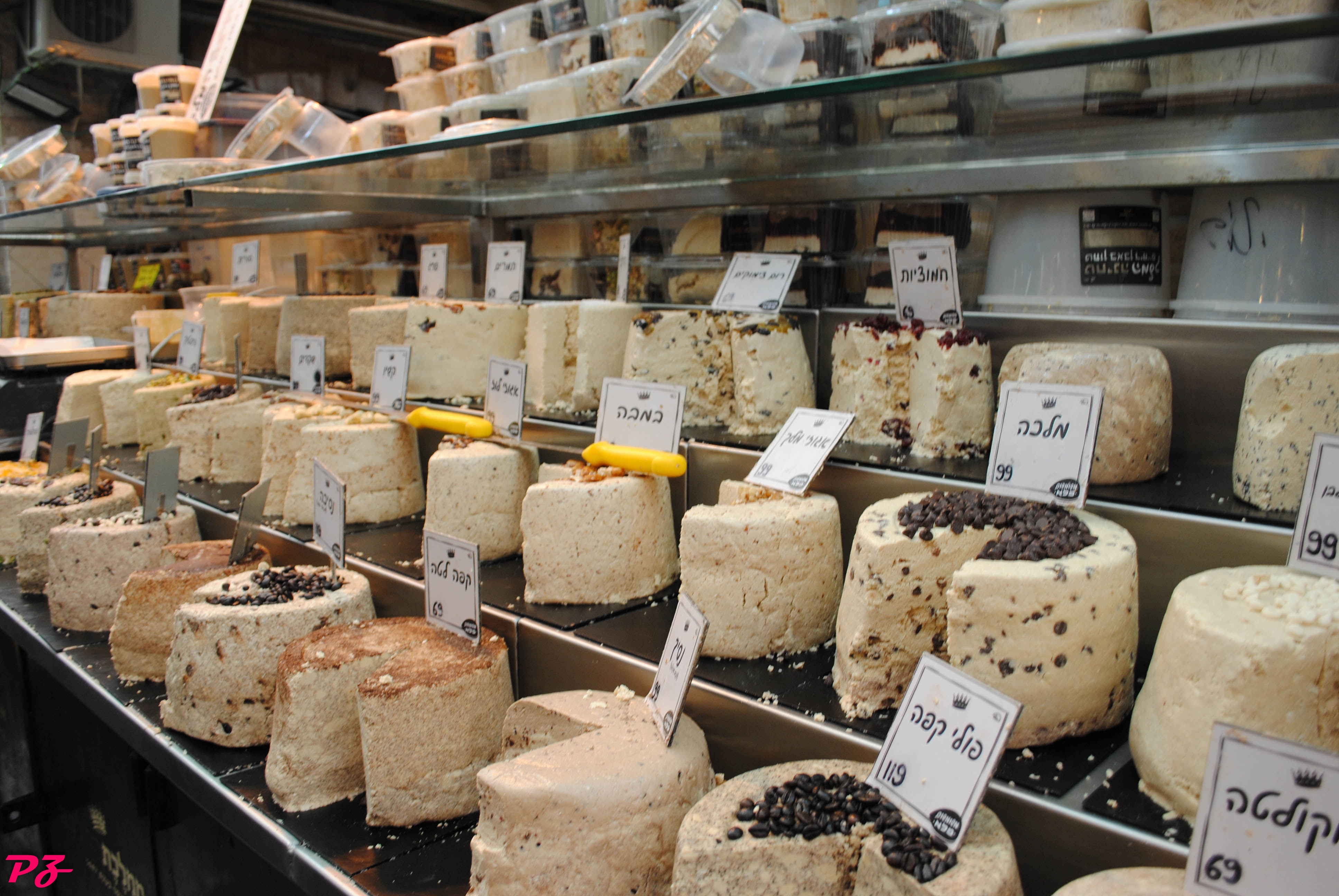
Différentes halwa.
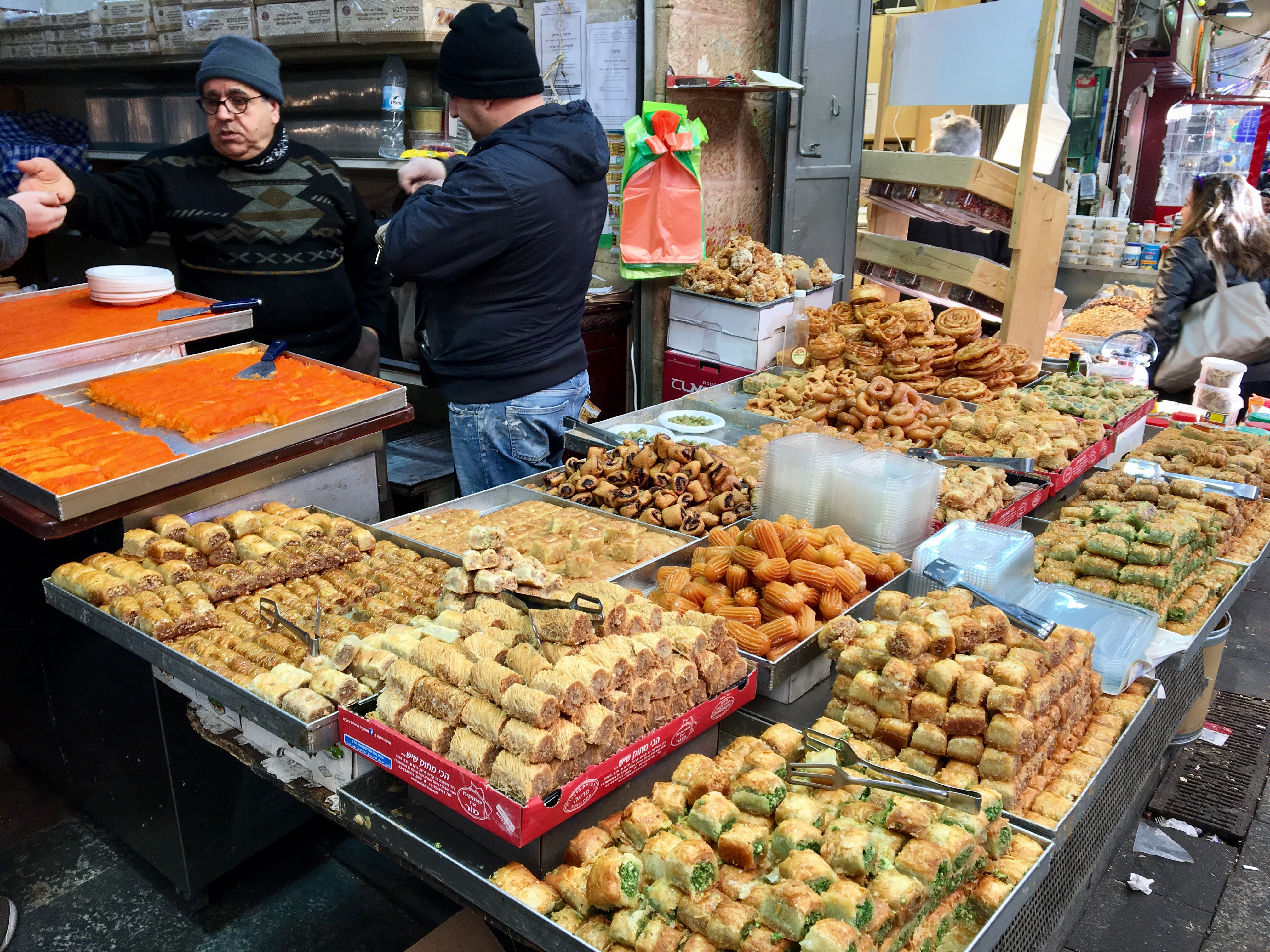
Pâtisseries orientales, Jérusalem.
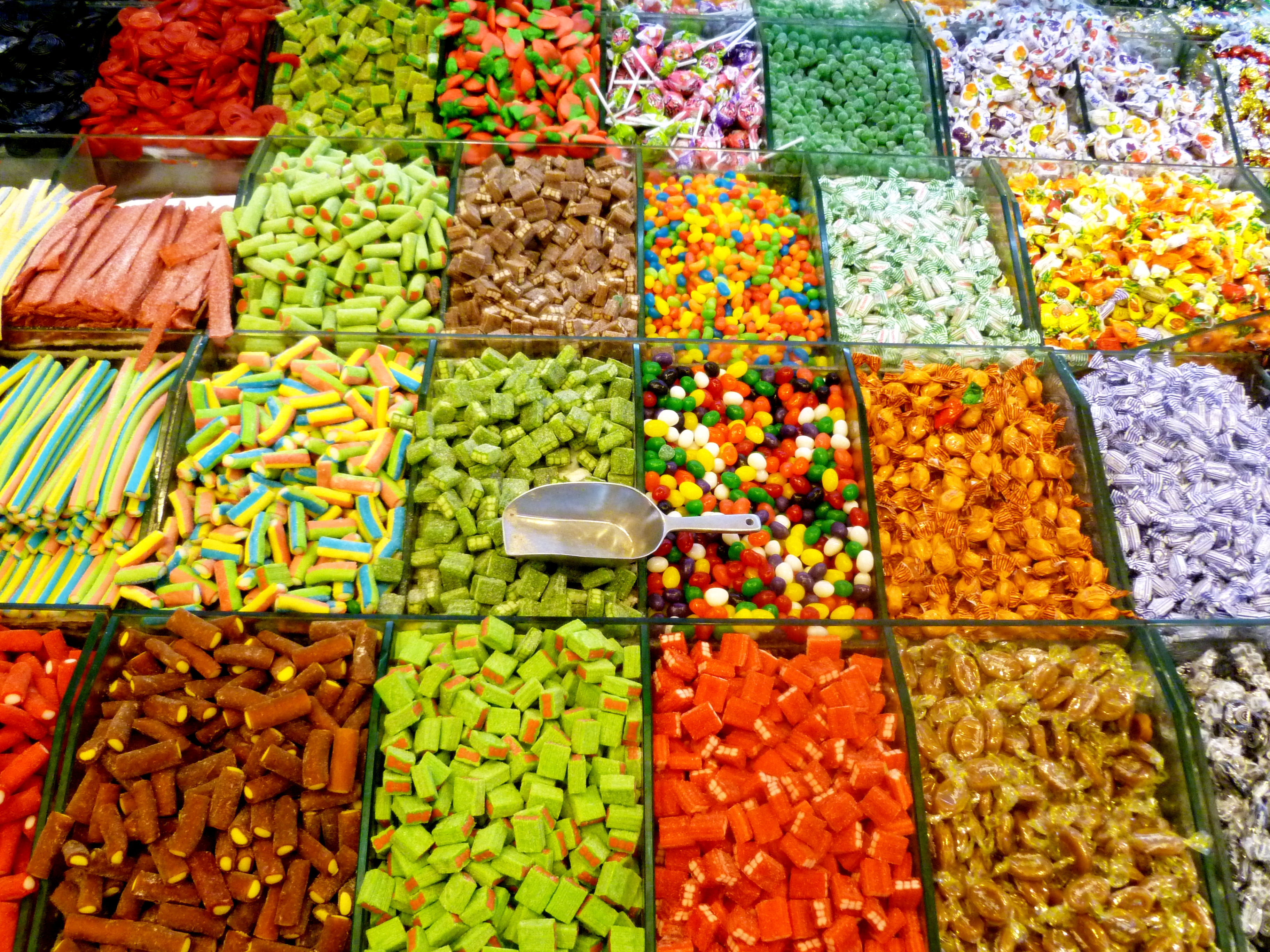
Friandises colorées au marché.
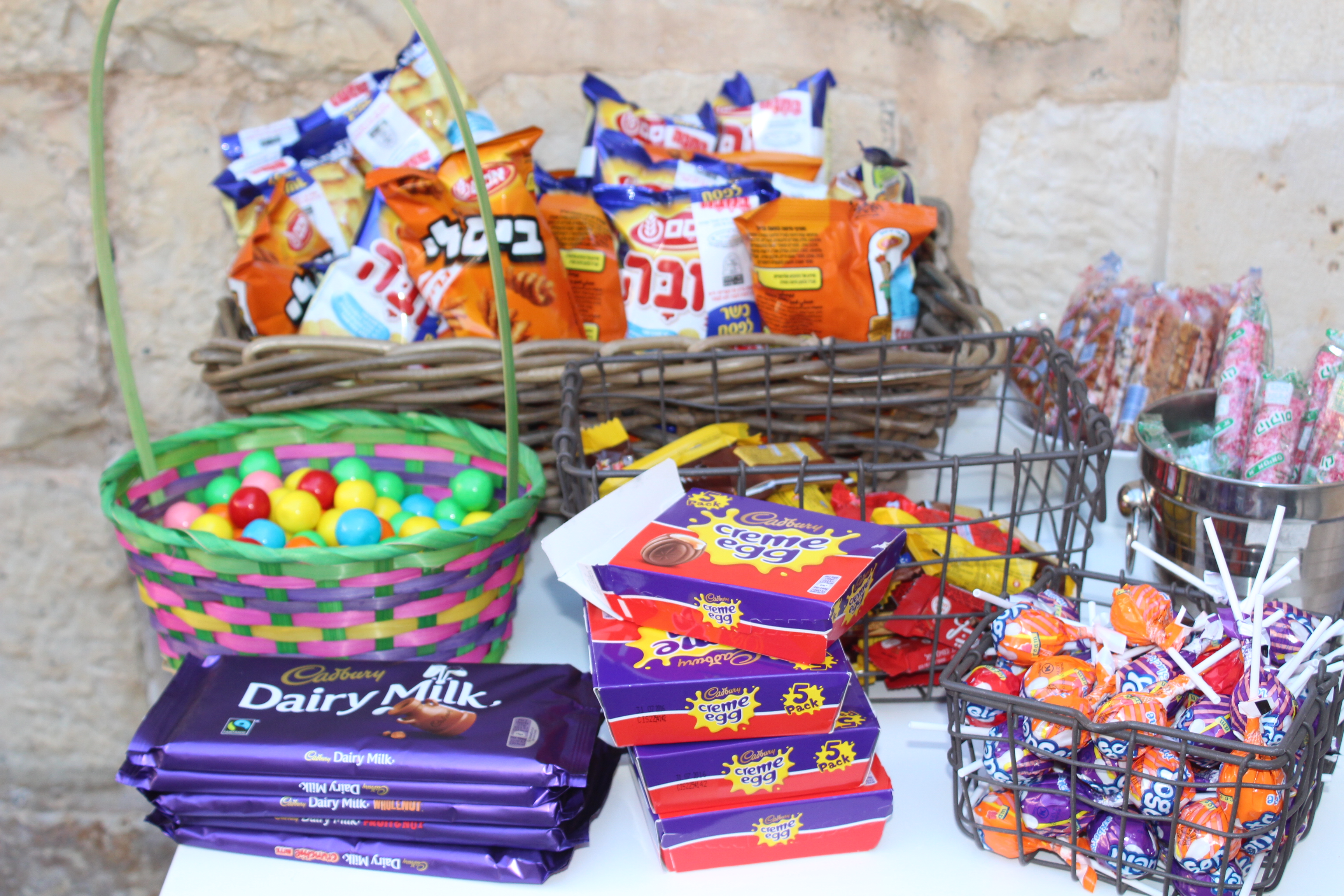
Apéritifs salés et friandises sucrées.
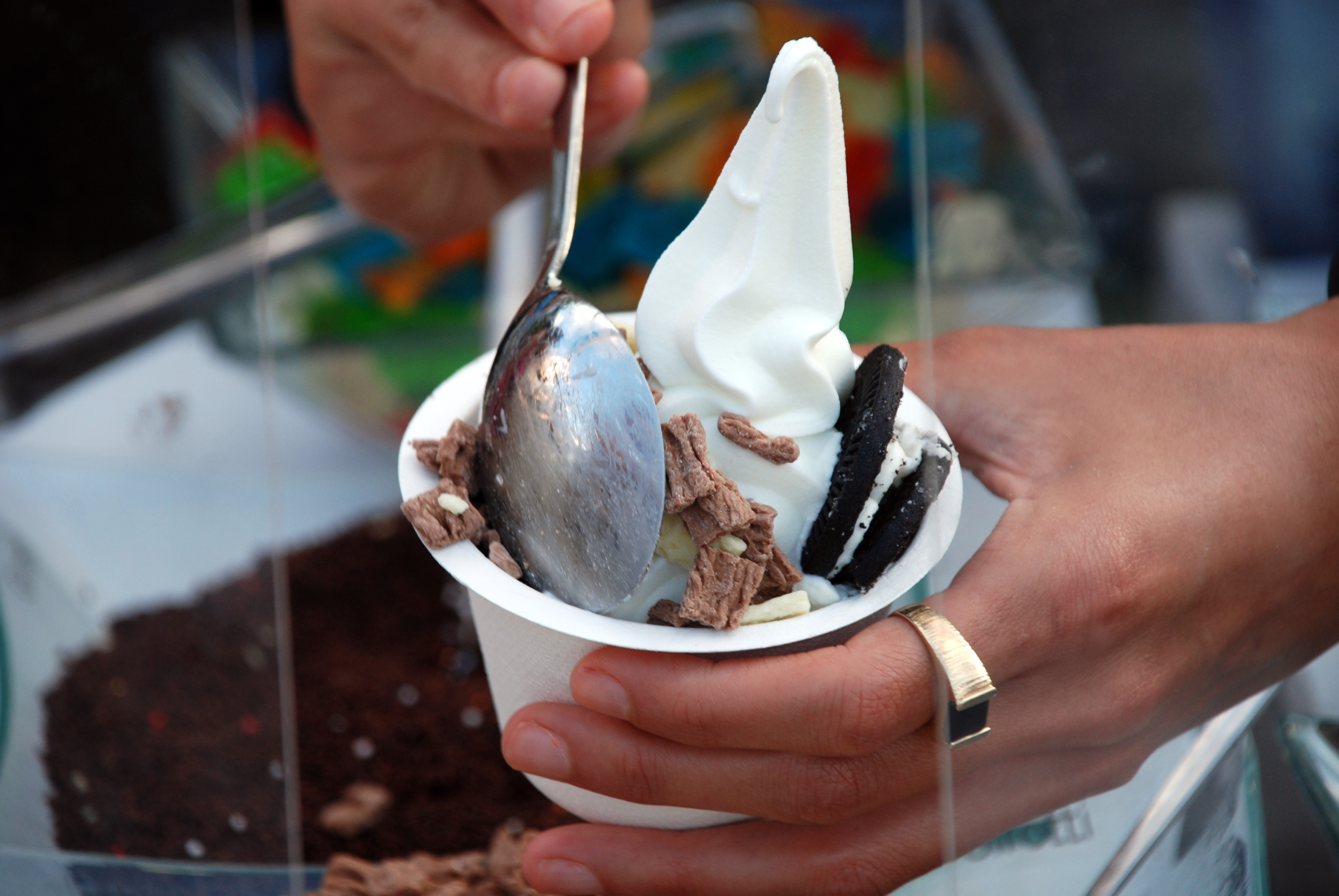
Yaourt glacé.